# Grammy Award para Álbum do Ano
O Grammy Award para Álbum do Ano (no original em inglês: Grammy Award for Album of the Year) é concedido pela Academia Nacional de Artes e Ciências de Gravação dos Estados Unidos para "honrar a realização artística, proficiência técnica e excelência geral na indústria fonográfica, sem considerar vendas ou posição nas paradas". Álbum do Ano é a categoria mais prestigiosa do Grammy, e faz parte do "campo geral", juntamente com Gravação do Ano, Canção de Ano e Artista Revelação), apresentadas anualmente desde o 1.º Grammy Awards em 1959.

## Regras da categoria
Ao longo dos anos, as regras sobre quem recebeu um prêmio mudaram:
- 1959–1965: Apenas o artista.
- 1966–1998: Artista e o produtor.
- 1999–2002: Artista, produtor e engenheiro de gravação ou misturador.
- 2003–2017: Artista, artista participante, produtor, engenheiro de masterização e engenheiro de gravação ou misturador (apenas aqueles que foram creditados em pelo menos 33% do tempo de execução do álbum).
- 2018–2020: Artista, produtor, compositor (de novo material), engenheiro de masterização e engenheiro de gravação ou misturador (apenas aqueles que foram creditados em pelo menos 33% do tempo de execução do álbum)
- 2021–presente: Artista, artista participante, produtor, compositor (de material novo), engenheiro de masterização e engenheiro de gravação ou misturador. (Independentemente do tempo creditado)

A categoria se expandiu para incluir oito indicados em 2019, e para dez em 2021.
Álbum do Ano é concedido para um álbum inteiro, e o prêmio é concedido ao artista, artista participante, compositor, produtor, engenheiro de gravação e engenheiro de masterização com contribuições significativas para esse álbum. A categoria Gravação do Ano, com o mesmo título, é concedida a um single ou a uma faixa de um álbum. Este prêmio vai para o intérprete, produtor, engenheiro de gravação e/ou misturador dessa canção.

## Processo
De 1995 a 2021, os membros da Academia Nacional de Artes e Ciências de Gravação indicaram suas escolhas para álbum do ano. Uma lista das vinte melhores gravações foi entregue ao Comitê de Revisão de Nomeações, um grupo especialmente selecionado de membros anônimos, que então selecionou as cinco melhores gravações para obter uma indicação na categoria em uma votação especial. O restante dos membros votou em um vencedor entre os cinco indicados. Em 2018, foi anunciado que o número de faixas indicadas aumentará para oito. Em 2021, foi anunciado que os Comitês de Revisão de Nomeações seriam dissolvidos e os indicados finais para gravação do ano seriam decididos por votos dos membros. A partir de 2022, o número de indicados na categoria aumentou para 10.

## Vencedores e indicados
Nas tabelas a seguir, os anos são listados como o de realização da cerimônia de entrega do prêmio.
Legenda:
     Vencedor

### Década de 1950

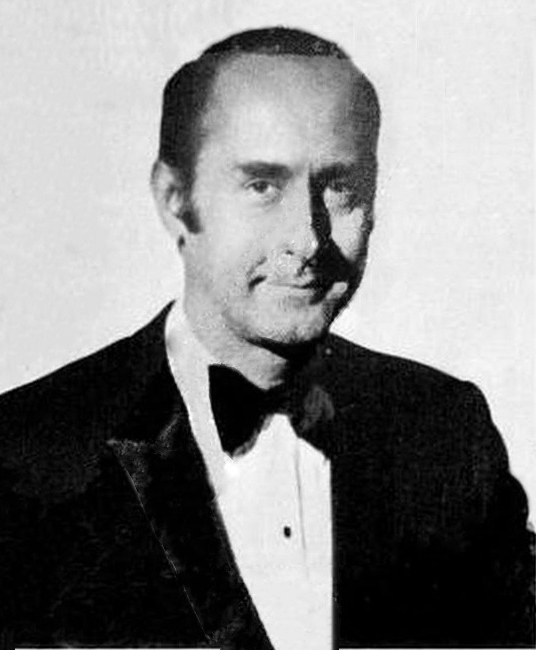
Henry Mancini foi o primeiro vencedor nesta categoria por The Music from Peter Gunn (1959 - Maio).

| Ano         | Álbum                                               | Artista(s)      | Ref.   |
| ----------- | --------------------------------------------------- | --------------- | ------ |
| 1959 (Maio) | The Music from Peter Gunn                           | Henry Mancini   | [ 11 ] |
| 1959 (Maio) | Come Fly with Me                                    | Frank Sinatra   | [ 11 ] |
| 1959 (Maio) | Ella Fitzgerald Sings the Irving Berlin Songbook    | Ella Fitzgerald | [ 11 ] |
| 1959 (Maio) | Frank Sinatra Sings for Only the Lonely             | Frank Sinatra   | [ 11 ] |
| 1959 (Maio) | Tchaikovsky: Concerto No. 1, In B-Flat Minor, Op.23 | Van Cliburn     | [ 11 ] |

### Década de 1960

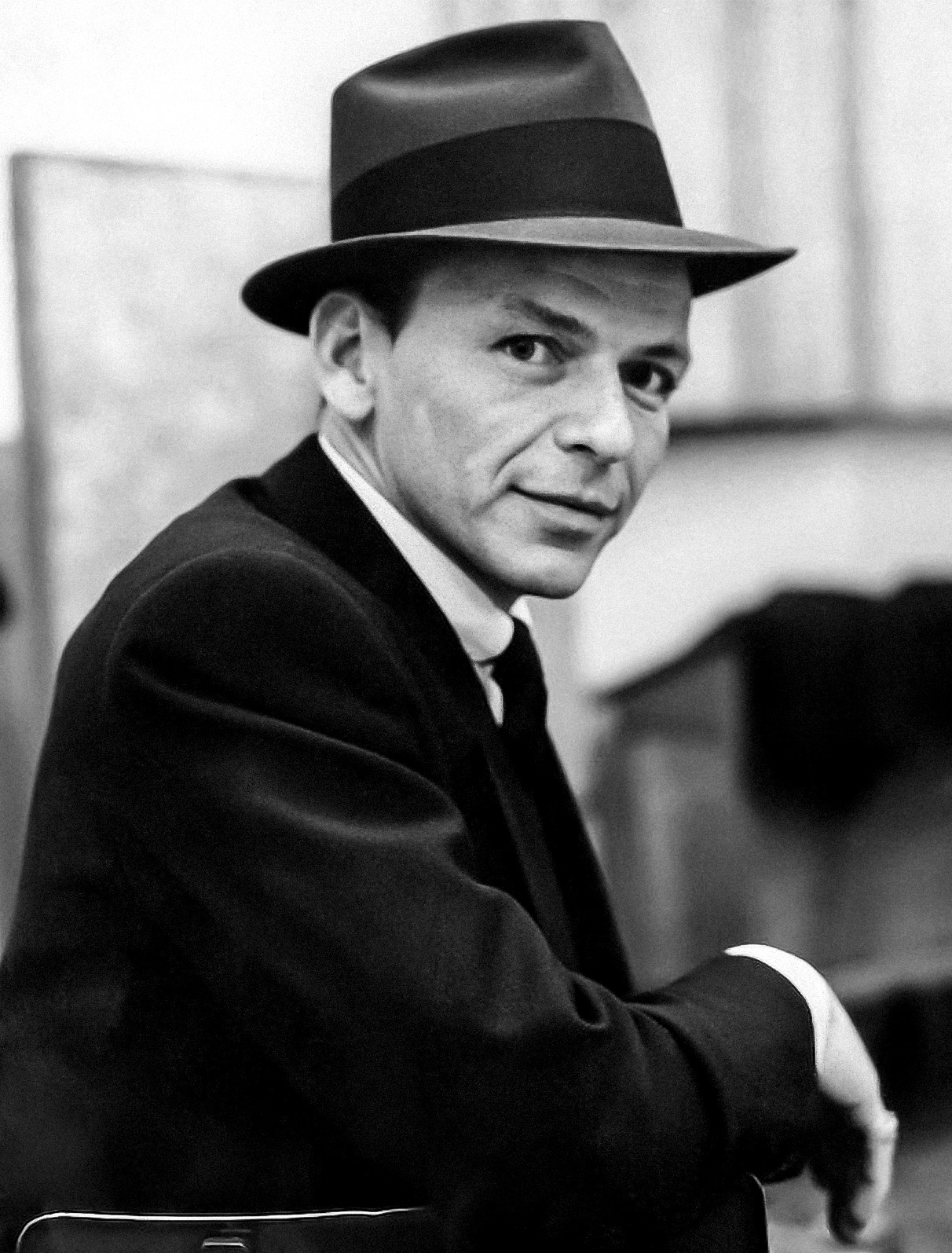
Frank Sinatra foi o primeiro artista a vencer duas e três vezes. Venceu em 1960, 1966 e 1967.

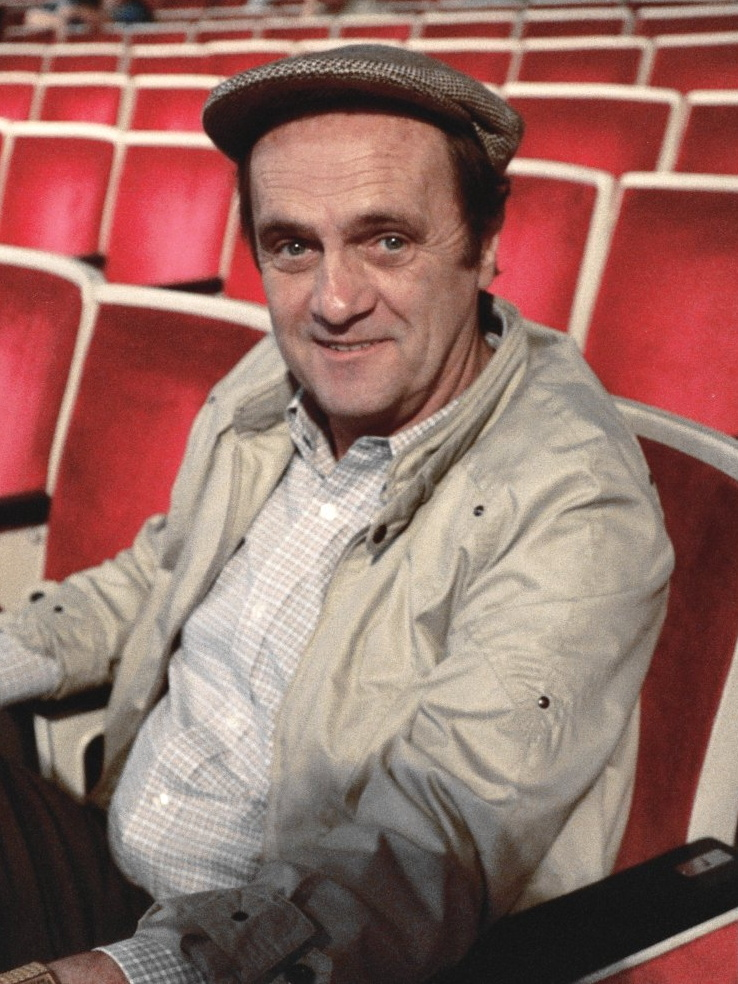
Bob Newhart venceu por The Button-Down Mind of Bob Newhart em 1961.

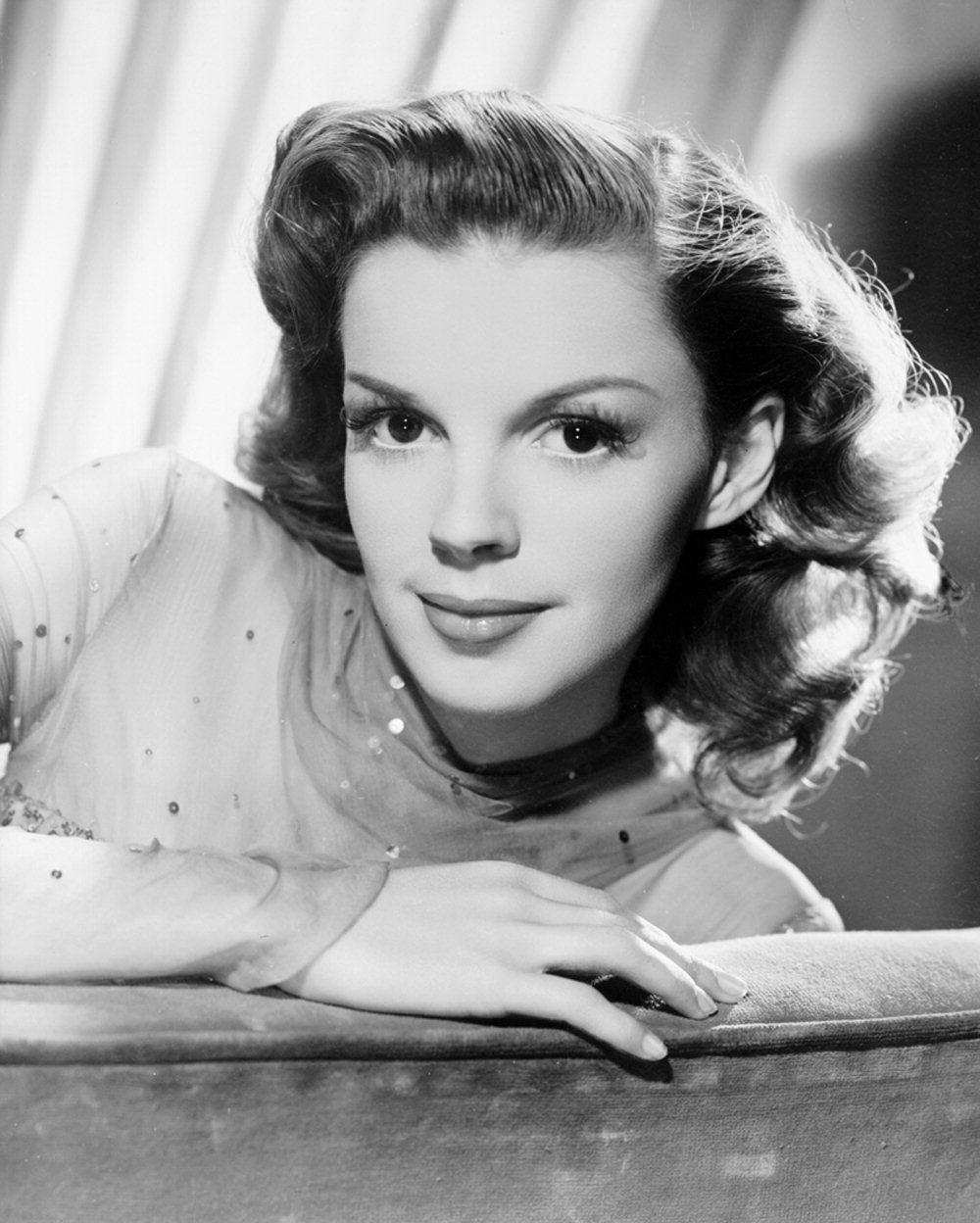
Judy Garland foi a primeira mulher a vencer o prêmio por Judy at Carnegie Hall em 1962.

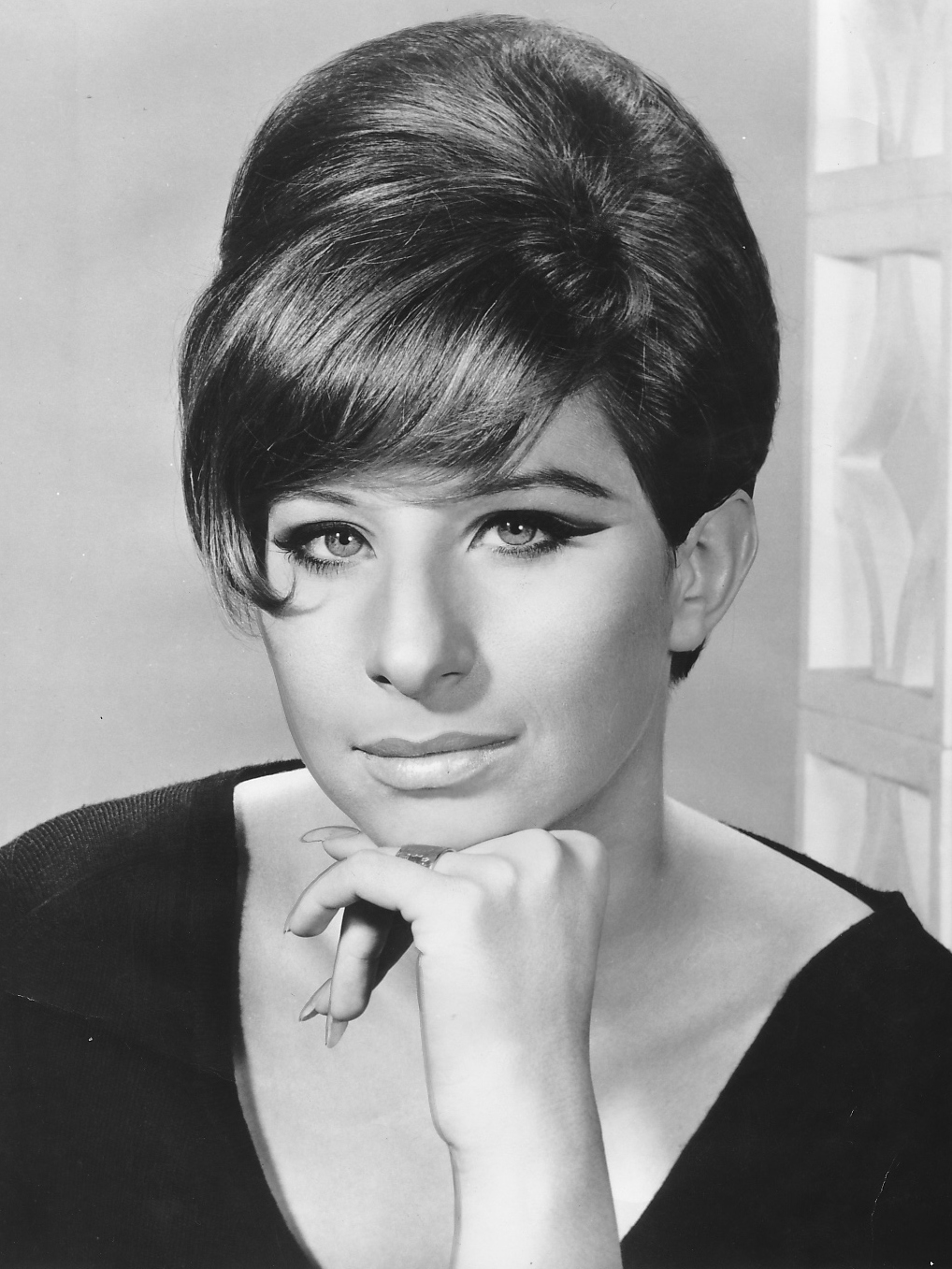
Barbra Streisand venceu por The Barbra Streisand Album em 1964.

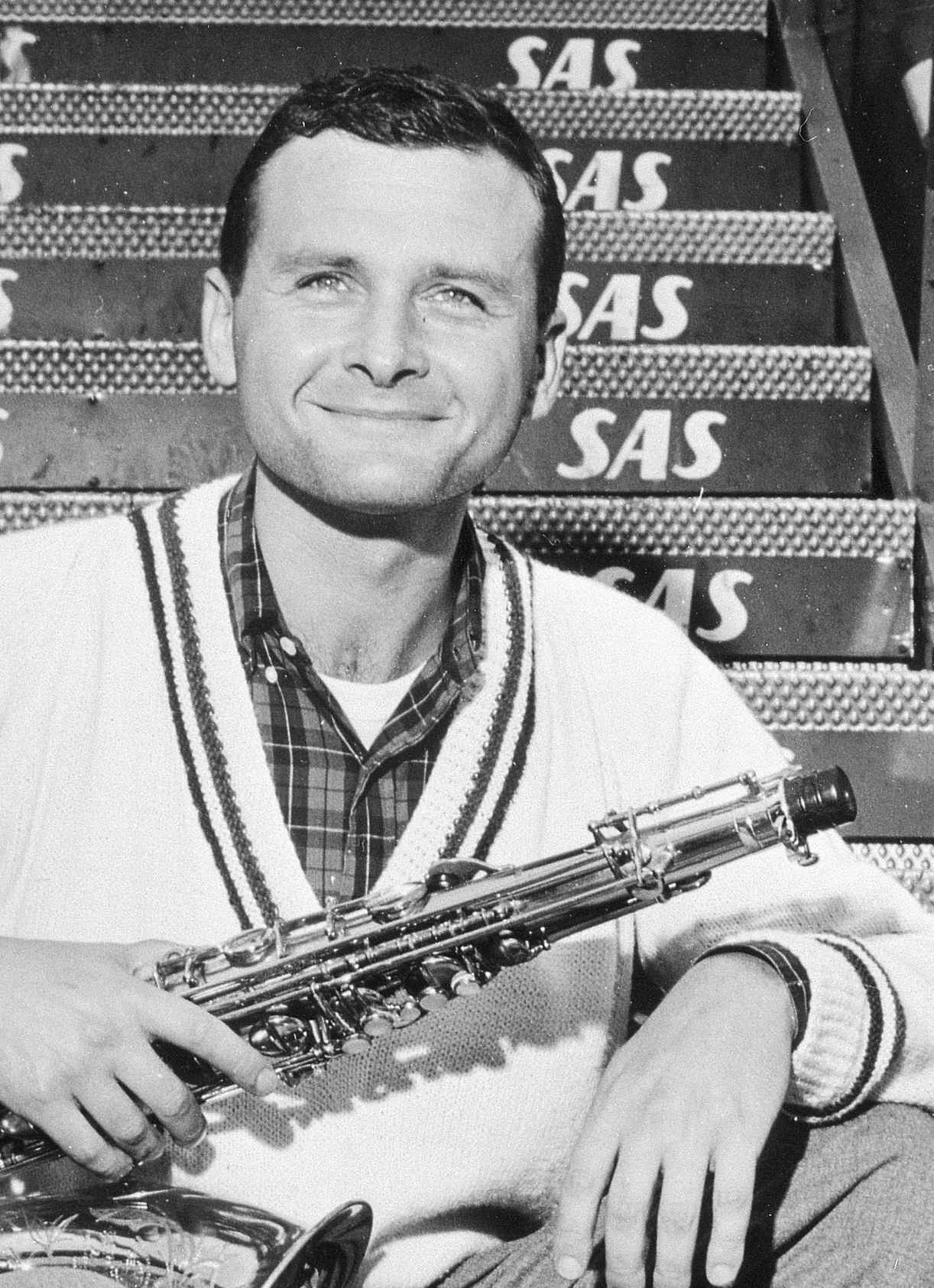
Stan Getz venceu por Getz/Gilberto em 1965.

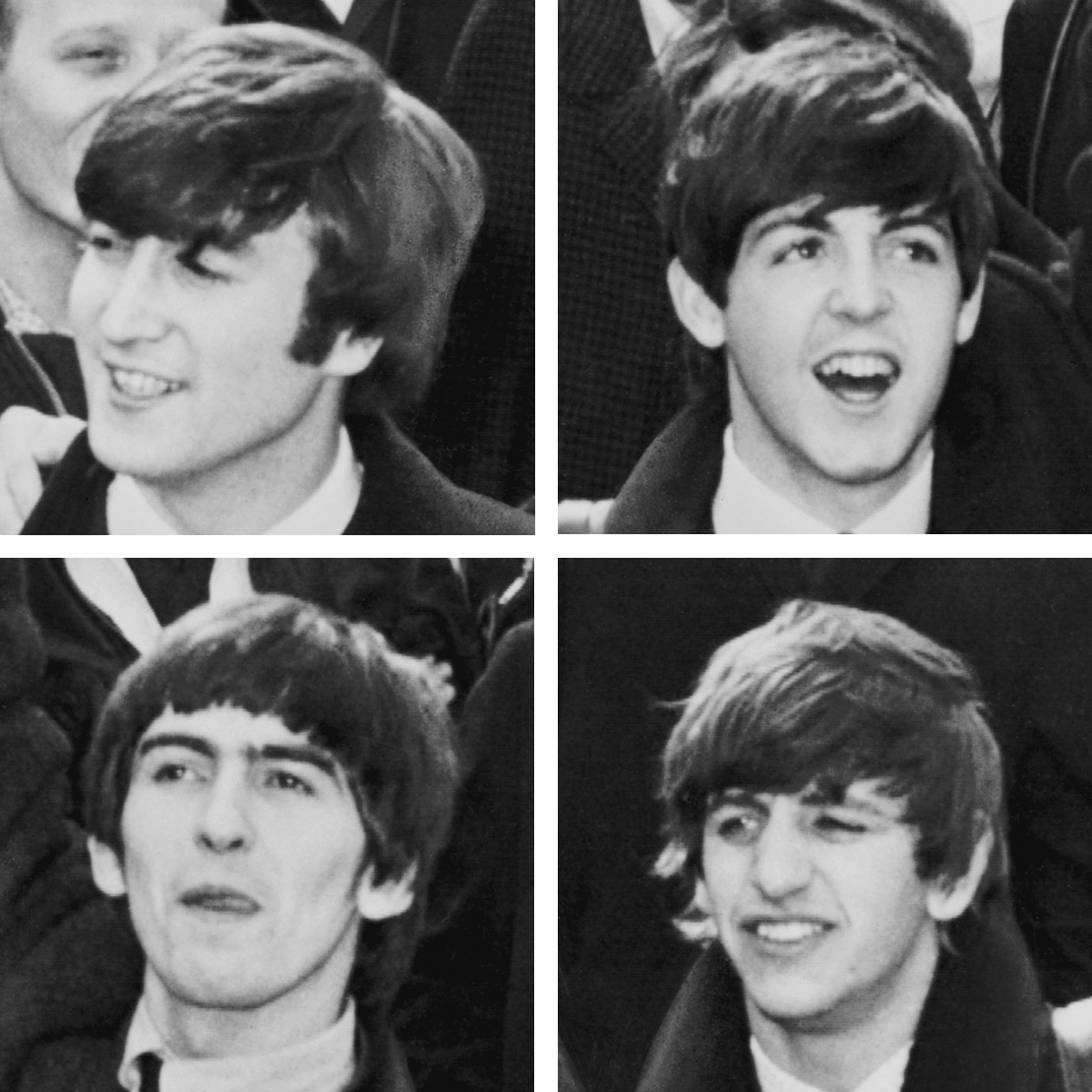
The Beatles venceu por Sgt. Pepper's Lonely Hearts Club Band em 1968.

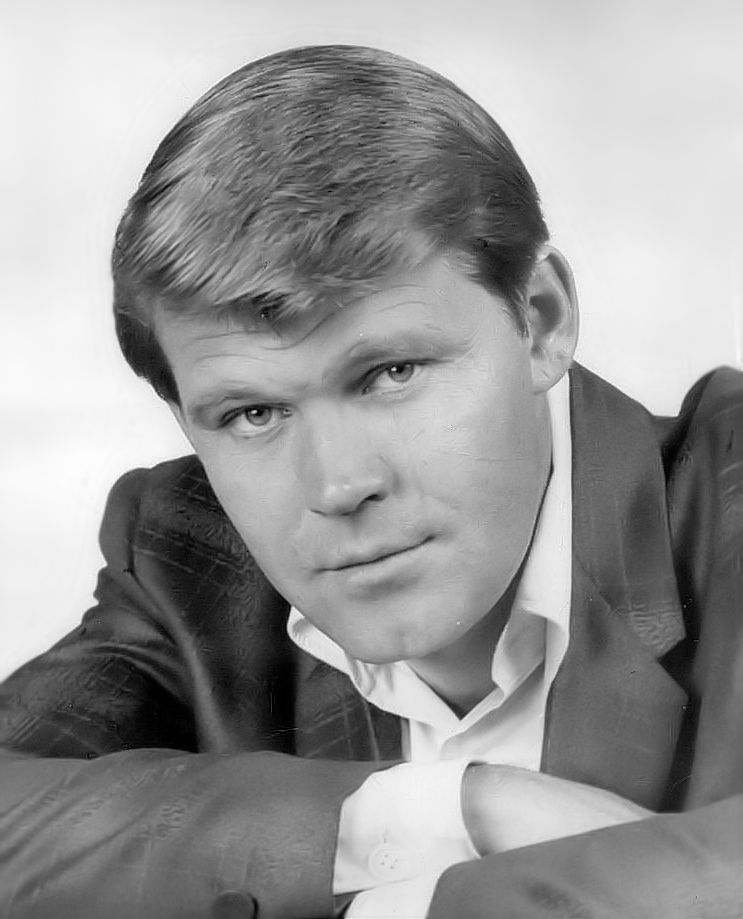
Glen Campbell venceu por By the Time I Get to Phoenix em 1969.

| Ano  | Álbum                                          | Artista(s)                           | Equipe de produção                                         | Ref.   |
| ---- | ---------------------------------------------- | ------------------------------------ | ---------------------------------------------------------- | ------ |
| 1960 | Come Dance with Me!                            | Frank Sinatra                        |                                                            | [ 12 ] |
| 1960 | Belafonte at Carnegie Hall                     | Harry Belafonte                      |                                                            | [ 12 ] |
| 1960 | More Music From Peter Gunn                     | Henry Mancini                        |                                                            | [ 12 ] |
| 1960 | Rachmaninoff Piano Concerto No. 3              | Van Cliburn                          |                                                            | [ 12 ] |
| 1960 | Victory at Sea, Vol. I                         | Robert Russell Bennett               |                                                            | [ 12 ] |
| 1961 | The Button-Down Mind of Bob Newhart            | Bob Newhart                          |                                                            | [ 13 ] |
| 1961 | Belafonte Returns to Carnegie Hall             | Harry Belafonte                      |                                                            | [ 13 ] |
| 1961 | Brahms: Concerto                               | Sviatoslav Richter                   |                                                            | [ 13 ] |
| 1961 | Nice 'n' Easy                                  | Frank Sinatra                        |                                                            | [ 13 ] |
| 1961 | Puccini: Turandot                              | Erich Leinsdorf                      |                                                            | [ 13 ] |
| 1961 | Wild Is Love                                   | Nat King Cole                        |                                                            | [ 13 ] |
| 1962 | Judy at Carnegie Hall                          | Judy Garland                         |                                                            | [ 14 ] |
| 1962 | Breakfast at Tiffany's                         | Henry Mancini                        |                                                            | [ 14 ] |
| 1962 | Genius + Soul = Jazz                           | Ray Charles                          |                                                            | [ 14 ] |
| 1962 | Great Band with Great Voices                   | Si Zentner & Johnny Mann Singers     |                                                            | [ 14 ] |
| 1962 | The Nat King Cole Story                        | Nat King Cole                        |                                                            | [ 14 ] |
| 1962 | West Side Story (Motion Picture Soundtrack)    | John Green                           |                                                            | [ 14 ] |
| 1963 | The First Family                               | Vaughn Meader                        | Bob Booker & Earle Doud, produtores                        | [ 15 ] |
| 1963 | I Left My Heart in San Francisco               | Tony Bennett                         |                                                            | [ 15 ] |
| 1963 | Jazz Samba                                     | Stan Getz & Charlie Byrd             |                                                            | [ 15 ] |
| 1963 | Modern Sounds in Country and Western Music     | Ray Charles                          |                                                            | [ 15 ] |
| 1963 | My Son, the Folk Singer                        | Allan Sherman                        |                                                            | [ 15 ] |
| 1964 | The Barbra Streisand Album                     | Barbra Streisand                     |                                                            | [ 16 ] |
| 1964 | Bach's Greatest Hits                           | Ward Swingle & The Swingle Singers   |                                                            | [ 16 ] |
| 1964 | Days of Wine and Roses and Other TV Requests   | Andy Williams                        |                                                            | [ 16 ] |
| 1964 | Honey in the Horn                              | Al Hirt                              |                                                            | [ 16 ] |
| 1964 | The Singing Nun                                | Soeur Sourire                        |                                                            | [ 16 ] |
| 1965 | Getz/Gilberto                                  | Stan Getz & João Gilberto            |                                                            | [ 17 ] |
| 1965 | Cotton Candy                                   | Al Hirt                              |                                                            | [ 17 ] |
| 1965 | Funny Girl                                     | Vários artistas                      | Bob Merrill & Jule Styne, compositores                     | [ 17 ] |
| 1965 | People                                         | Barbra Streisand                     |                                                            | [ 17 ] |
| 1965 | The Pink Panther                               | Henry Mancini                        |                                                            | [ 17 ] |
| 1966 | September of My Years                          | Frank Sinatra                        | Sonny Burke, produtor                                      | [ 18 ] |
| 1966 | Help!                                          | The Beatles                          | George Martin, produtor                                    | [ 18 ] |
| 1966 | My Name Is Barbra                              | Barbra Streisand                     | Bob Mersey, produtor                                       | [ 18 ] |
| 1966 | My World                                       | Eddy Arnold                          | Chet Atkins, produtor                                      | [ 18 ] |
| 1966 | The Sound Of Music (Motion Picture Soundtrack) | Vários artistas                      | Julie Andrews, artista participante; Neely Plumb, produtor | [ 18 ] |
| 1967 | A Man and His Music                            | Frank Sinatra                        | Sonny Burke, produtor                                      | [ 19 ] |
| 1967 | Color Me Barbra                                | Barbra Streisand                     | Bob Mersey, produtor                                       | [ 19 ] |
| 1967 | Dr. Zhivago (Motion Picture Soundtrack)        | Maurice Jarre                        | Jesse Kaye, produtor                                       | [ 19 ] |
| 1967 | Revolver                                       | The Beatles                          | George Martin, produtor                                    | [ 19 ] |
| 1967 | What Now My Love                               | Herb Alpert & the Tijuana Brass      | Herb Alpert & Jerry Moss, produtores                       | [ 19 ] |
| 1968 | Sgt. Pepper's Lonely Hearts Club Band          | The Beatles                          | George Martin, produtor                                    | [ 20 ] |
| 1968 | Francis Albert Sinatra & Antônio Carlos Jobim  | Frank Sinatra & Antônio Carlos Jobim | Sonny Burke, produtor                                      | [ 20 ] |
| 1968 | It Must Be Him                                 | Vikki Carr                           | Tommy Oliver & Dave Pell, produtores                       | [ 20 ] |
| 1968 | My Cup Runneth Over                            | Ed Ames                              | Jim Foglesong, produtor                                    | [ 20 ] |
| 1968 | Ode to Billie Joe                              | Bobbie Gentry                        | Kelly Gordon & Bobby Paris, produtores                     | [ 20 ] |
| 1969 | By the Time I Get to Phoenix                   | Glen Campbell                        | Al De Lory, produtor                                       | [ 21 ] |
| 1969 | Bookends                                       | Simon & Garfunkel                    | Roy Halee & Simon & Garfunkel, produtores                  | [ 21 ] |
| 1969 | Feliciano!                                     | José Feliciano                       | Rick Jarrard, produtor                                     | [ 21 ] |
| 1969 | Magical Mystery Tour                           | The Beatles                          | George Martin, produtor                                    | [ 21 ] |
| 1969 | A Tramp Shining                                | Richard Harris                       | Jimmy L. Webb, produtor                                    | [ 21 ] |

### Década de 1970

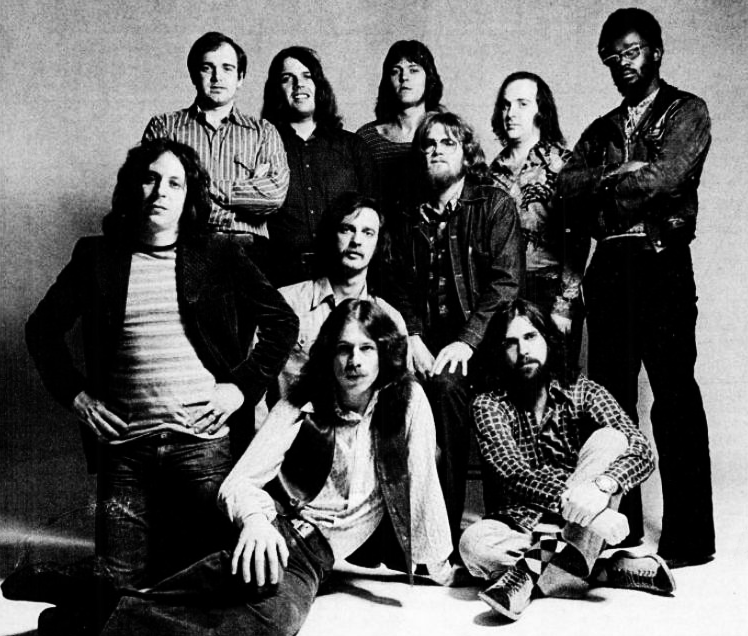
Blood, Sweat & Tears venceu por Blood, Sweat & Tears em 1970.

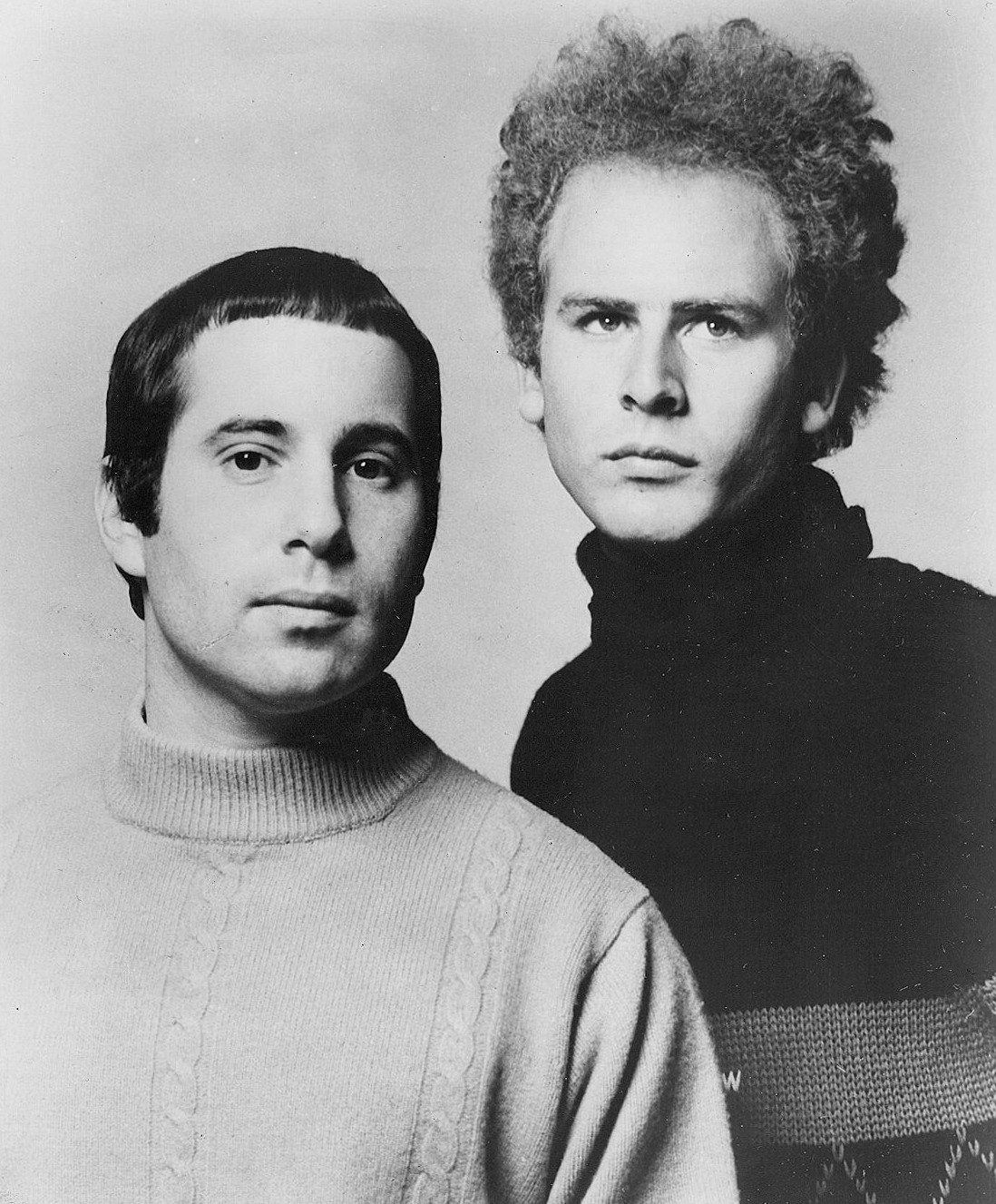
Simon & Garfunkel venceu por Bridge over Troubled Water em 1971.

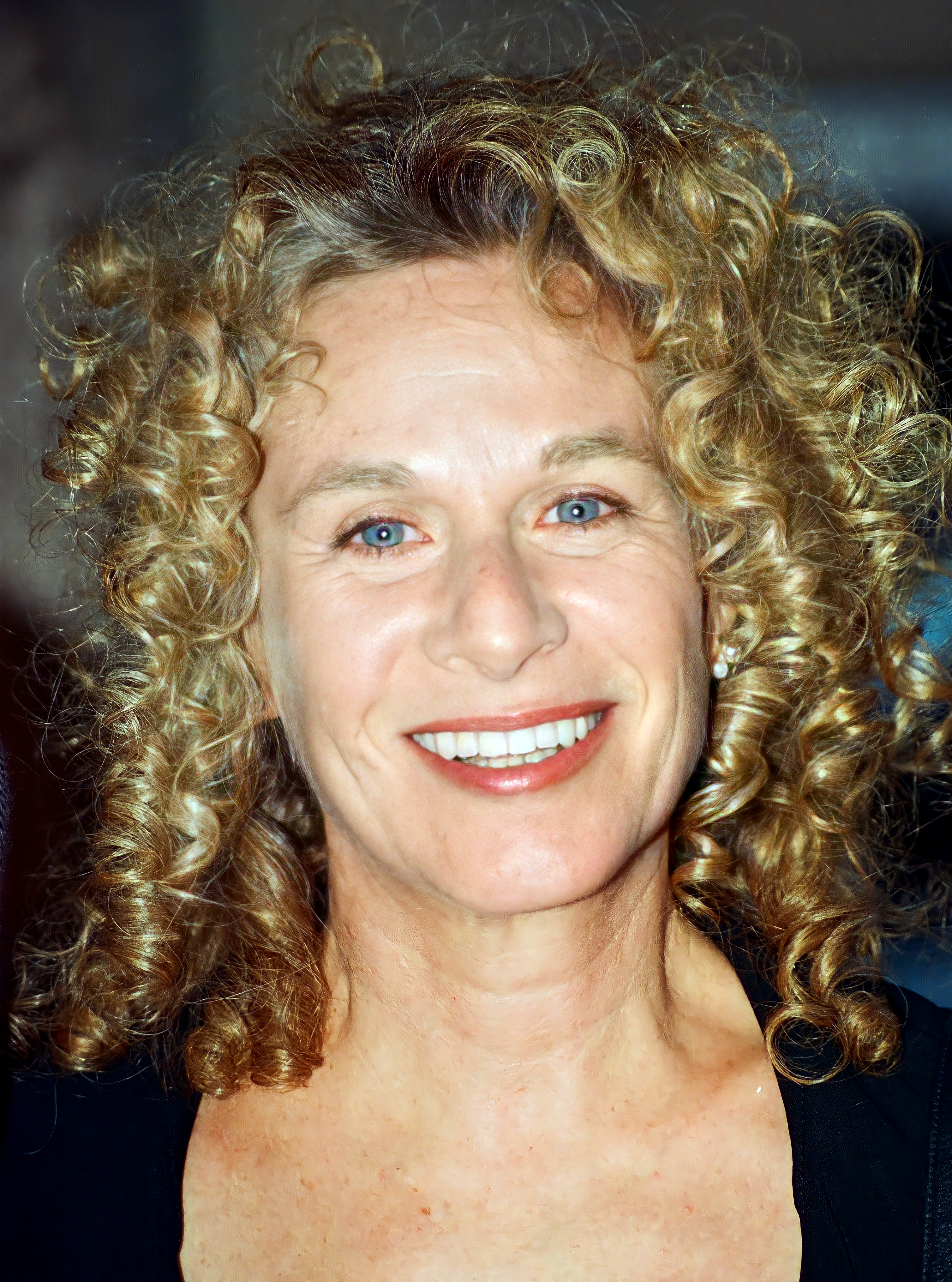
Carole King venceu por Tapestry em 1972.

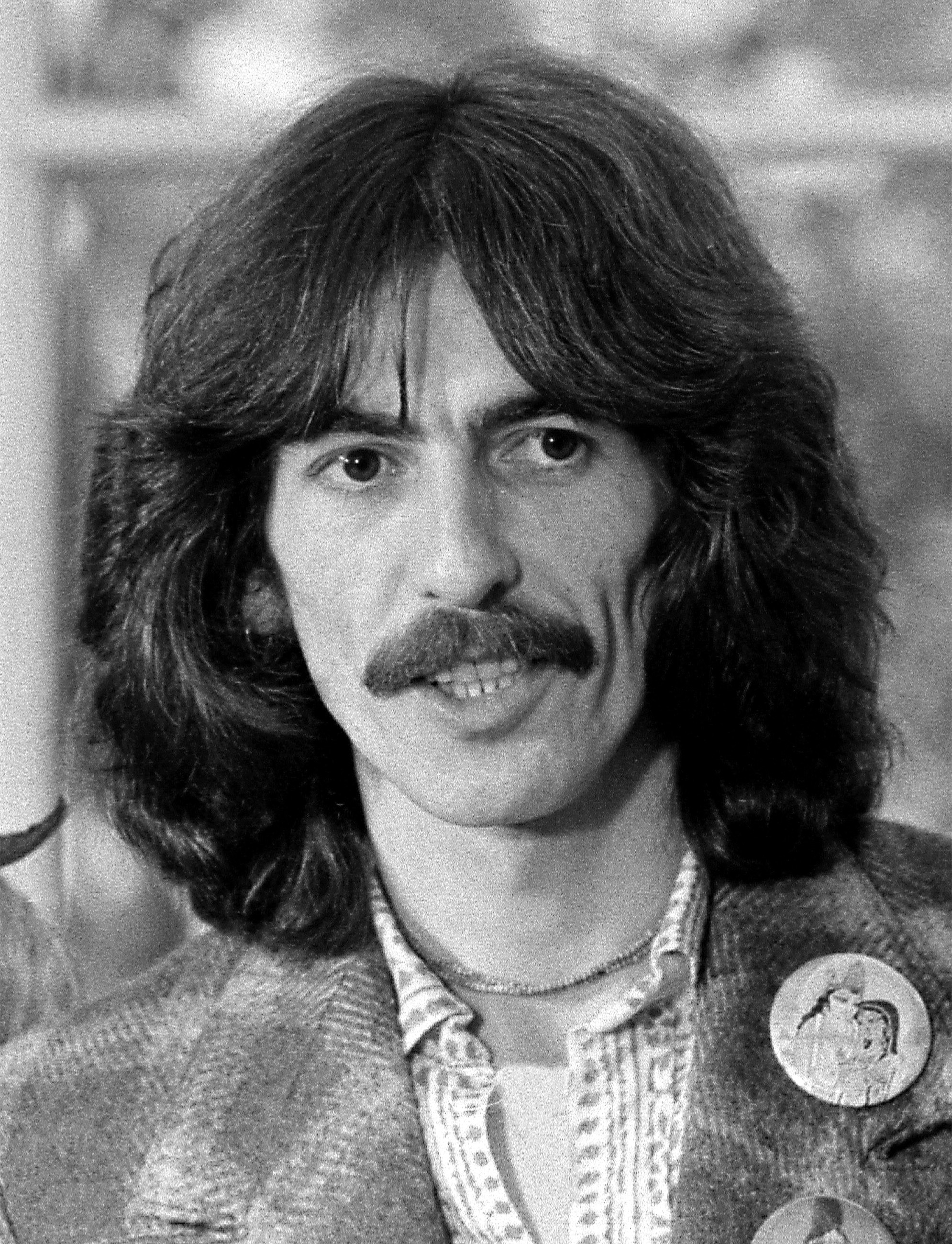
George Harrison venceu por The Concert for Bangladesh em 1973.

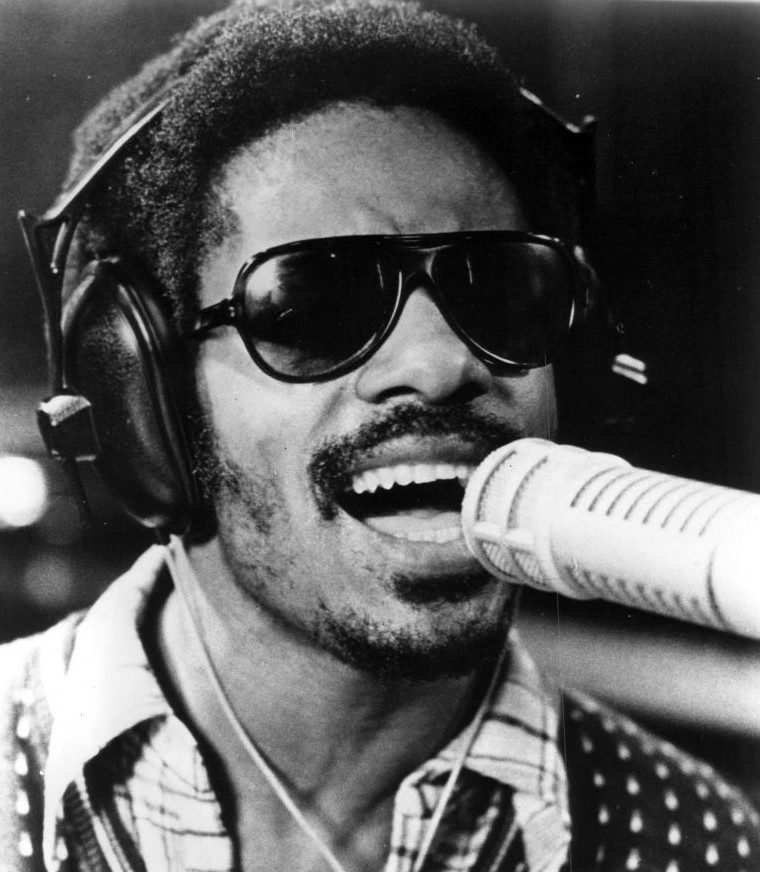
Stevie Wonder venceu três vezes, vencendo em 1974, 1975 e 1977.

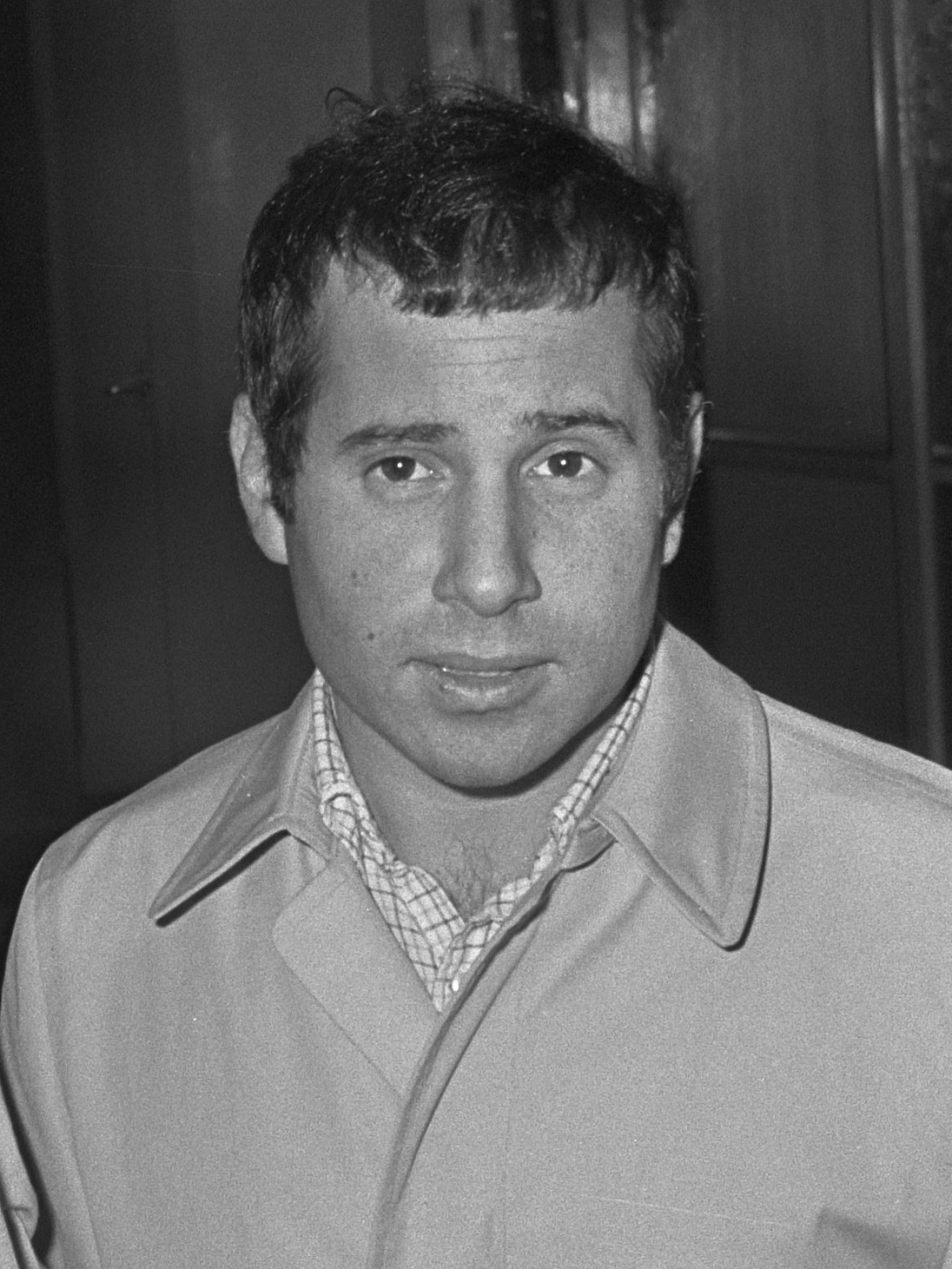
Paul Simon venceu duas vezes como artista principal creditado, vencendo em 1976 e 1987.

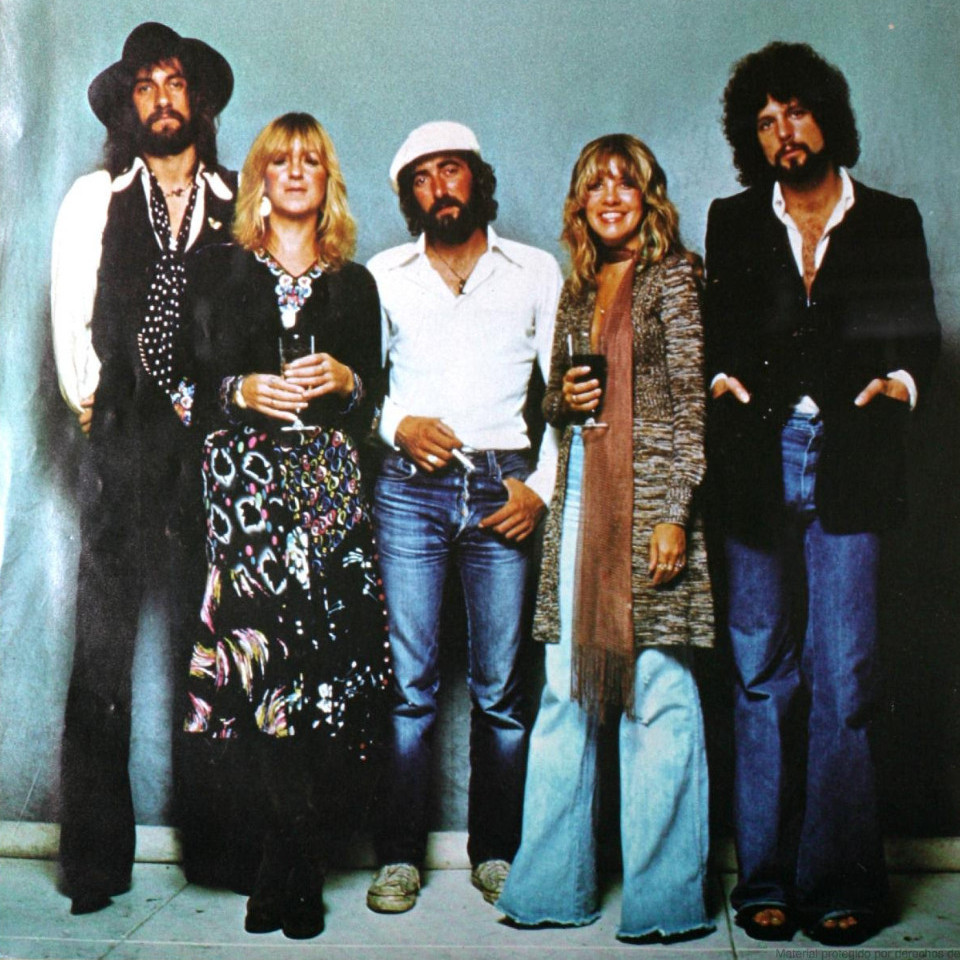
Fleetwood Mac venceu por Rumours em 1978.

| Ano  | Álbum                                                     | Artista(s) | Equipe de produção | Ref.   |
| ---- | --------------------------------------------------------- | --- | --- | ------ |
| 1970 | Blood, Sweat & Tears                                      | Blood, Sweat & Tears | James William Guercio, produtor | [ 22 ] |
| 1970 | Abbey Road                                                | The Beatles | George Martin, produtor | [ 22 ] |
| 1970 | The Age of Aquarius                                       | The 5th Dimension | Bones Howe, produtor | [ 22 ] |
| 1970 | Crosby, Stills & Nash                                     | Crosby, Stills & Nash | Crosby, Stills & Nash, produtores | [ 22 ] |
| 1970 | Johnny Cash At San Quentin                                | Johnny Cash | Bob Johnston, produtor | [ 22 ] |
| 1971 | Bridge over Troubled Water                                | Simon & Garfunkel | Roy Halee & Simon & Garfunkel, produtores | [ 23 ] |
| 1971 | Chicago                                                   | Chicago | James Guercio, produtor | [ 23 ] |
| 1971 | Close to You                                              | Carpenters | Jack Daugherty, produtor | [ 23 ] |
| 1971 | Déjà Vu                                                   | Crosby, Stills, Nash & Young                                                                                                 | Crosby, Stills, Nash & Young, produtores | [ 23 ] |
| 1971 | Elton John                                                | Elton John | Gus Dudgeon, produtor | [ 23 ] |
| 1971 | Sweet Baby James                                          | James Taylor | Peter Asher, produtor | [ 23 ] |
| 1972 | Tapestry                                                  | Carole King | Lou Adler, produtor | [ 24 ] |
| 1972 | All Things Must Pass                                      | George Harrison | George Harrison & Phil Spector, produtores | [ 24 ] |
| 1972 | Carpenters                                                | Carpenters | Jack Daugherty, produtor | [ 24 ] |
| 1972 | Jesus Christ Superstar (London Production)                | Vários artistas | Tim Rice & Andrew Lloyd Webber, produtores | [ 24 ] |
| 1972 | Shaft                                                     | Isaac Hayes | Isaac Hayes, produtor | [ 24 ] |
| 1973 | The Concert for Bangladesh                                | George Harrison & Friends (Ravi Shankar, Bob Dylan, Leon Russell, Ringo Starr, Billy Preston, Eric Clapton & Klaus Voormann) | George Harrison & Phil Spector, produtores | [ 25 ] |
| 1973 | American Pie                                              | Don McLean | Ed Freeman, produtor | [ 25 ] |
| 1973 | Jesus Christ Superstar (Original Broadway Cast Recording) | Vários artistas | Tom Morgan, Tim Rice & Andrew Lloyd Webber, produtores | [ 25 ] |
| 1973 | Moods                                                     | Neil Diamond | Tom Catalano & Neil Diamond, produtores | [ 25 ] |
| 1973 | Nilsson Schmilsson                                        | Nilsson | Richard Perry, produtor | [ 25 ] |
| 1974 | Innervisions                                              | Stevie Wonder | Stevie Wonder, produtor | [ 26 ] |
| 1974 | Behind Closed Doors                                       | Charlie Rich | Billy Sherrill, produtor | [ 26 ] |
| 1974 | The Divine Miss M                                         | Bette Midler | Ahmet Ertegun, Barry Manilow, Joel Dorn & Geoffrey Haslam, produtores | [ 26 ] |
| 1974 | Killing Me Softly With His Song                           | Roberta Flack | Joel Dorn, produtor | [ 26 ] |
| 1974 | There Goes Rhymin' Simon                                  | Paul Simon | Paul Simon, Phil Ramone, Muscle Shoals Rhythm Studio, Paul Samwell-Smith & Roy Halee, produtores | [ 26 ] |
| 1975 | Fulfillingness' First Finale                              | Stevie Wonder | Stevie Wonder, produtor | [ 27 ] |
| 1975 | Back Home Again                                           | John Denver | Milton Okun, produtor | [ 27 ] |
| 1975 | Band on the Run                                           | Paul McCartney & Wings | Paul McCartney, produtor | [ 27 ] |
| 1975 | Caribou                                                   | Elton John | Gus Dudgeon, produtor | [ 27 ] |
| 1975 | Court and Spark                                           | Joni Mitchell | Joni Mitchell & Henry Lewy, produtores | [ 27 ] |
| 1976 | Still Crazy After All These Years                         | Paul Simon | Paul Simon & Phil Ramone, produtores | [ 28 ] |
| 1976 | Between the Lines                                         | Janis Ian | Brooks Arthur, produtor | [ 28 ] |
| 1976 | Captain Fantastic and the Brown Dirt Cowboy               | Elton John | Gus Dudgeon, produtor | [ 28 ] |
| 1976 | Heart Like a Wheel                                        | Linda Ronstadt | Peter Asher, produtor | [ 28 ] |
| 1976 | One of These Nights                                       | Eagles | Bill Szymczyk, produtor | [ 28 ] |
| 1977 | Songs in the Key of Life                                  | Stevie Wonder | Stevie Wonder, produtor | [ 29 ] |
| 1977 | Breezin'                                                  | George Benson | Tommy LiPuma, produtor | [ 29 ] |
| 1977 | Chicago X                                                 | Chicago | James Guercio, produtor | [ 29 ] |
| 1977 | Frampton Comes Alive!                                     | Peter Frampton | Peter Frampton, produtor | [ 29 ] |
| 1977 | Silk Degrees                                              | Boz Scaggs | Joe Wissert, produtor | [ 29 ] |
| 1978 | Rumours                                                   | Fleetwood Mac | Fleetwood Mac, Ken Caillat & Richard Dashut, produtores | [ 30 ] |
| 1978 | Aja                                                       | Steely Dan | Gary Katz, produtor | [ 30 ] |
| 1978 | Hotel California                                          | Eagles | Bill Szymczyk, produtor | [ 30 ] |
| 1978 | JT                                                        | James Taylor | Peter Asher, produtor | [ 30 ] |
| 1978 | Star Wars                                                 | John Williams conduzindo London Symphony Orchestra                                                                           | George Lucas, produtor | [ 30 ] |
| 1979 | Saturday Night Fever - Soundtrack                         | Vários artistas | Bee Gees, David Shire, KC and the Sunshine Band, Kool & the Gang, MFSB, Ralph MacDonald, Tavares, The Trammps, Walter Murphy & Yvonne Elliman, artista participantes; Albhy Galuten, Arif Mardin, Bee Gees, Bill Oakes, Bobby Martin, Broadway Eddie, David Shire, Freddie Perren, Harry Wayne Casey, K.G. Productions, Karl Richardson, Ralph MacDonald, Richard Finch, Ron Kersey, Thomas J. Valentino & William Salter, produtores | [ 31 ] |
| 1979 | Even Now                                                  | Barry Manilow | Barry Manilow & Ron Dante, produtores | [ 31 ] |
| 1979 | Grease (Original Soundtrack)                              | Vários artistas | Stockard Channing, Frankie Valli, Sha Na Na, Louis St. Louis, Cindy Bullens, Frankie Avalon, Olivia Newton-John, Jeff Conaway & John Travolta, artista participantes; John Farrar, Karl Richardson, Barry Gibb & Albhy Galuten, produtores | [ 31 ] |
| 1979 | Running on Empty                                          | Jackson Browne | Jackson Browne, produtor | [ 31 ] |
| 1979 | Some Girls                                                | The Rolling Stones | Mick Jagger & Keith Richards, produtores | [ 31 ] |

### Década de 1980

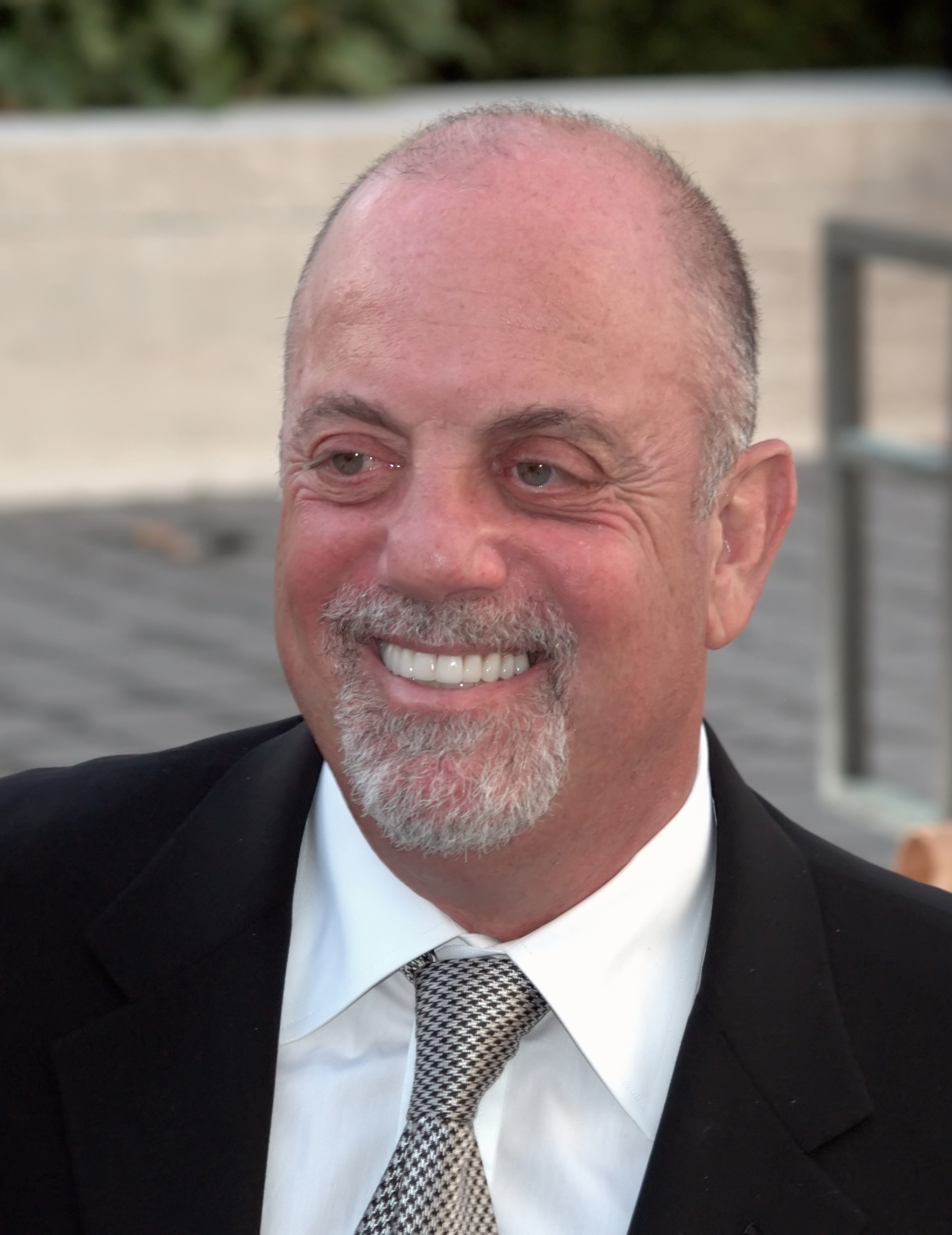
Billy Joel venceu por 52nd Street em 1980.

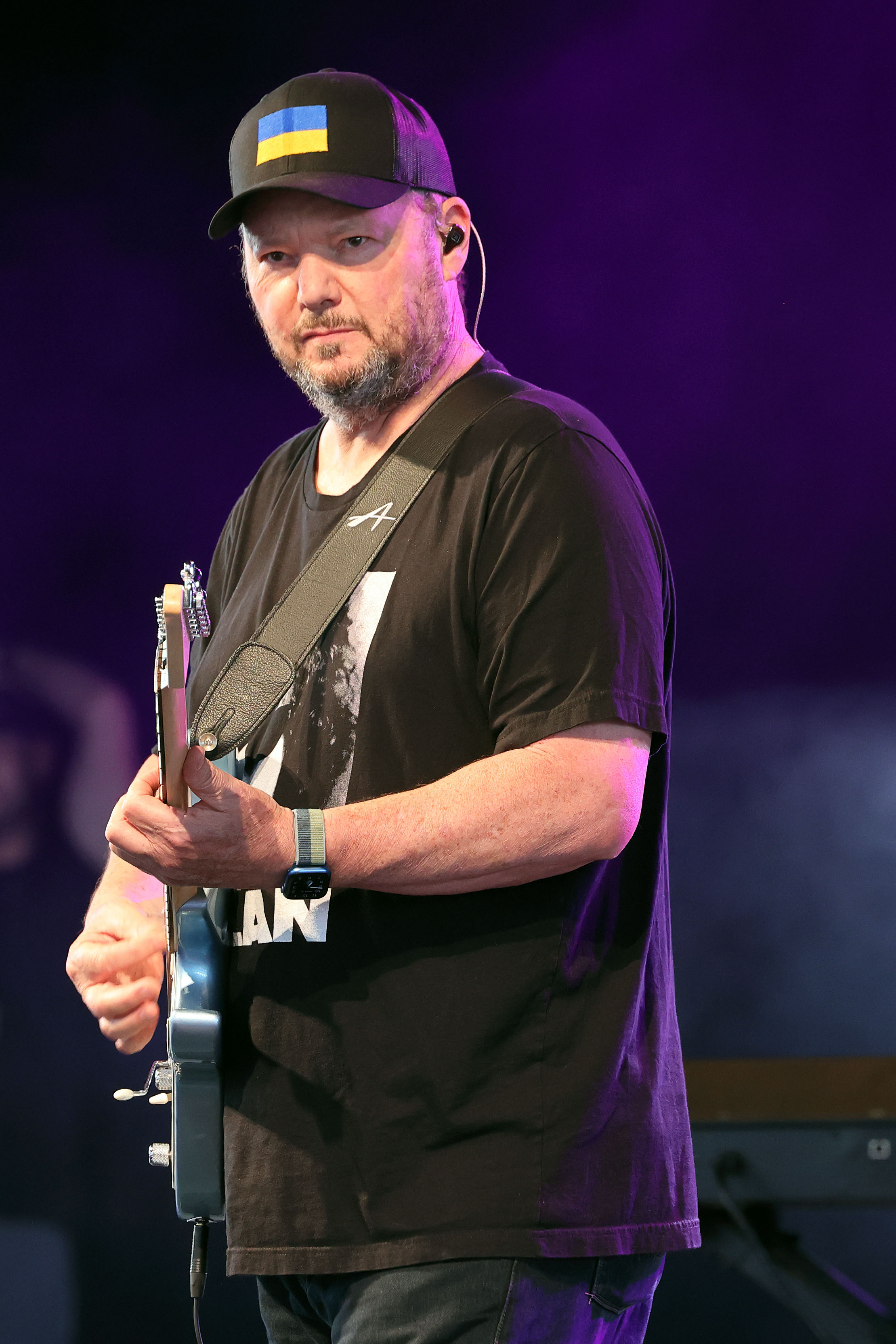
Christopher Cross venceu por Christopher Cross em 1981.

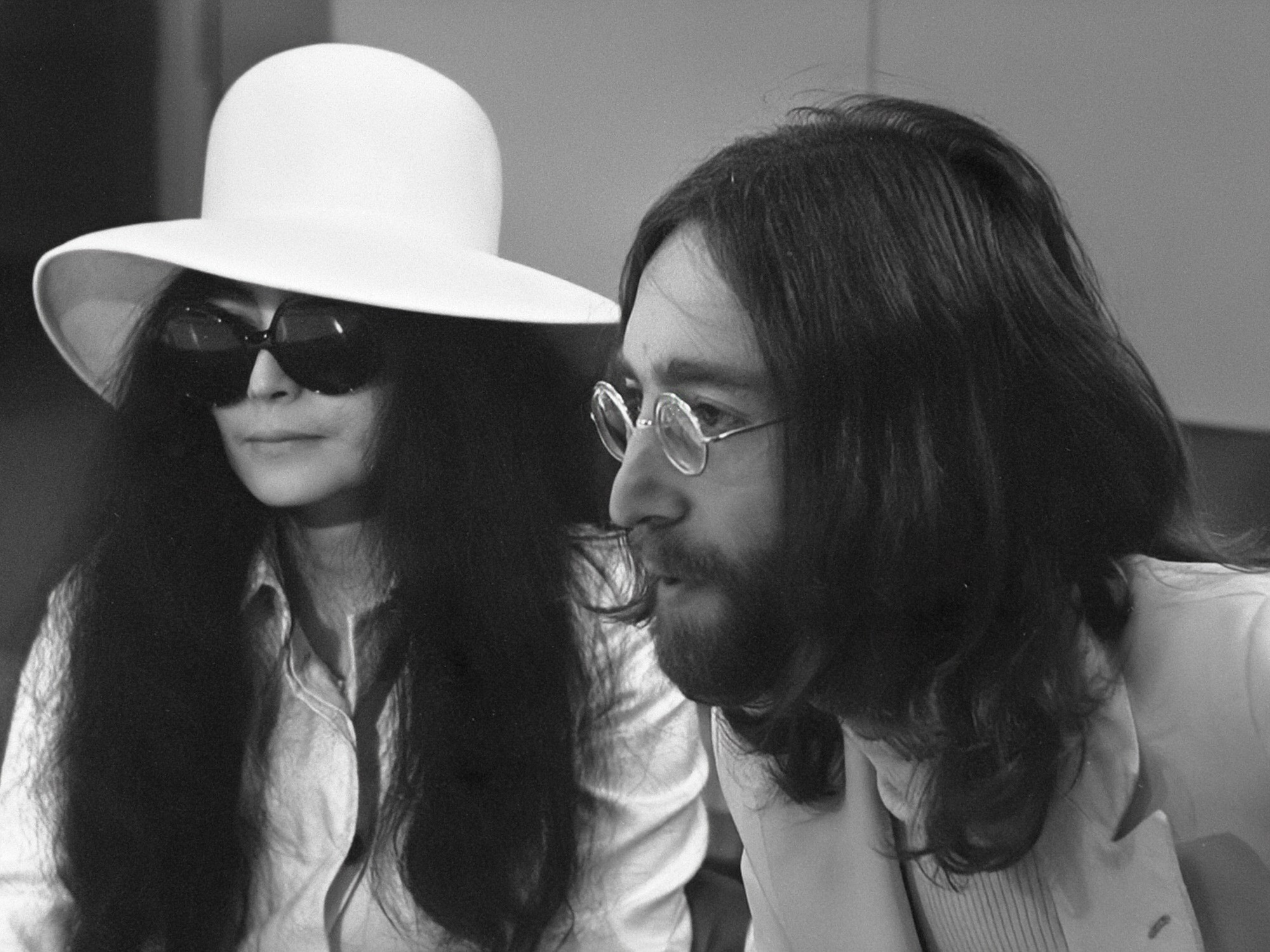
John Lennon & Yoko Ono venceram por Double Fantasy em 1982.

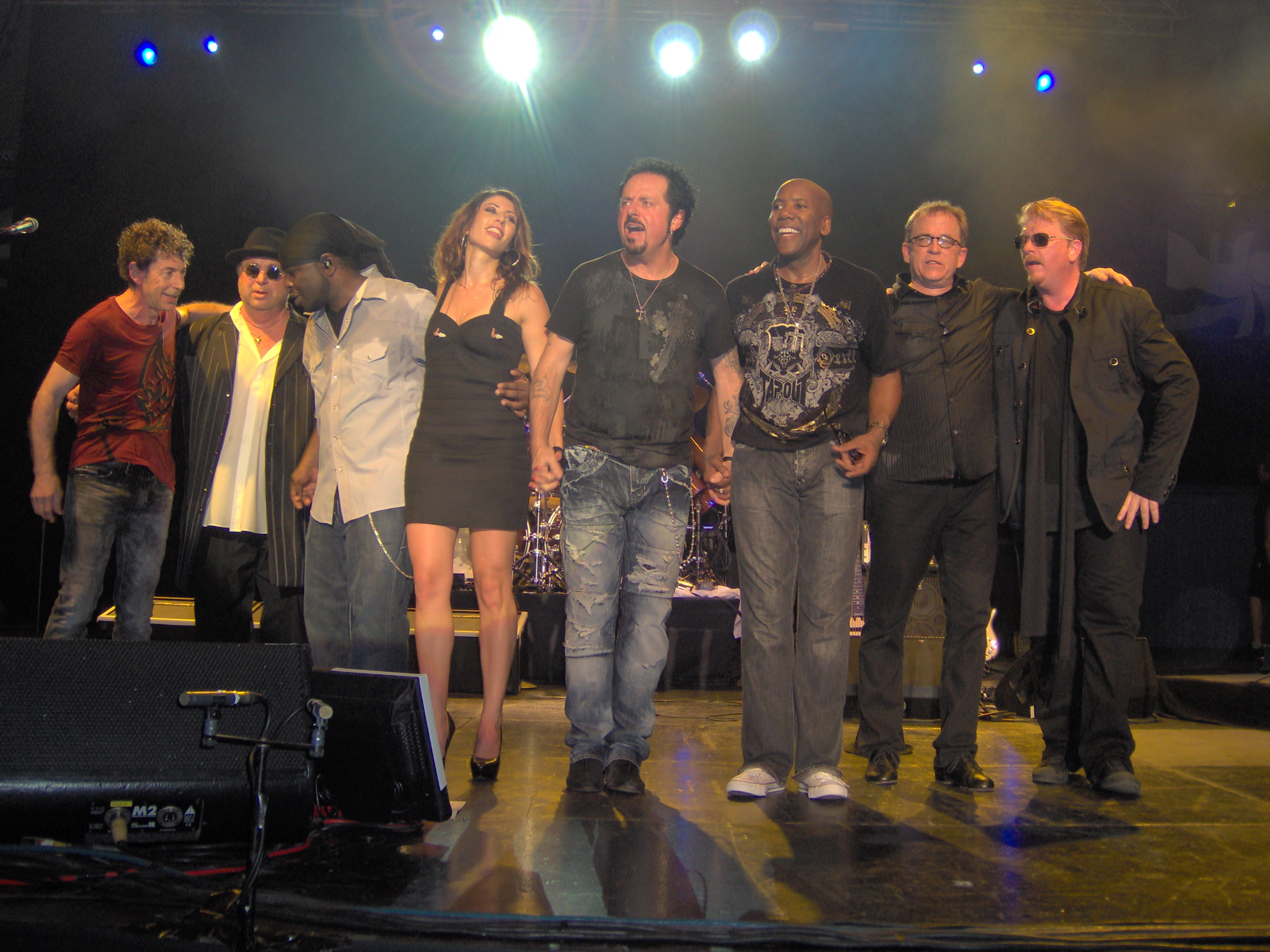
Toto venceu por Toto IV em 1983.

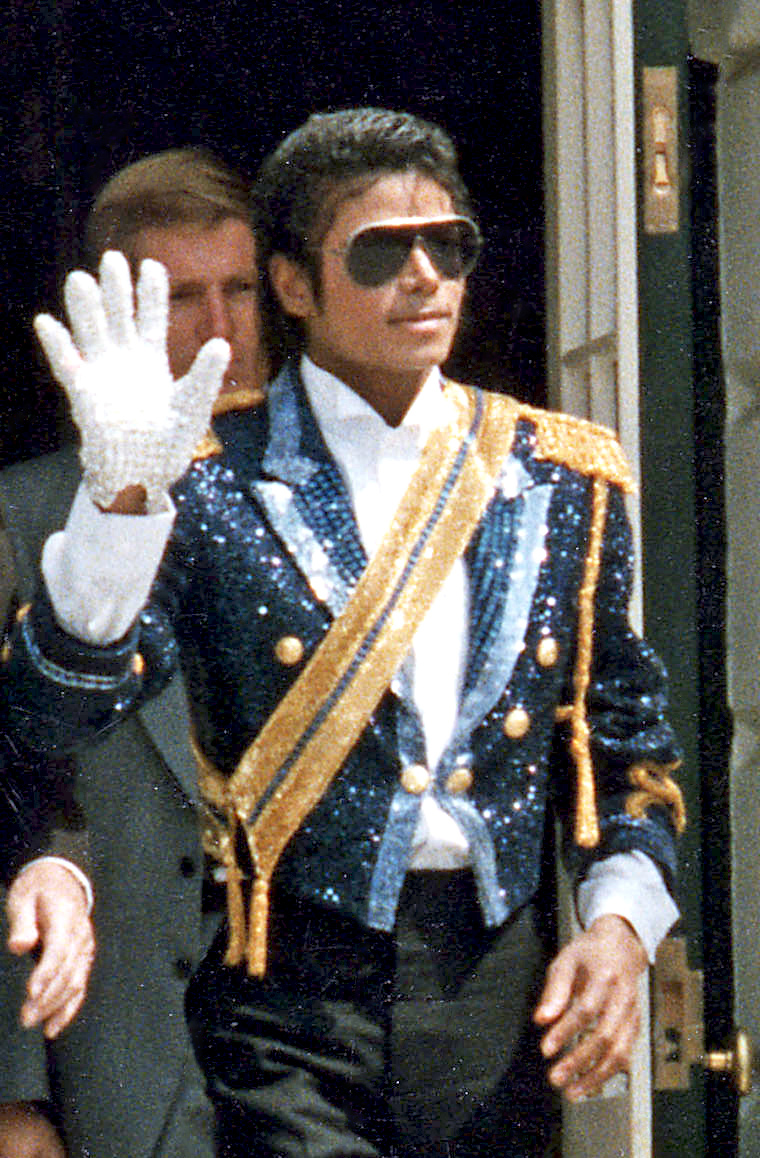
Michael Jackson venceu por Thriller em 1984.

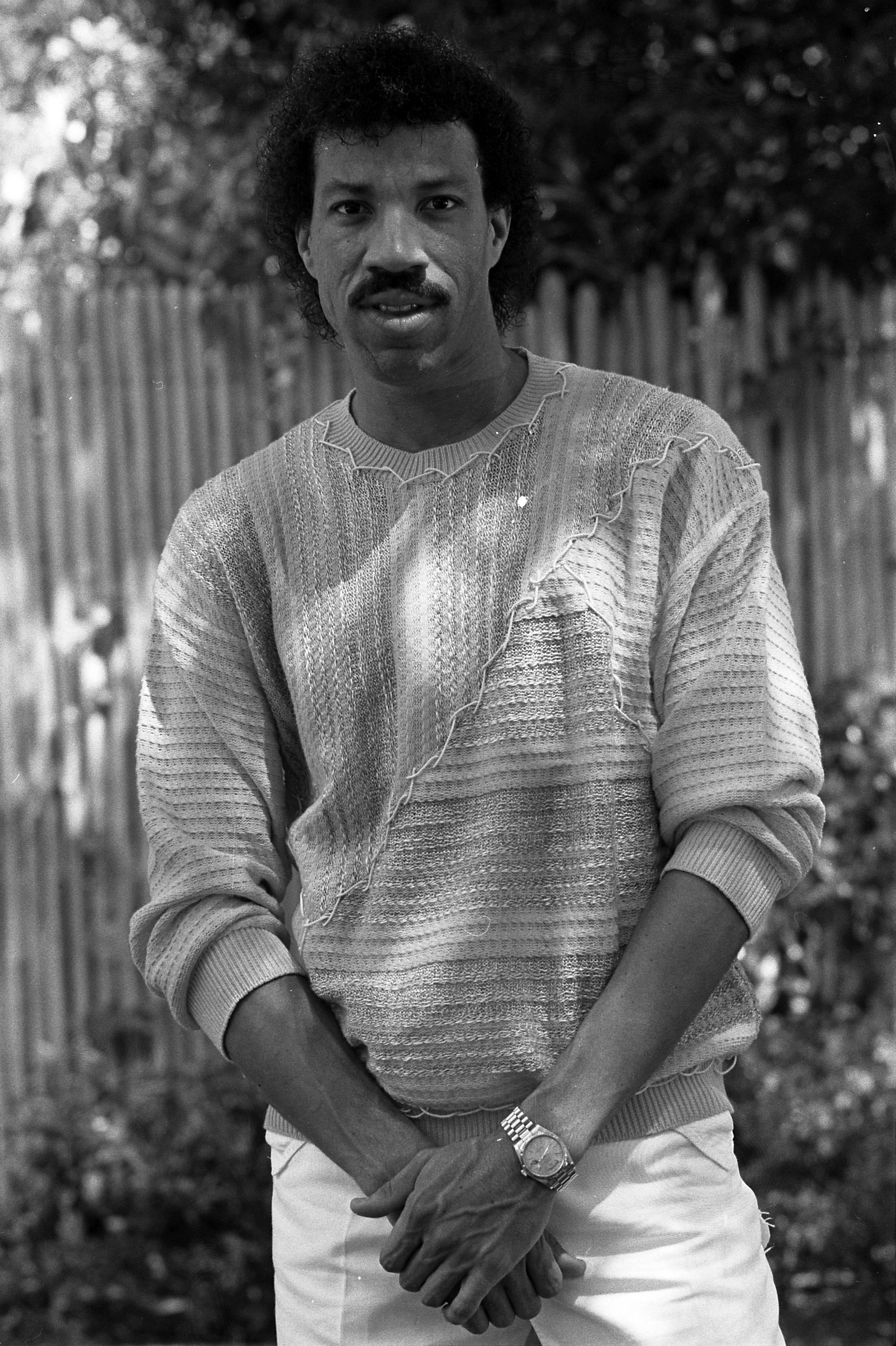
Lionel Richie venceu por Can't Slow Down em 1985.

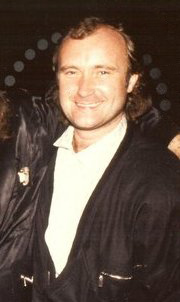
Phil Collins venceu por No Jacket Required em 1986.

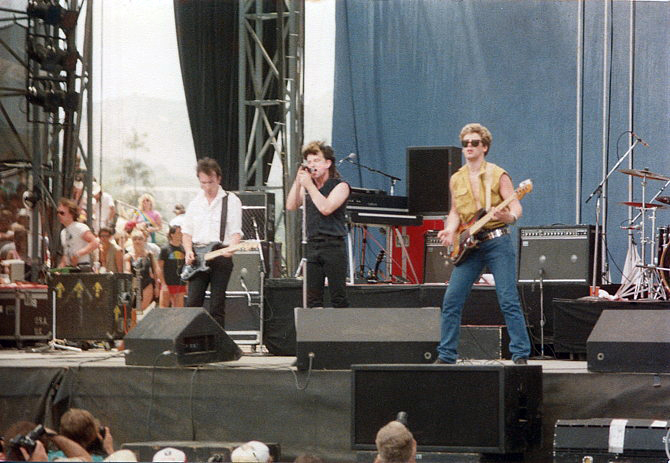
U2 é o único grupo a vencer duas vezes, vencendo em 1988 e 2006.

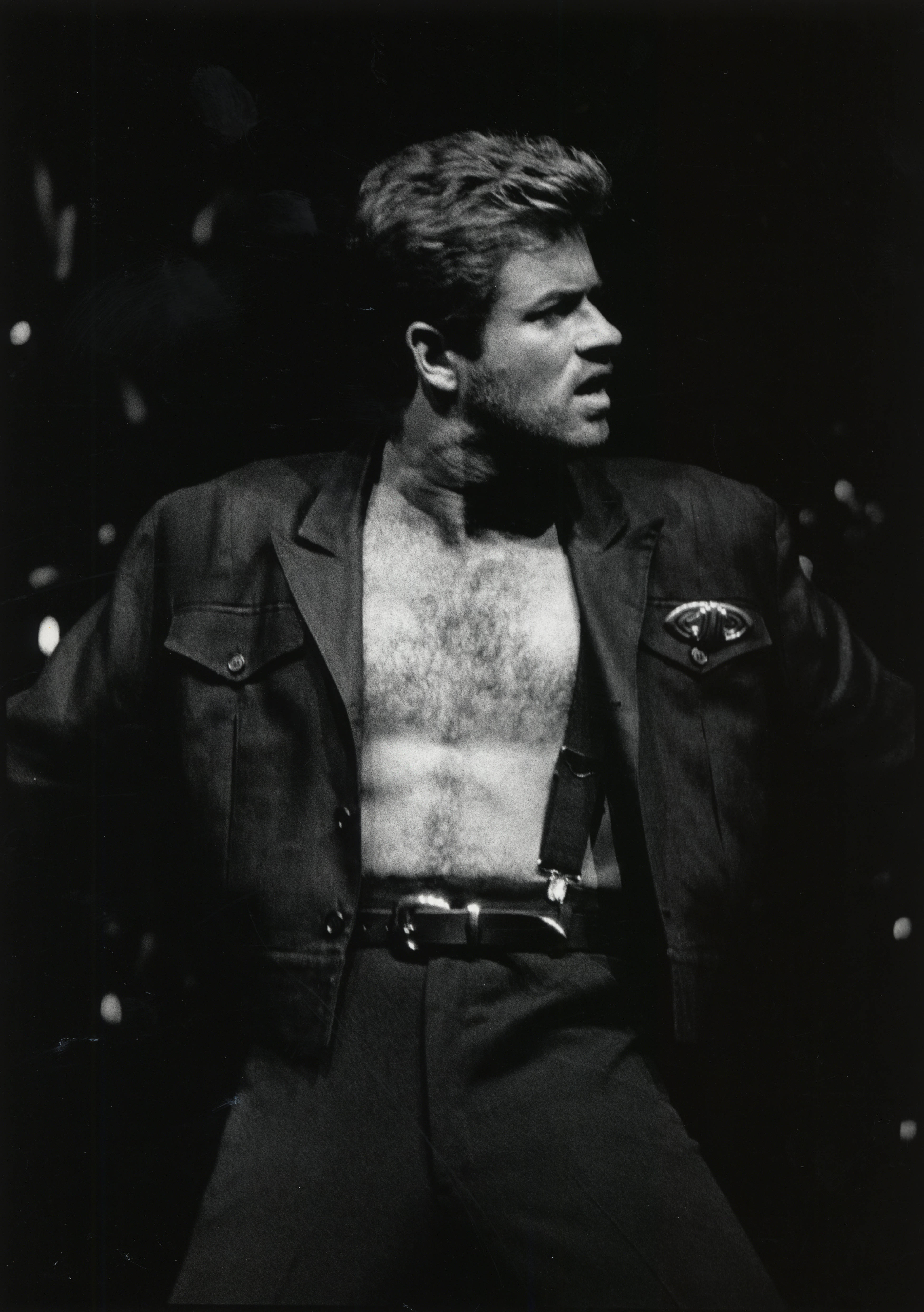
George Michael venceu por Faith em 1989.

| Ano  | Álbum                                                   | Artista(s)                                    | Equipe de produção | Ref.   |
| ---- | ------------------------------------------------------- | --------------------------------------------- | --- | ------ |
| 1980 | 52nd Street                                             | Billy Joel                                    | Phil Ramone, produtor | [ 32 ] |
| 1980 | Minute by Minute                                        | The Doobie Brothers                           | Ted Templeman, produtor | [ 32 ] |
| 1980 | The Gambler                                             | Kenny Rogers                                  | Larry Butler, produtor | [ 32 ] |
| 1980 | Bad Girls                                               | Donna Summer                                  | Giorgio Moroder & Pete Bellotte, produtores | [ 32 ] |
| 1980 | Breakfast in America                                    | Supertramp                                    | Peter Henderson & Supertramp, produtores | [ 32 ] |
| 1981 | Christopher Cross                                       | Christopher Cross                             | Michael Omartian, produtor | [ 33 ] |
| 1981 | Glass Houses                                            | Billy Joel                                    | Phil Ramone, produtor | [ 33 ] |
| 1981 | The Wall                                                | Pink Floyd                                    | Bob Ezrin, David Gilmour, James Guthrie & Roger Waters, produtores | [ 33 ] |
| 1981 | Trilogy: Past Present Future                            | Frank Sinatra                                 | Sonny Burke, produtor | [ 33 ] |
| 1981 | Guilty                                                  | Barbra Streisand                              | Barry Gibb, Albhy Galuten & Karl Richardson, produtores | [ 33 ] |
| 1982 | Double Fantasy                                          | John Lennon & Yoko Ono                        | Jack Douglas, John Lennon & Yoko Ono, produtores | [ 34 ] |
| 1982 | Mistaken Identity                                       | Kim Carnes                                    | Val Garay, produtor | [ 34 ] |
| 1982 | Breakin' Away                                           | Al Jarreau                                    | Jay Graydon, produtor | [ 34 ] |
| 1982 | The Dude                                                | Quincy Jones                                  | Quincy Jones, produtor | [ 34 ] |
| 1982 | Gaucho                                                  | Steely Dan                                    | Gary Katz, produtor | [ 34 ] |
| 1983 | Toto IV                                                 | Toto                                          | Toto, produtores | [ 35 ] |
| 1983 | American Fool                                           | John Cougar                                   | John Mellencamp & Don Gehman, produtores | [ 35 ] |
| 1983 | The Nightfly                                            | Donald Fagen                                  | Gary Katz, produtor | [ 35 ] |
| 1983 | The Nylon Curtain                                       | Billy Joel                                    | Phil Ramone, produtor | [ 35 ] |
| 1983 | Tug of War                                              | Paul McCartney                                | George Martin, produtor | [ 35 ] |
| 1984 | Thriller                                                | Michael Jackson                               | Michael Jackson & Quincy Jones, produtores | [ 36 ] |
| 1984 | Let's Dance                                             | David Bowie                                   | David Bowie & Nile Rodgers, produtores | [ 36 ] |
| 1984 | An Innocent Man                                         | Billy Joel                                    | Phil Ramone, produtor | [ 36 ] |
| 1984 | Synchronicity                                           | The Police                                    | The Police & Hugh Padgham, produtores | [ 36 ] |
| 1984 | Flashdance: Original Soundtrack from the Motion Picture | Vários artistas                               | Irene Cara, Shandi Sinnamon, Helen St. John, Karen Kamon, Joe Esposito, Laura Branigan, Donna Summer, Cycle V, Kim Carnes & Michael Sembello, artistas participantes; Giorgio Moroder, produtor | [ 36 ] |
| 1985 | Can't Slow Down                                         | Lionel Richie                                 | James Anthony Carmichael & Lionel Richie, produtores | [ 37 ] |
| 1985 | She's So Unusual                                        | Cyndi Lauper                                  | Rick Chertoff, produtor | [ 37 ] |
| 1985 | Purple Rain                                             | Prince & The Revolution                       | Prince & The Revolution, produtores | [ 37 ] |
| 1985 | Born in the U.S.A.                                      | Bruce Springsteen                             | Jon Landau, Steven Van Zandt, Chuck Plotkin & Bruce Springsteen, produtores | [ 37 ] |
| 1985 | Private Dancer                                          | Tina Turner                                   | | [ 37 ] |
| 1986 | No Jacket Required                                      | Phil Collins                                  | Hugh Padgham & Phil Collins, produtores | [ 38 ] |
| 1986 | Brothers in Arms                                        | Dire Straits                                  | Neil Dorfsman & Mark Knopfler, produtores | [ 38 ] |
| 1986 | Whitney Houston                                         | Whitney Houston                               | Clive Davis, produtor | [ 38 ] |
| 1986 | The Dream of the Blue Turtles                           | Sting                                         | Sting & Rick Chertoff, produtores | [ 38 ] |
| 1986 | We Are the World                                        | USA for Africa                                | Quincy Jones, produtor | [ 38 ] |
| 1987 | Graceland                                               | Paul Simon                                    | Paul Simon, produtor | [ 39 ] |
| 1987 | So                                                      | Peter Gabriel                                 | Peter Gabriel & Daniel Lanois, produtores | [ 39 ] |
| 1987 | Control                                                 | Janet Jackson                                 | Janet Jackson, Jimmy Jam & Terry Lewis produtores | [ 39 ] |
| 1987 | The Broadway Album                                      | Barbra Streisand                              | Peter Matz, produtor | [ 39 ] |
| 1987 | Back in the High Life                                   | Steve Winwood                                 | Russ Titelman & Steve Winwood, produtores | [ 39 ] |
| 1988 | The Joshua Tree                                         | U2                                            | Brian Eno & Daniel Lanois, produtores | [ 40 ] |
| 1988 | Whitney                                                 | Whitney Houston                               | Narada Michael Walden, produtor | [ 40 ] |
| 1988 | Bad                                                     | Michael Jackson                               | Michael Jackson & Quincy Jones, produtores | [ 40 ] |
| 1988 | Trio                                                    | Dolly Parton, Linda Ronstadt & Emmylou Harris | George Massenburg, produtor | [ 40 ] |
| 1988 | Sign o' the Times                                       | Prince                                        | Prince, produtor | [ 40 ] |
| 1989 | Faith                                                   | George Michael                                | George Michael, produtor | [ 41 ] |
| 1989 | Tracy Chapman                                           | Tracy Chapman                                 | David Kershenbaum, produtor | [ 41 ] |
| 1989 | Simple Pleasures                                        | Bobby McFerrin                                | Linda Goldstein, produtor | [ 41 ] |
| 1989 | ...Nothing Like the Sun                                 | Sting                                         | Sting & Neil Dorfsman, produtores | [ 41 ] |
| 1989 | Roll with It                                            | Steve Winwood                                 | Steve Winwood & Tom Lord-Alge, produtores | [ 41 ] |

### Década de 1990

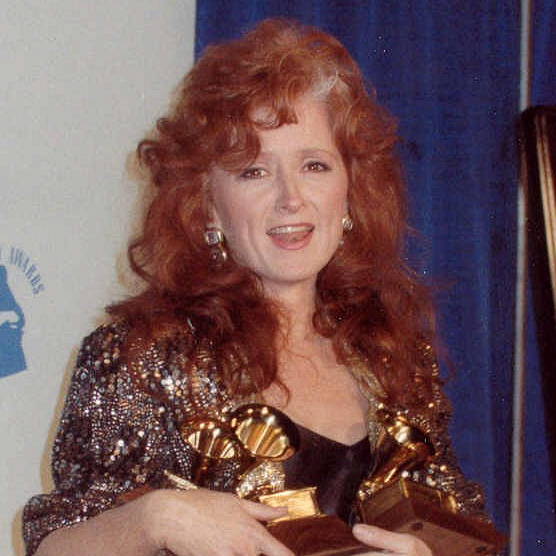
Bonnie Raitt venceu por Nick of Time em 1990.

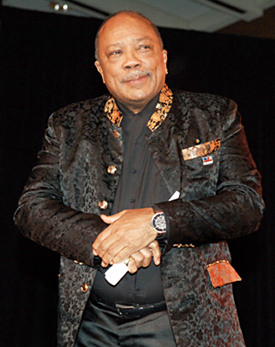
Quincy Jones venceu por Back on the Block em 1991.

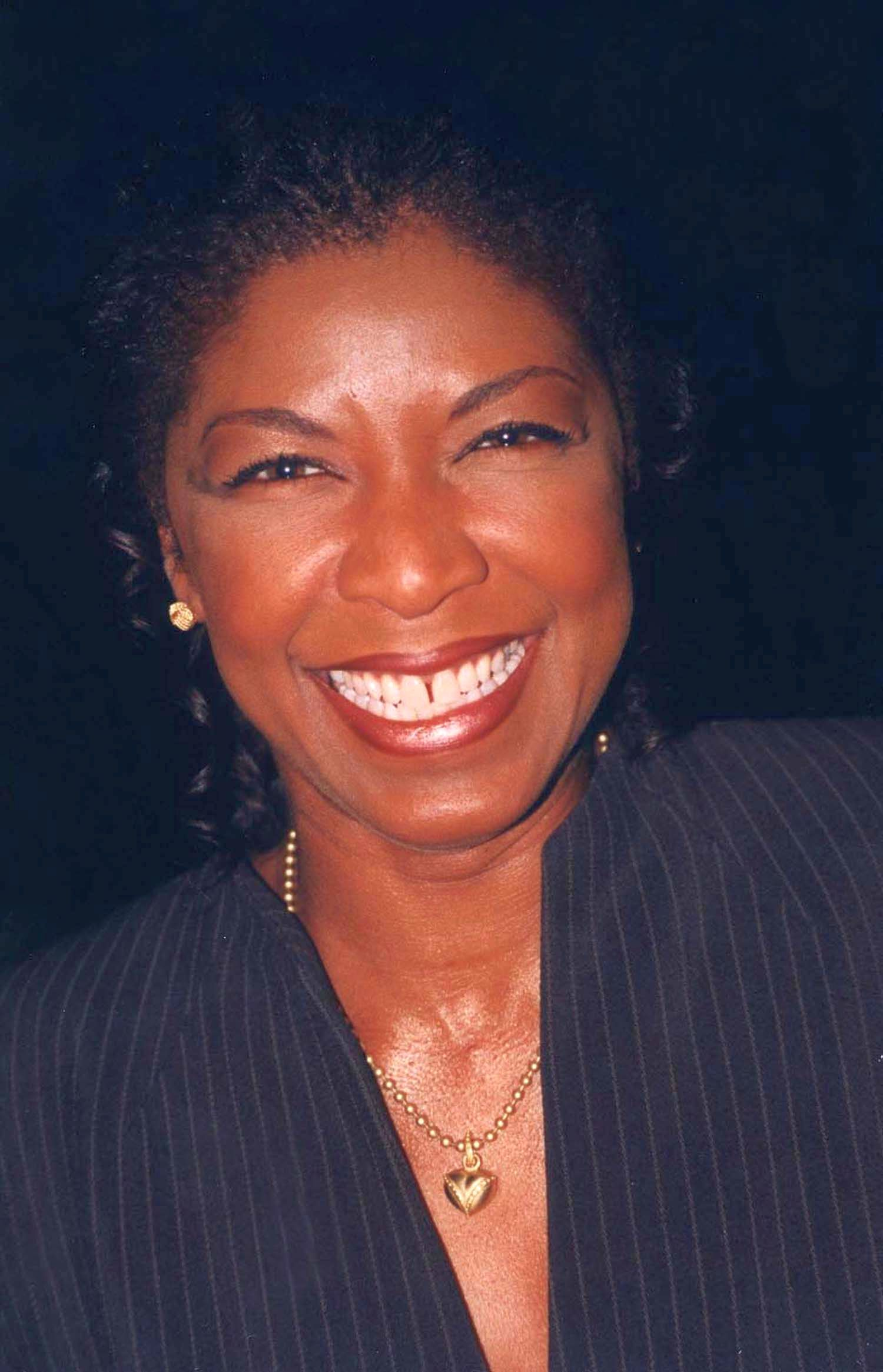
Natalie Cole venceu por Unforgettable... with Love em 1992.

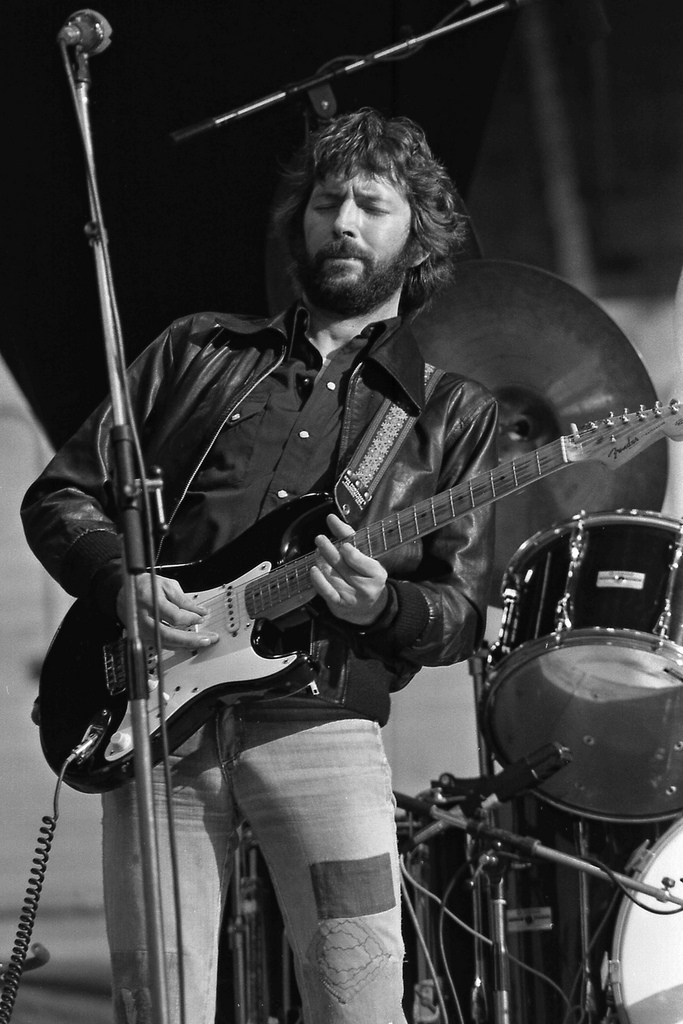
Eric Clapton venceu por Unplugged em 1993.

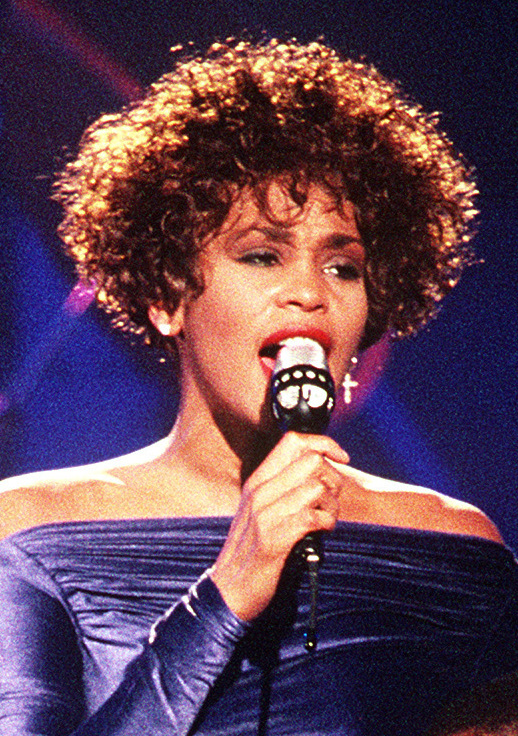
Whitney Houston venceu por The Bodyguard: Original Soundtrack Album em 1994.

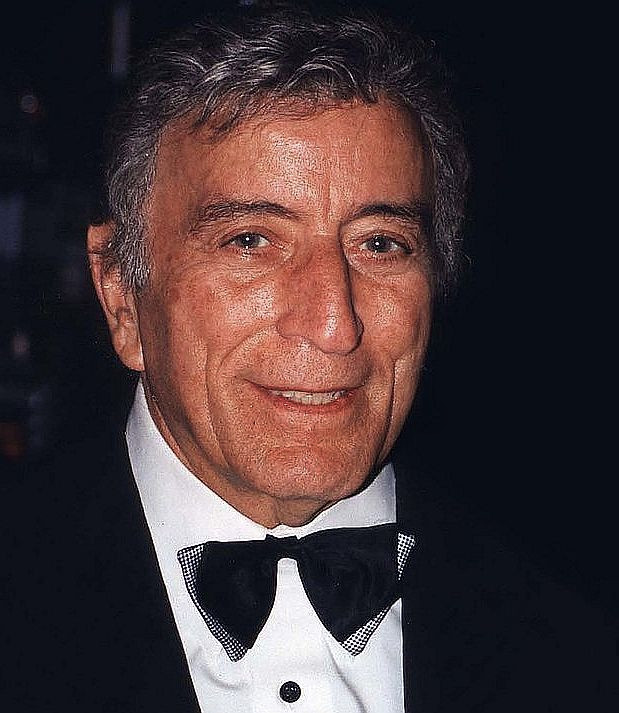
Tony Bennett venceu por MTV Unplugged em 1995.

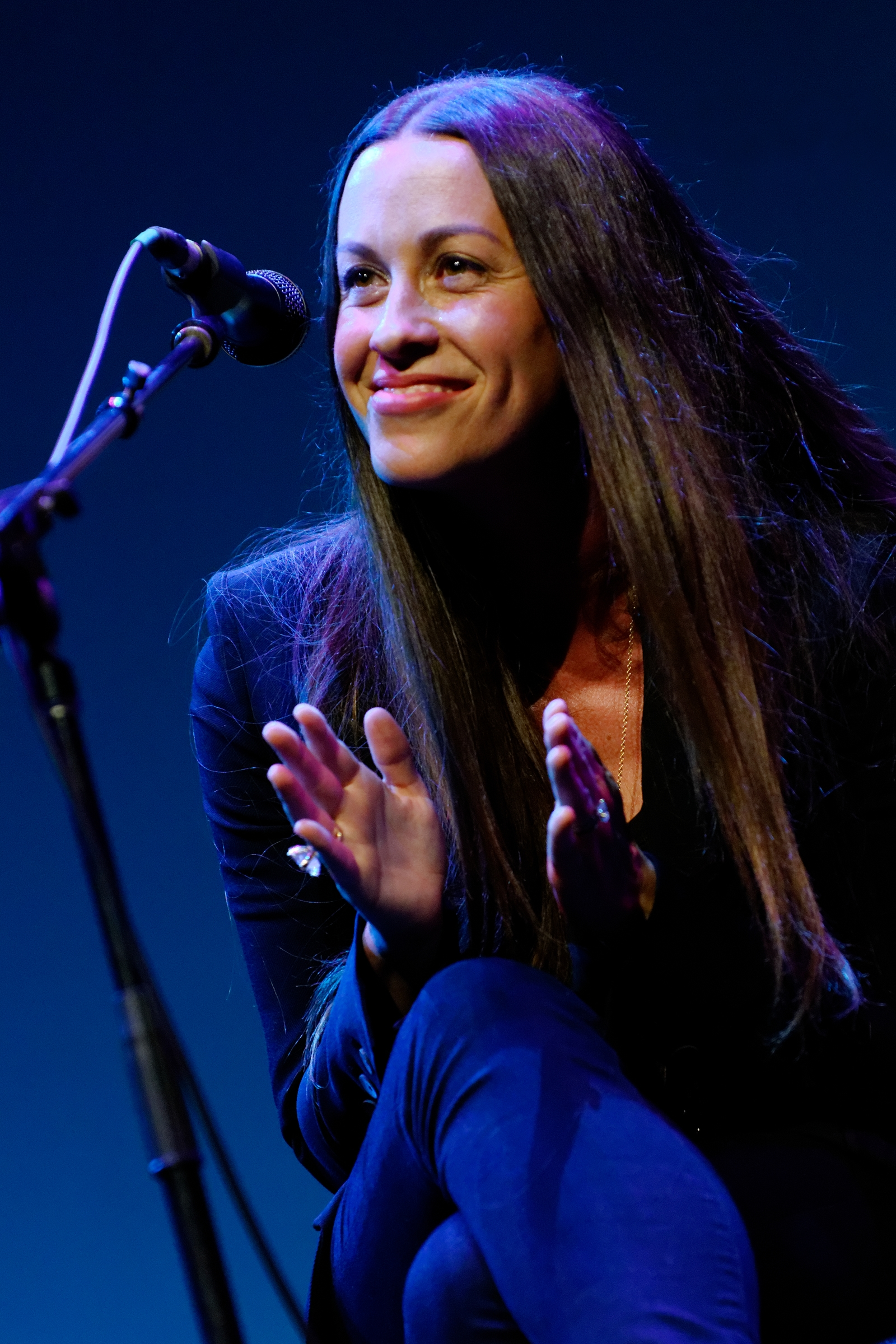
Alanis Morissette venceu por Jagged Little Pill em 1996.

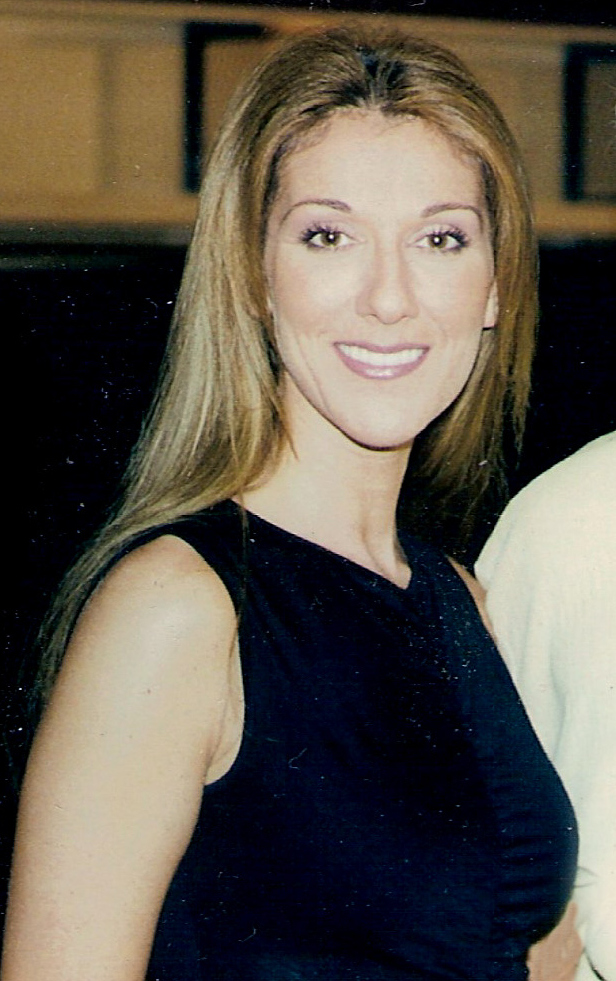
Céline Dion venceu por Falling into You em 1997.

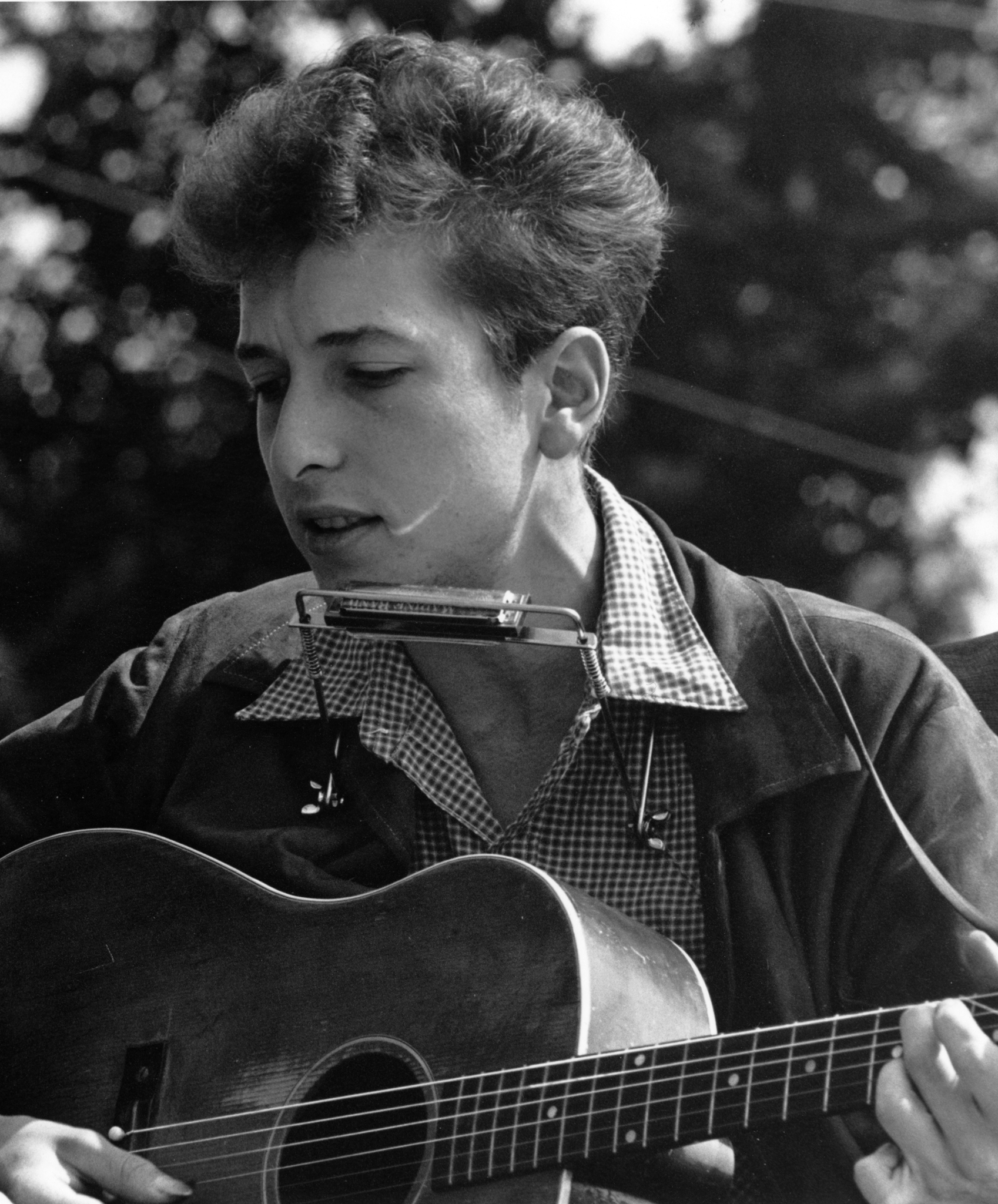
Bob Dylan venceu por Time Out of Mind em 1998.

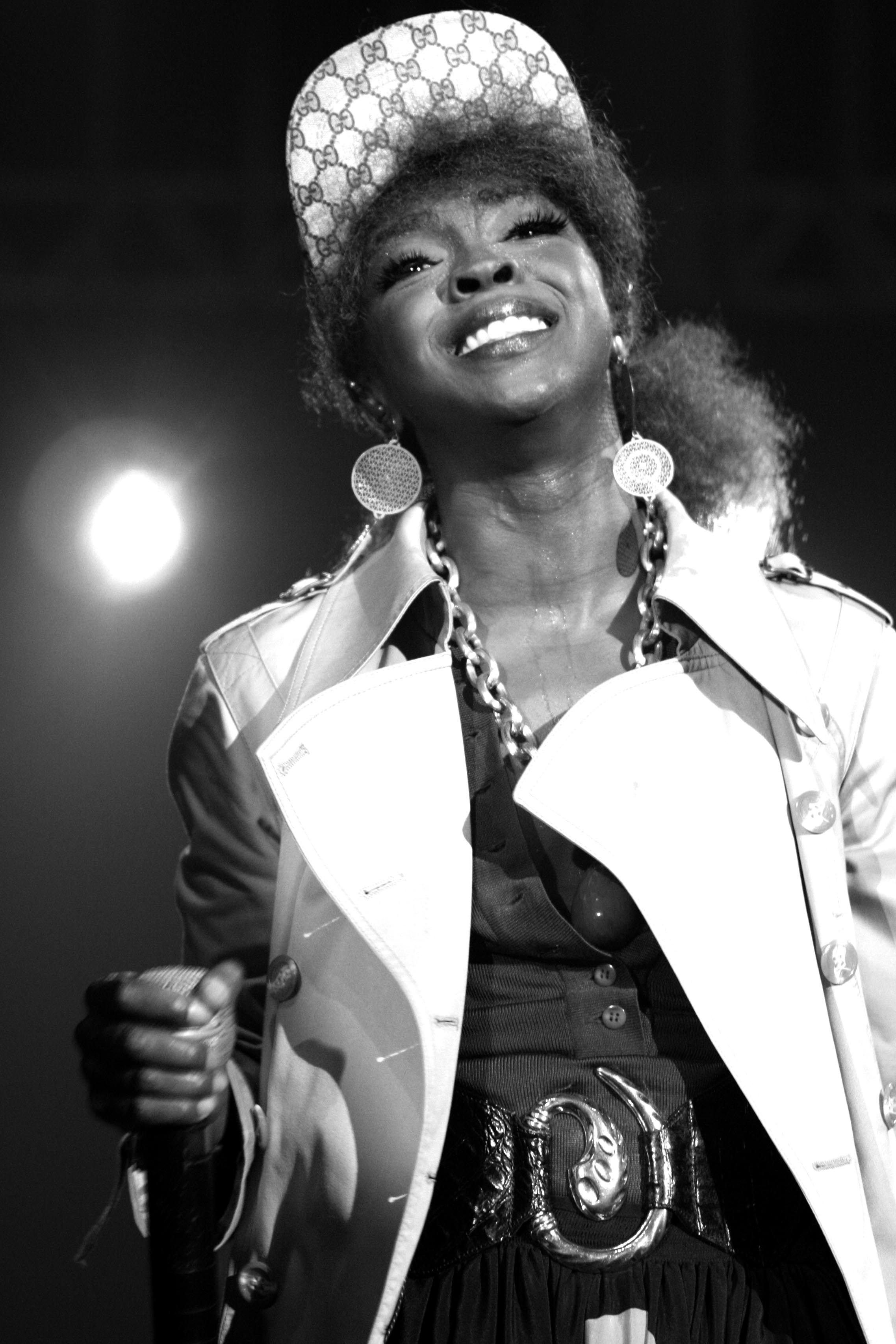
Lauryn Hill venceu duas vezes, em 1999 como artista principal e em 2000 como produtora.

| Ano  | Álbum                                        | Artista(s)                                                         | Equipe de produção | Ref.   |
| ---- | -------------------------------------------- | ------------------------------------------------------------------ | --- | ------ |
| 1990 | Nick of Time                                 | Bonnie Raitt                                                       | Don Was, produtor | [ 42 ] |
| 1990 | The End of the Innocence                     | Don Henley                                                         | Don Henley & Danny Kortchmar, produtores | [ 42 ] |
| 1990 | The Raw & the Cooked                         | Fine Young Cannibals                                               | Fine Young Cannibals, produtores | [ 42 ] |
| 1990 | Full Moon Fever                              | Tom Petty                                                          | Jeff Lynne, Tom Petty & Mike Campbell, produtores | [ 42 ] |
| 1990 | Traveling Wilburys Vol. 1                    | Traveling Wilburys                                                 | Otis Wilbury & Nelson Wilbury, produtores | [ 42 ] |
| 1991 | Back on the Block                            | Quincy Jones & Vários artistas                                     | Quincy Jones, produtor | [ 43 ] |
| 1991 | ...But Seriously                             | Phil Collins                                                       | Phil Collins & Hugh Padgham, produtores | [ 43 ] |
| 1991 | Mariah Carey                                 | Mariah Carey                                                       | Mariah Carey, Rhett Lawrence, Ric Wake, Narada Michael Walden, Ben Margulies & Walter Afanasieff, produtores                                                                                              | [ 43 ] |
| 1991 | Please Hammer Don't Hurt 'Em                 | MC Hammer                                                          | Felton Pilate & James Earley, produtores | [ 43 ] |
| 1991 | Wilson Phillips                              | Wilson Phillips                                                    | Glen Ballard, produtor | [ 43 ] |
| 1992 | Unforgettable... with Love                   | Natalie Cole                                                       | Andre Fischer, David Foster & Tommy LiPuma, produtores | [ 44 ] |
| 1992 | Heart in Motion                              | Amy Grant                                                          | Keith Thomas, Brown Bannister & Michael Omartian, produtores | [ 44 ] |
| 1992 | Luck of the Draw                             | Bonnie Raitt                                                       | Don Was & Bonnie Raitt, produtores | [ 44 ] |
| 1992 | Out of Time                                  | R.E.M.                                                             | Scott Litt & R.E.M., produtores | [ 44 ] |
| 1992 | The Rhythm of the Saints                     | Paul Simon                                                         | Paul Simon, produtor | [ 44 ] |
| 1993 | Unplugged                                    | Eric Clapton                                                       | Russ Titelman, produtor | [ 45 ] |
| 1993 | Achtung Baby                                 | U2                                                                 | Daniel Lanois, Brian Eno & Steve Lillywhite, produtores | [ 45 ] |
| 1993 | Beauty and the Beast                         | Vários artistas                                                    | Howard Ashman, Alan Menken & Walter Afanasieff, produtores | [ 45 ] |
| 1993 | Diva                                         | Annie Lennox                                                       | Stephen Lipson, produtor | [ 45 ] |
| 1993 | Ingenue                                      | K. d. lang                                                         | Greg Penny, Ben Mink & K. d. lang, produtores | [ 45 ] |
| 1994 | The Bodyguard - Original Soundtrack Album[A] | Whitney Houston                                                    | David Foster, Whitney Houston, Narada Michael Walden, L.A. Reid, Babyface & BeBe Winans, produtores | [ 46 ] |
| 1994 | Automatic for the People                     | R.E.M.                                                             | Scott Litt & R.E.M., produtores | [ 46 ] |
| 1994 | Kamakiriad                                   | Donald Fagen                                                       | Walter Becker, produtor | [ 46 ] |
| 1994 | River of Dreams                              | Billy Joel                                                         | Danny Kortchmar, Billy Joel & Joe Nicolo, produtores | [ 46 ] |
| 1994 | Ten Summoner's Tales                         | Sting                                                              | Hugh Padgham & Sting, produtores | [ 46 ] |
| 1995 | MTV Unplugged                                | Tony Bennett                                                       | David Kahne, produtor | [ 47 ] |
| 1995 | From the Cradle                              | Eric Clapton                                                       | Eric Clapton & Russ Titelman, produtores | [ 47 ] |
| 1995 | Longing in Their Hearts                      | Bonnie Raitt                                                       | Bonnie Raitt & Don Was, produtores | [ 47 ] |
| 1995 | Seal                                         | Seal                                                               | Trevor Horn, produtor | [ 47 ] |
| 1995 | The 3 Tenors in Concert 1994                 | José Carreras, Plácido Domingo & Luciano Pavarotti com Zubin Mehta | Tibor Rudas, produtor | [ 47 ] |
| 1996 | Jagged Little Pill                           | Alanis Morissette                                                  | Glen Ballard, produtor | [ 48 ] |
| 1996 | Daydream                                     | Mariah Carey                                                       | Walter Afanasieff, Mariah Carey, Jermaine Dupri, Dave Hall, David Morales & Manuel Seal, produtores | [ 48 ] |
| 1996 | HIStory: Past, Present and Future, Book I    | Michael Jackson                                                    | Dallas Austin, Bill Bottrell, David Foster, Janet Jackson, Michael Jackson, Jimmy Jam & Terry Lewis, Rene Moore & Bruce Swedien, produtores                                                               | [ 48 ] |
| 1996 | Relish                                       | Joan Osborne                                                       | Rick Chertoff, produtor | [ 48 ] |
| 1996 | Vitalogy                                     | Pearl Jam                                                          | Brendan O'Brien & Pearl Jam, produtores | [ 48 ] |
| 1997 | Falling into You                             | Celine Dion                                                        | Roy Bittan, Jeff Bova, David Foster, Humberto Gatica, Jean-Jacques Goldman, Rick Hahn, Dan Hill, John Jones, Aldo Nova, Rick Nowels, Steven Rinkoff, Billy Steinberg, Jim Steinman & Ric Wake, produtores | [ 49 ] |
| 1997 | Mellon Collie and the Infinite Sadness       | The Smashing Pumpkins                                              | Billy Corgan, Flood & Alan Moulder, produtores | [ 49 ] |
| 1997 | Odelay                                       | Beck                                                               | Beck Hansen & Dust Brothers, produtores | [ 49 ] |
| 1997 | The Score                                    | The Fugees                                                         | Diamond D, Jerry "Te Bass" Duplessis, John Forté, Lauryn Hill, Shawn King, Prakazrel "Pras", Salaam Remi, Handel Tucker & Wyclef, produtores                                                              | [ 49 ] |
| 1997 | Waiting to Exhale: Original Soundtrack Album | Vários artistas                                                    | Babyface, produtor | [ 49 ] |
| 1998 | Time Out of Mind                             | Bob Dylan                                                          | Daniel Lanois, produtor | [ 50 ] |
| 1998 | The Day                                      | Babyface                                                           | Babyface, produtor | [ 50 ] |
| 1998 | Flaming Pie                                  | Paul McCartney                                                     | Jeff Lynne, George Martin & Paul McCartney, produtores | [ 50 ] |
| 1998 | OK Computer                                  | Radiohead                                                          | Nigel Godrich & Radiohead, produtores | [ 50 ] |
| 1998 | This Fire                                    | Paula Cole                                                         | Paula Cole, produtor | [ 50 ] |
| 1999 | The Miseducation of Lauryn Hill              | Lauryn Hill                                                        | Lauryn Hill, produtor; Commissioner Gordon, Matt Howe, Storm Jefferson, Ken Johnston, Tony Prendatt, Warren Riker, Chris Theis & Johnny Wyndrx, engenheiros/misturadores                                  | [ 51 ] |
| 1999 | Come on Over                                 | Shania Twain                                                       | Robert John "Mutt" Lange, produtor; Jeff Balding & Mike Shipley, engenheiros/misturadores | [ 51 ] |
| 1999 | The Globe Sessions                           | Sheryl Crow                                                        | Sheryl Crow, produtor; Tchad Blake, Trina Shoemaker & Andy Wallace, engenheiros/misturadores | [ 51 ] |
| 1999 | Ray of Light                                 | Madonna                                                            | Marius De Vries, Patrick Leonard, Madonna & William Orbit, produtores; Jon Englesby, Pat McCarthy & David Reitzas, engenheiros/misturadores                                                               | [ 51 ] |
| 1999 | Version 2.0                                  | Garbage                                                            | Garbage, produtores; Billy Bush, engenheiro/misturador | [ 51 ] |

### Década de 2000

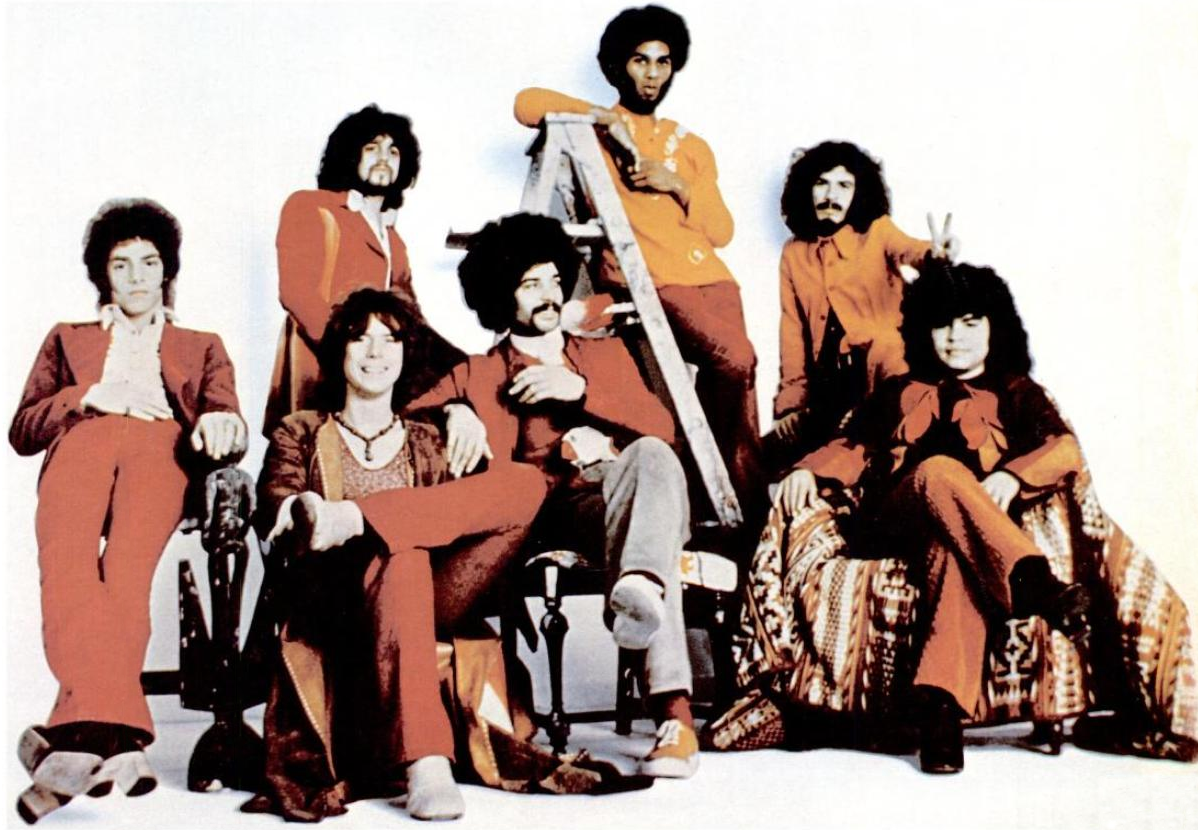
Santana venceu por Supernatural em 2000.

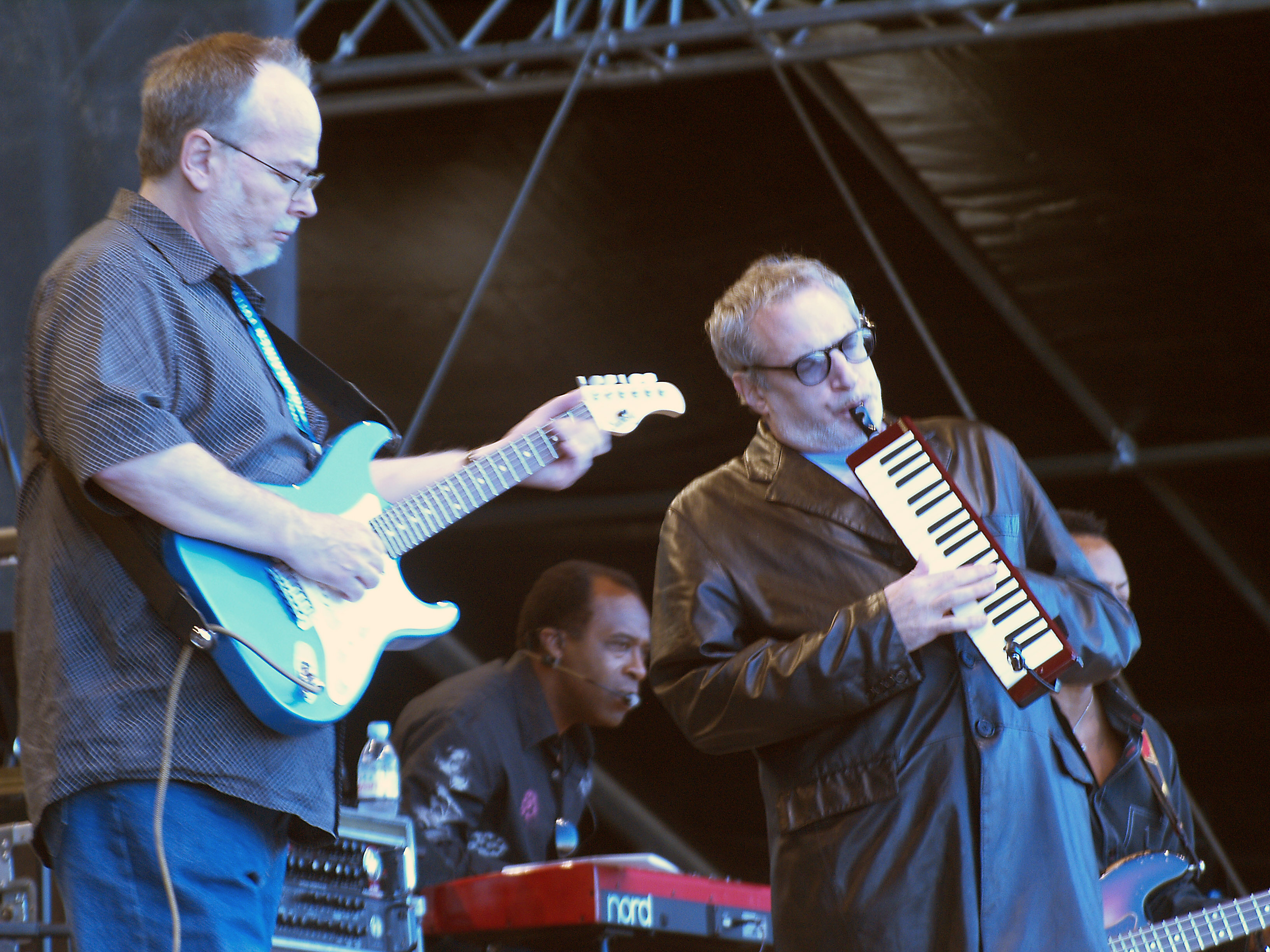
Steely Dan venceu por Two Against Nature em 2001.

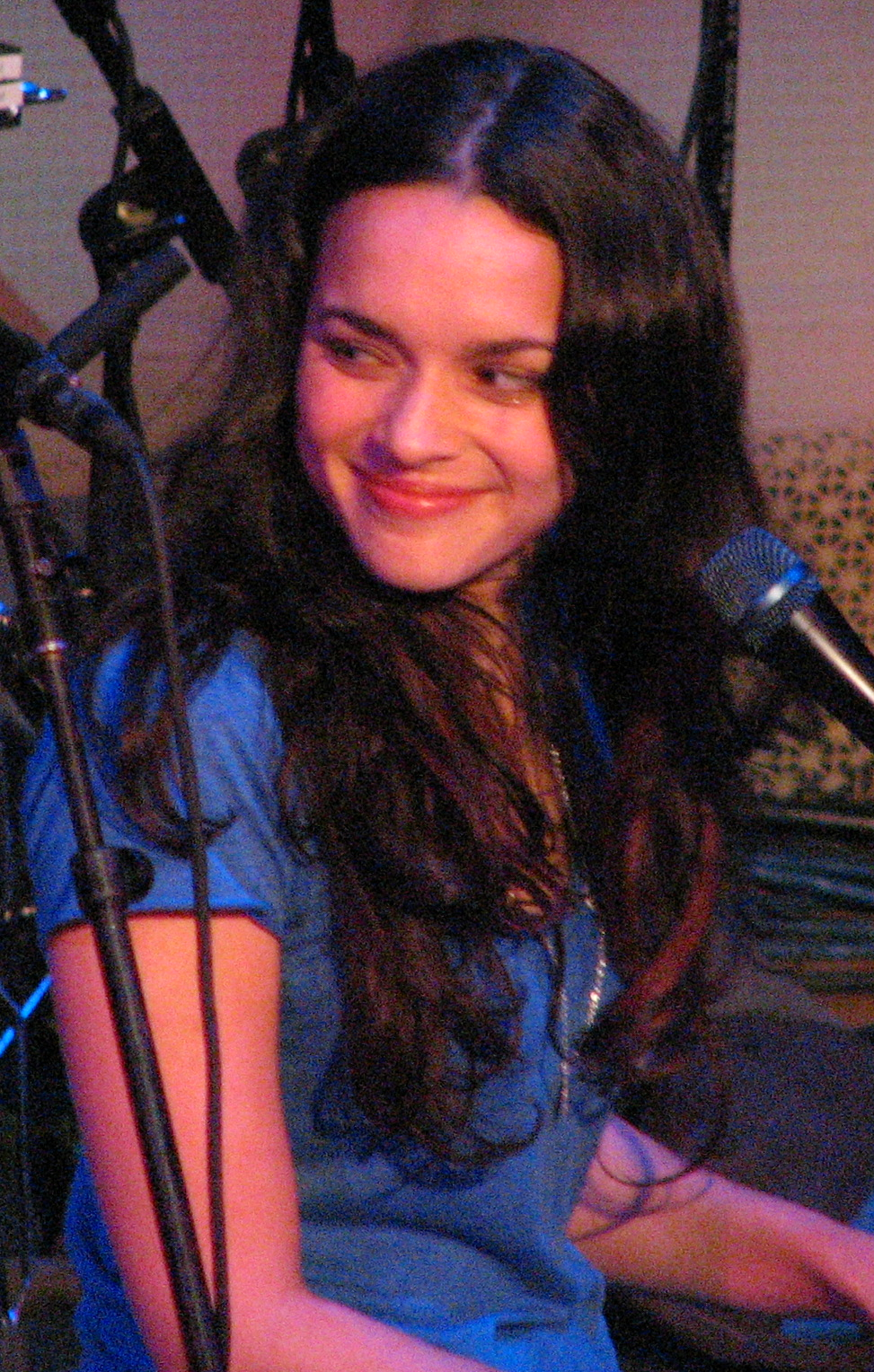
Norah Jones venceu por Come Away with Me em 2003.

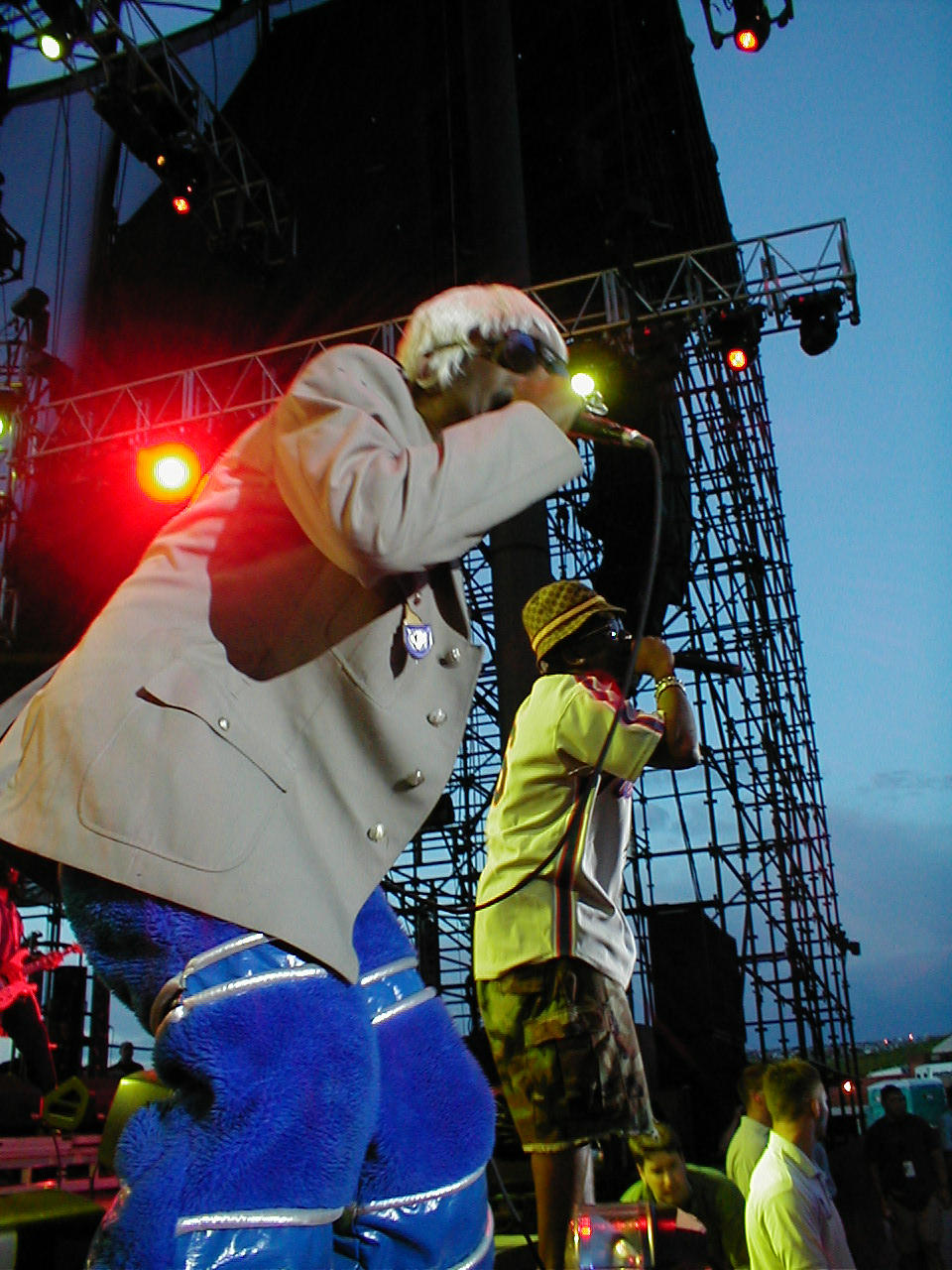
Outkast venceu por Speakerboxxx/The Love Below em 2004.

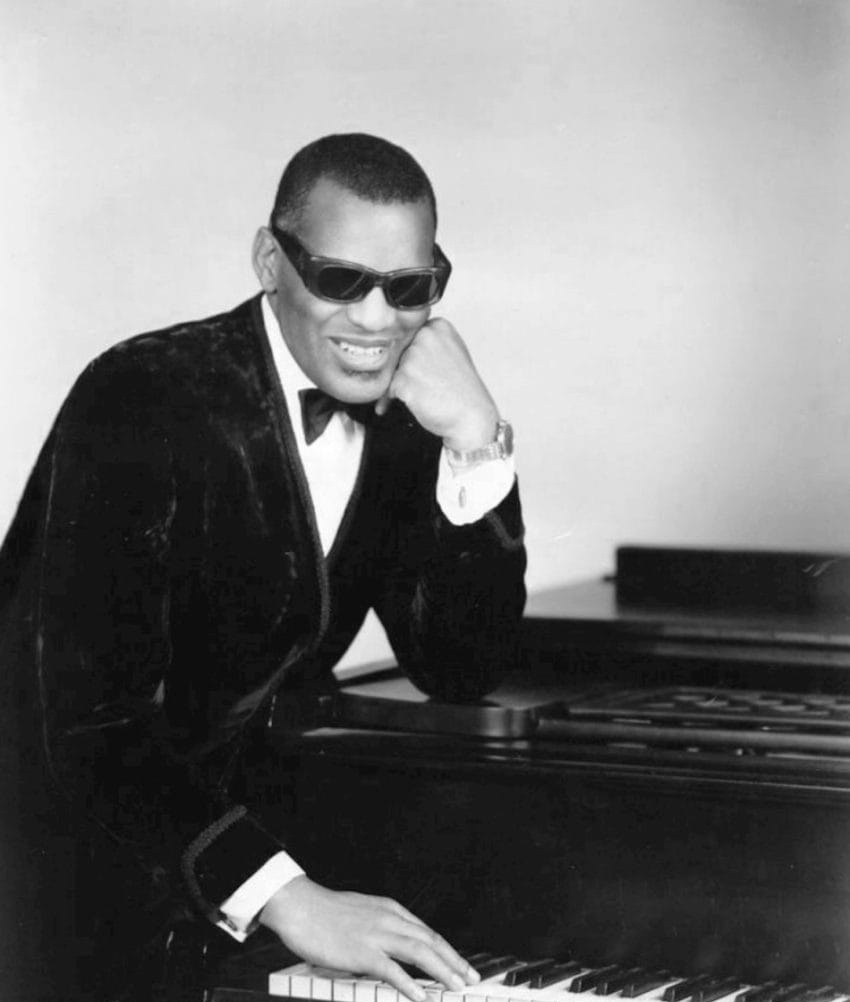
Ray Charles venceu por Genius Loves Company em 2005.

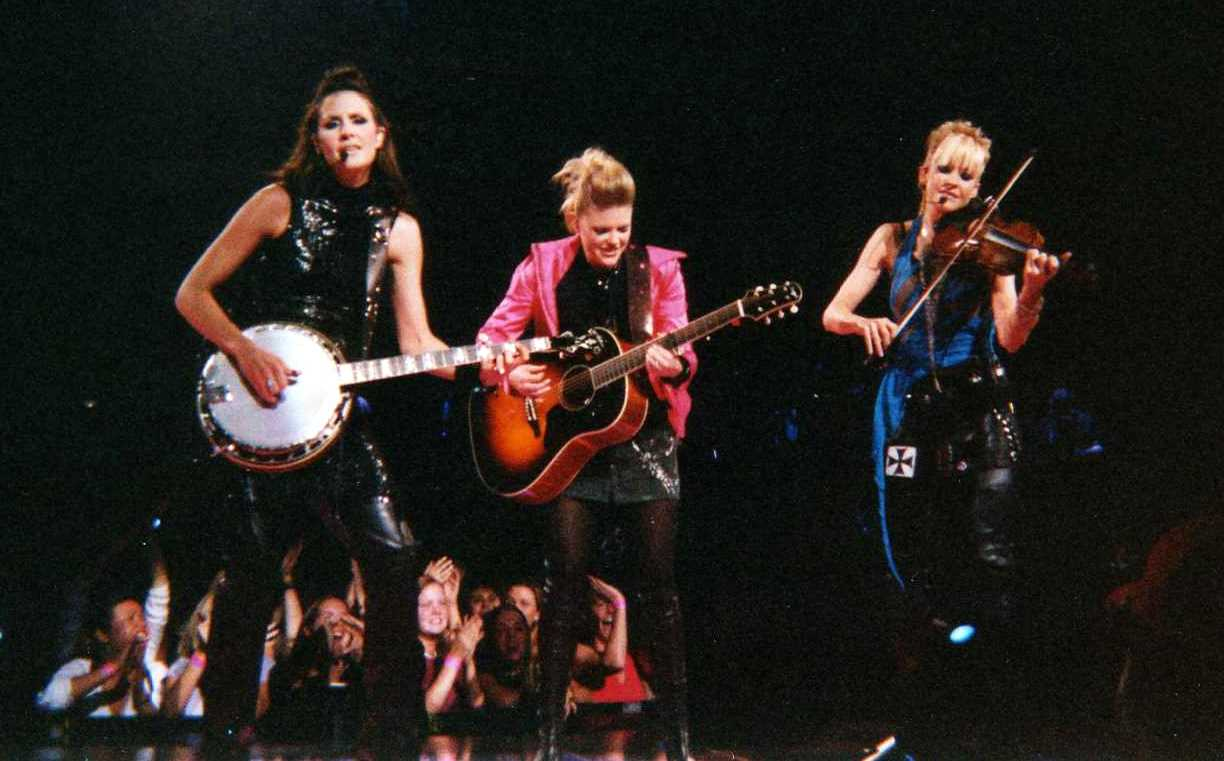
Dixie Chicks venceu por Taking the Long Way em 2007.

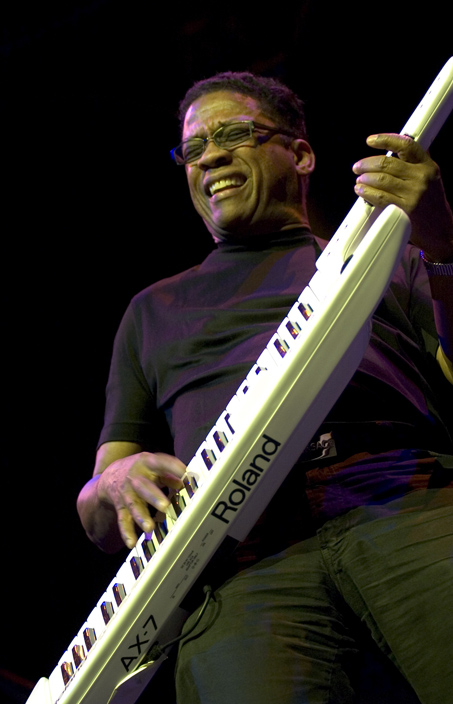
Herbie Hancock venceu por River: The Joni Letters em 2008.

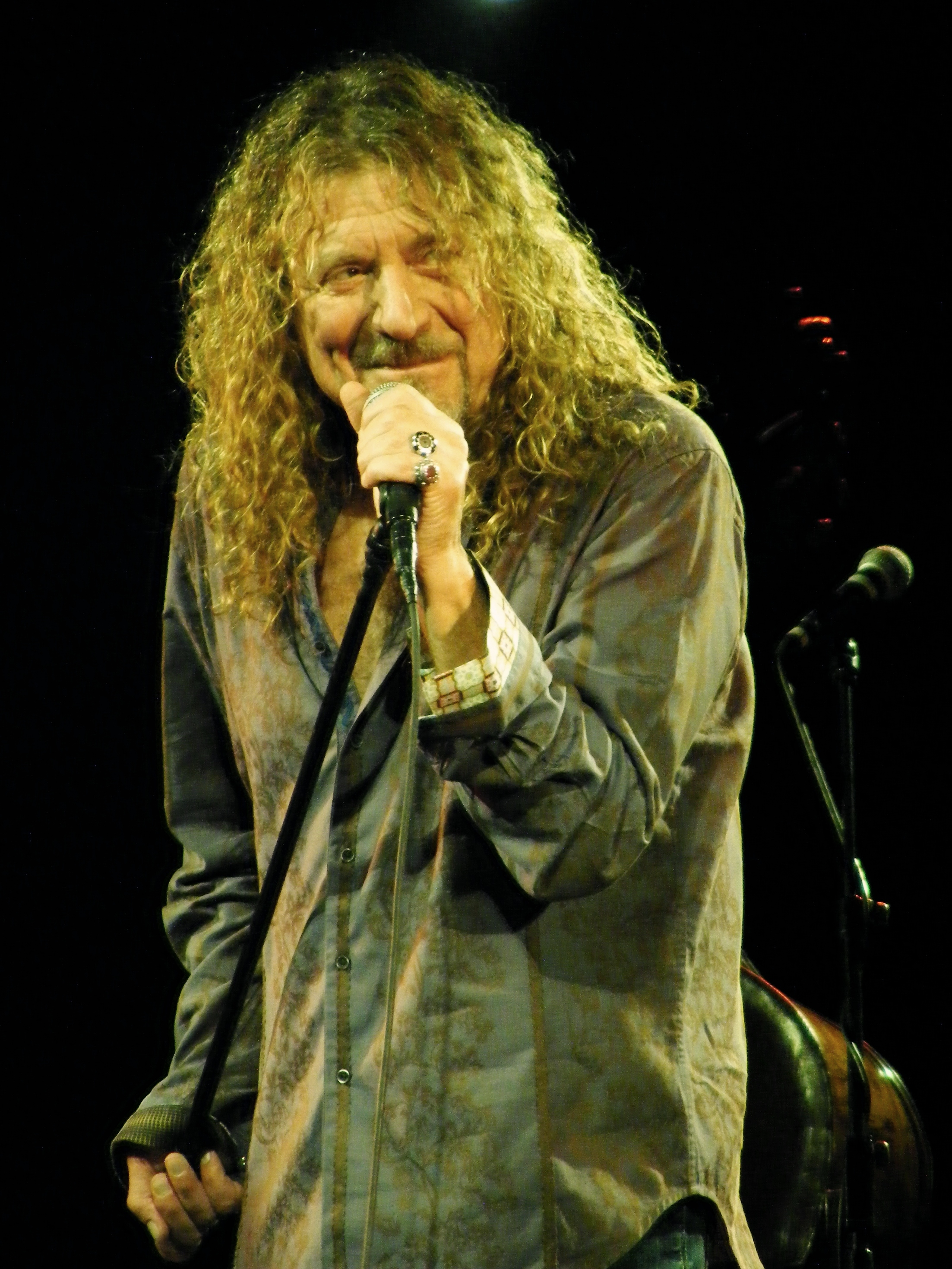
Robert Plant venceu por Raising Sand em 2009.

| Ano  | Álbum                                      | Artista(s)                    | Equipe de produção | Ref.   |
| ---- | ------------------------------------------ | ----------------------------- | --- | ------ |
| 2000 | Supernatural                               | Santana                       | Clive Davis, Jerry Duplessis, Dust Brothers, Alex González, Charles Goodan, Stephen M. Harris, Lauryn Hill, Art Hodge, Wyclef Jean, Fher Olvera, K. C. Porter, Dante Ross & Matt Serletic, produtores; Mike Couzzi, Benny Faccone, Steve Farrone, Steve Fontano, David Frazer, Jim Gaines, John Gamble, Commissioner Gordon, Andy Grassi, John Karpowich, Glenn Kolotkin, Tom Lord-Alge, Jeff Poe, Tony Prendatt, Anton Pukshansky, Warren Riker, Jim Scott, John Seymour, Matty Spindel, T-Ray, Chris Theis, David Thoener & Alvaro Villagra, engenheiros/misturadores | [ 52 ] |
| 2000 | FanMail                                    | TLC                           | Dallas Austin, produtor; Carlton Lynn, engenheiro/misturador | [ 52 ] |
| 2000 | Fly                                        | Dixie Chicks                  | Blake Chancey & Paul Worley, produtores; John Guess & Billy Sherrill, engenheiros/misturadores | [ 52 ] |
| 2000 | Millennium                                 | Backstreet Boys               | Kristian Lundin, Max Martin, Rami Yacoub, Robert John "Mutt" Lange, Stephen Lipson, Timmy Allen, Mattias Gustafsson, Edwin "Tony" Nicholas & Eric Foster White, produtores; Kristian Lundin, Max Martin, Bo Reimer, Daniel Boom, Rami Yacoub, Chris Trevett, George Spatta, Adam Barber, Heff Moraes, Dawn Reinholtz, Devon Kirkpatrick, Mick Guzauski, Stephen George, Adam Blackburn, John Bates & Carl Robinson, engenheiros/misturadores | [ 52 ] |
| 2000 | When I Look in Your Eyes                   | Diana Krall                   | Tommy LiPuma & Johnny Mandel, produtores; Al Schmitt, engenheiro/misturador | [ 52 ] |
| 2001 | Two Against Nature                         | Steely Dan                    | Walter Becker & Donald Fagen, produtores; Phil Burnett, Roger Nichols, Dave Russell & Elliot Scheiner, engenheiros/misturadores | [ 53 ] |
| 2001 | Kid A                                      | Radiohead                     | Radiohead, produtores; Nigel Godrich, engenheiro/misturador | [ 53 ] |
| 2001 | The Marshall Mathers LP                    | Eminem                        | Jeff Bass, Mark Bass, Dr. Dre, Eminem & The 45 King, produtores; Rich Behrens, Mike Butler, Chris Conway, Rob Ebeling, Michelle Forbes, Richard Segal Huredia, Steve King, Aaron Lepley, James McCrone, Akane Nakamura & Lance Pierre, engenheiros/misturadores | [ 53 ] |
| 2001 | Midnite Vultures                           | Beck                          | Beck Hansen, Dust Brothers, Tony Hoffer & Mickey Petralia, produtores; Tony Hoffer, Mickey Petralia & Michael Patterson, engenheiros/misturadores | [ 53 ] |
| 2001 | You're the One                             | Paul Simon                    | Paul Simon, produtor; Andy Smith, engenheiro/misturador | [ 53 ] |
| 2002 | O Brother, Where Art Thou? - Soundtrack[B] | Vários artistas               | Alison Krauss & Union Station, Chris Sharp, Chris Thomas King, Emmylou Harris, Gillian Welch, Harley Allen, John Hartford, Mike Compton, Norman Blake, Pat Enright, The Peasall Sisters, Ralph Stanley, Sam Bush, Stuart Duncan, The Cox Family, The Fairfield Four, The Whites & Tim Blake Nelson, artistas participantes; T Bone Burnett, produtor; Mike Piersante & Peter Kurland, engenheiro/misturadors; Gavin Lurssen, engenheiro de masterização | [ 54 ] |
| 2002 | Acoustic Soul                              | India.Arie                    | India.Arie, Mark Batson, Carlos "Six July" Broady, Blue Miller & Bob Power, produtores; Mark Batson, Carlos "Six July" Broady, Kevin Haywood, Avery Johnson, George Karas, Jim Lightman, Blue Miller, Mark Niemiec, Bob Power, Mike Shipley, Alvin Speights, Mike Tocci & Dave Way, engenheiros/misturadores | [ 54 ] |
| 2002 | All That You Can't Leave Behind            | U2                            | Brian Eno & Daniel Lanois, produtores; Brian Eno, Steve Fitzmaurice, Julian Gallagher, Mike Hedges, Daniel Lanois, Steve Lillywhite, Tim Palmer, Richard Rainey & Richard Stannard, engenheiros/misturadores | [ 54 ] |
| 2002 | Love and Theft                             | Bob Dylan                     | Jack Frost, produtor; Chris Shaw, engenheiro/misturador | [ 54 ] |
| 2002 | Stankonia                                  | OutKast                       | Earthtone III, Organized Noize & Antonio "LA" Reid, produtores; Jarvis Blackshear, Leslie Brathwaite, Josh Butler, Ralph Cacciurri, John Frye, Mark "DJ Exit" Goodchild, Carl Mo, Kevin Parker, Neal H. Poguep, Richard H. Segal, Kenneth Stallworth, Matt Still, Jason Stokes, Bernasky Wall & Derrick Williams, engenheiros/misturadores | [ 54 ] |
| 2003 | Come Away with Me                          | Norah Jones                   | Norah Jones, Arif Mardin, Jay Newland & Craig Street, produtores; S. Husky Huskolds & Jay Newland, engenheiros/misturadores; Ted Jensen, engenheiro de masterização | [ 55 ] |
| 2003 | The Eminem Show                            | Eminem                        | Jeff Bass, Dr. Dre, Eminem & Denaun Porter, produtores; Steve Baughman, Mauricio "Veto" Iragorri & Steve King, engenheiros/misturadores; Brian "Big Bass" Gardner, engenheiro de masterização | [ 55 ] |
| 2003 | Home                                       | Dixie Chicks                  | Dixie Chicks & Lloyd Maines, produtores; Gary Paczosa, engenheiro/misturador; Robert Hadley & Doug Sax, engenheiro de masterizaçãos | [ 55 ] |
| 2003 | Nellyville                                 | Nelly                         | Jason "Jay E" Epperson, Just Blaze, The Neptunes, The Trackboyz & Waiel "Wally" Yaghnam, produtores; Steve Eigner, Brian Garten, Russ Giraud, Gimel "Young Guru" Keaton, Greg Morgenstein, Matt Still & Rich Travali, engenheiros/misturadores; Herb Powers, engenheiro de masterização | [ 55 ] |
| 2003 | The Rising                                 | Bruce Springsteen             | Brendan O'Brien, produtor; Nick Didia & Brendan O'Brien, engenheiros/misturadores; Bob Ludwig, engenheiro de masterização | [ 55 ] |
| 2004 | Speakerboxxx/The Love Below                | OutKast                       | André 3000 & Antwon "Big Boi" Patton, produtores; Vincent Alexander, Chris Carmouche, Kevin "KD" Davis, Reggie Dozier, John Frye, Robert Hannon, Padraic Kernin, Moka Nagatani, Pete Novak, Brian Paturalski, Neal Pogue, Dexter Simmons, Matt Still & Darrell Thorp, engenheiros/misturadores; Brian Gardner & Bernie Grundman, engenheiro de masterizaçãos | [ 56 ] |
| 2004 | Elephant                                   | The White Stripes             | Jack White, produtor; Liam Watson & Jack White, engenheiros/misturadores; Noel Summerville, engenheiro de masterização | [ 56 ] |
| 2004 | Fallen                                     | Evanescence                   | Dave Fortman & Ben Moody, produtores; Jay Baumgardner, Dave Fortman & Jeremy Parker, engenheiros/misturadores; Ted Jensen, engenheiro de masterização | [ 56 ] |
| 2004 | Justified                                  | Justin Timberlake             | Brian McKnight, The Neptunes, Scott Storch, Timbaland & The Underdogs, produtores; Andrew Coleman, Jimmy Douglass, Serban Ghenea, Dabling Harward, Steve Penny, Dave "Hard Drive" Pensado, Dave "Natural Love" Russell, Timbaland & Chris Wood, engenheiros/misturadores; Herb Powers Jr., engenheiro de masterização | [ 56 ] |
| 2004 | Under Construction                         | Missy Elliott                 | Craig Brockman, Missy "Misdemeanor" Elliott, Erroll "Poppi" McCalla, Nisan & Timbaland, produtores; Jeff Allen, Carlos "El Loco" Bedoya, Josh Butler, Senator Jimmy D, Guru, Timbaland & Mike Wilson, engenheiros/misturadores; Herb Powers Jr., engenheiro de masterização | [ 56 ] |
| 2005 | Genius Loves Company                       | Ray Charles & Vários artistas | John Burk, Terry Howard, Don Mizell, Phil Ramone & Herbert Waltl, produtores; Robert Fernandez, John Harris, Terry Howard, Pete Karam, Joel Moss, Al Schmitt & Ed Thacker, engenheiros/misturadores; Robert Hadley & Doug Sax, engenheiro de masterizaçãos | [ 57 ] |
| 2005 | American Idiot                             | Green Day                     | Billie Joe Armstrong, Rob Cavallo, Mike Dirnt & Tré Cool, produtores; Chris Lord-Alge & Doug McKean, engenheiros/misturadores; Ted Jensen, engenheiro de masterização | [ 57 ] |
| 2005 | The College Dropout                        | Kanye West                    | Kanye West, produtor; Eddy Schreyer, engenheiro/misturador; Eddy Schreyer, engenheiro de masterização | [ 57 ] |
| 2005 | Confessions                                | Usher                         | Bobby Ross Avila, Valdez Brantley, Bryan-Michael Cox, Vidal Davis, Destro Music, Jermaine Dupri, Andre Harris, Rich Harrison, IZ, Jimmy Jam, Just Blaze, James Lackey, Terry Lewis, Juan Johnny Najera, Pro J, Usher Raymond, Jonathan "Lil Jon" Smith, Aaron Spears, Arthur Strong, Thicke & James "Big Jim" Wright, produtores; Ian Cross, Kevin "KD" Davis, Vidal Davis, Vince DeLorenzo, Jermaine Dupri, Blake Eisman, Brian Frye, John Frye, Serban Ghenea, Andre Harris, John Horesco IV, Ken Lewis, Matt Marrin, Manny Marroquin, Tony Maserati, Pro J, Donnie Scantz, Jon Smeltz, Jonathan "Lil Jon" Smith, Phil Tan, The Trak Starz, Mark Vinten & Ryan West, engenheiros/misturadores; Herb Powers, engenheiro de masterização | [ 57 ] |
| 2005 | The Diary of Alicia Keys                   | Alicia Keys                   | Kerry "Krucial" Brothers, Vidal Davis, Easy Mo Bee, Andre Harris, Alicia Keys, Kumasi, Timbaland, Kanye West & Dwayne "D. Wigg" Wiggins, produtores; Tony Black, Kerry "Krucial" Brothers, Vincent Dilorenzo, Russ Elevado, Manny Marroquin, Walter Millsap III, Ann Mincieli & Pat Viala, engenheiros/misturadores; Herb Powers, Jr., engenheiro de masterização | [ 57 ] |
| 2006 | How to Dismantle an Atomic Bomb            | U2                            | Brian Eno, Flood, Daniel Lanois, Jacknife Lee, Steve Lillywhite & Chris Thomas, produtores; Greg Collins, Flood, Carl Glanville, Simon Gogerly, Nellee Hooper, Jacknife Lee & Steve Lillywhite, engenheiros/misturadores; Arnie Acosta, engenheiro de masterização | [ 58 ] |
| 2006 | Chaos and Creation in the Backyard         | Paul McCartney                | Nigel Godrich, produtor; Darrell Thorp, engenheiro/misturador; Alan Yoshida, engenheiro de masterização | [ 58 ] |
| 2006 | The Emancipation of Mimi                   | Mariah Carey                  | Mariah Carey, Bryan-Michael Cox, Jermaine Dupri, Young Genius, Scram Jones, The Legendary Traxster, LRoc, The Neptunes, James Poyser, Manuel Seal, Kanye West & James "Big Jim" Wright, produtores; Dana Jon Chappelle, Jermaine Dupri, Bryan Frye, Brian Garten, John Horesco IV, Manny Marroquin, Mike Pierce, Phil Tan & Pat "Pat 'Em Down" Viala, engenheiros/misturadores; Herb Powers, Jr., engenheiro de masterização | [ 58 ] |
| 2006 | Late Registration                          | Kanye West                    | Jon Brion, Warryn "Baby Dubb" Campbell, Just Blaze, Devo Springsteen & Kanye West, produtores; Craig Bauer, Tom Biller, Andrew Dawson, Mike Dean, Anthony Kilhoffer, Manny Marroquin, Richard Reitz & Brian Sumner, engenheiros/misturadores; Vlado Meller, engenheiro de masterização | [ 58 ] |
| 2006 | Love. Angel. Music. Baby.                  | Gwen Stefani                  | André 3000, Dallas Austin, Dr. Dre, Nellee Hooper, Jimmy Jam, Tony Kanal, Terry Lewis, The Neptunes, Linda Perry & Johnny Vulture, produtores; André 3000, Andrew Coleman, Greg Collins, Ian Cross, Dr. Dre, John Frye, Simon Gogerly, Mauricio "Veto" Iragorri, Matt Marin, Colin "Dog" Mitchell, Pete Novak, Ian Rossiter, Rick Sheppard, Mark "Spike" Stent, Phil Tan & Johnny Vulture, engenheiros/misturadores; Brian "Big Bass" Gardner, engenheiro de masterização | [ 58 ] |
| 2007 | Taking the Long Way                        | Dixie Chicks                  | Rick Rubin, produtor; Richard Dodd, Jim Scott & Chris Testa, engenheiros/misturadores; Richard Dodd, engenheiro de masterização | [ 59 ] |
| 2007 | Continuum                                  | John Mayer                    | Steve Jordan & John Mayer, produtores; John Alagia, Michael Brauer, Joe Ferla, Chad Franscoviak, Manny Marroquin & Dave O'Donnell, engenheiros/misturadores; Greg Calbi, engenheiro de masterização | [ 59 ] |
| 2007 | FutureSex/LoveSounds                       | Justin Timberlake             | Nate (Danga) Hills, Jawbreakers, Rick Rubin, Timbaland & Justin Timberlake, produtores; Jimmy Douglass, Serban Ghenea, Padraic Kerin, Jason Lader, Andrew Scheps, Timbaland & Ethan Willoughby, engenheiros/misturadores; Herb Powers, Jr., engenheiro de masterização | [ 59 ] |
| 2007 | St. Elsewhere                              | Gnarls Barkley                | Danger Mouse, produtor; Ben H. Allen, Danger Mouse & Kennie Takahashi, engenheiros/misturadores; Mike Lazer, engenheiro de masterização | [ 59 ] |
| 2007 | Stadium Arcadium                           | Red Hot Chili Peppers         | Rick Rubin, produtor; Ryan Hewitt, Mark Linette & Andrew Scheps, engenheiros/misturadores; Vlado Meller, engenheiro de masterização | [ 59 ] |
| 2008 | River: The Joni Letters                    | Herbie Hancock                | Leonard Cohen, Norah Jones, Joni Mitchell, Corinne Bailey Rae, Luciana Souza & Tina Turner, artistas participantes; Herbie Hancock & Larry Klein, produtores; Helik Hadar, engenheiro/misturador; Bernie Grundman, engenheiro de masterização | [ 60 ] |
| 2008 | Back to Black                              | Amy Winehouse                 | Mark Ronson & Salaam Remi, produtores; Tom Elmhirst, Gary Noble & Franklin Socorro, engenheiros/misturadores; Mark Ronson, engenheiro de masterização | [ 60 ] |
| 2008 | Echoes, Silence, Patience & Grace          | Foo Fighters                  | Gil Norton, produtor; Adrian Bushby & Rich Costey, engenheiros/misturadores; Brian Gardner, engenheiro de masterização | [ 60 ] |
| 2008 | Graduation                                 | Kanye West                    | Dwele, Lil Wayne, Mos Def & T-Pain, artistas participantes; Warryn "Baby Dubb" Campbell, Eric Hudson, Brian "Allday" Miller, Nottz, Patrick "Plain Pat" Reynolds, Gee Roberson, Toomp & Kanye West, produtores; Bruce Beuchner, Andrew Dawson, Mike Dean, Anthony Kilhoffer, Greg Koller, Manny Marroquin, Nottz Raw, Tony Rey, Seiji Sekine, Paul Sheehy & D. Sloan, engenheiros/misturadores; Vlado Meller, engenheiro de masterização | [ 60 ] |
| 2008 | These Days                                 | Vince Gill                    | John Anderson, Guy Clark, Rodney Crowell, Diana Krall & The Del McCoury Band, artistas participantes; Vince Gill, John Hobbs & Justin Niebank, produtores; Neal Cappellino & Justin Niebank, engenheiros/misturadores; Adam Ayan, engenheiro de masterização | [ 60 ] |
| 2009 | Raising Sand                               | Robert Plant & Alison Krauss  | T Bone Burnett, produtor; Mike Piersante, engenheiro/misturador; Gavin Lurssen, engenheiro de masterização | [ 61 ] |
| 2009 | In Rainbows                                | Radiohead                     | Nigel Godrich, produtor; Nigel Godrich, Dan Grech-Marguerat, Hugo Nicolson & Richard Woodcraft, engenheiros/misturadores; Bob Ludwig, engenheiro de masterização | [ 61 ] |
| 2009 | Tha Carter III                             | Lil Wayne                     | Babyface, Brisco, Fabolous, Jay-Z, Kidd Kidd, Busta Rhymes, Juelz Santana, D. Smith, Static Major, T-Pain & Bobby Valentino, artistas participantes; Alchemist, David Banner, Vaushaun "Maestro" Brooks, Cool & Dre, Andrews "Drew" Correa, Shondrae "Mr. Bangladesh" Crawford, Darius "Deezle" Harrison, Jim Jonsin, Mousa, Pro Jay, Rodnae, Skillz & Play, D. Smith, Swizz Beatz, Robin Thicke, T-Pain & Kanye West, produtores; Angel Aponte, Joshua Berkman, Andrew Dawson, Joe G, Darius "Deezle" Harrison, Fabian Marasciullo, Miguel Scott, Robin Thicke, Julian Vasquez & Gina Victoria, engenheiros/misturadores; Vlado Meller, engenheiro de masterização                                                                      | [ 61 ] |
| 2009 | Viva la Vida or Death and All His Friends  | Coldplay                      | Markus Dravs, Brian Eno & Rik Simpson, produtores; Michael H. Brauer, Markus Dravs, John O'Mahoney, Rik Simpson & Andy Wallace, engenheiros/misturadores; Bob Ludwig, engenheiro de masterização | [ 61 ] |
| 2009 | Year of the Gentleman                      | Ne-Yo                         | Chuck Harmony, Ne-Yo, Polow Da Don, StarGate, Stereotypes, Syience, Shea Taylor & Shomari "Sho" Wilson, produtores; Kirven Arrington, Jeff Chestek, Kevin "KD" Davis, Mikkel Eriksen, Jaymz Hardy Martin, III, Geno Regist, Phil Tan & Tony Terrebonne, engenheiros/misturadores; Herb Powers, Jr., engenheiro de masterização | [ 61 ] |

### Década de 2010

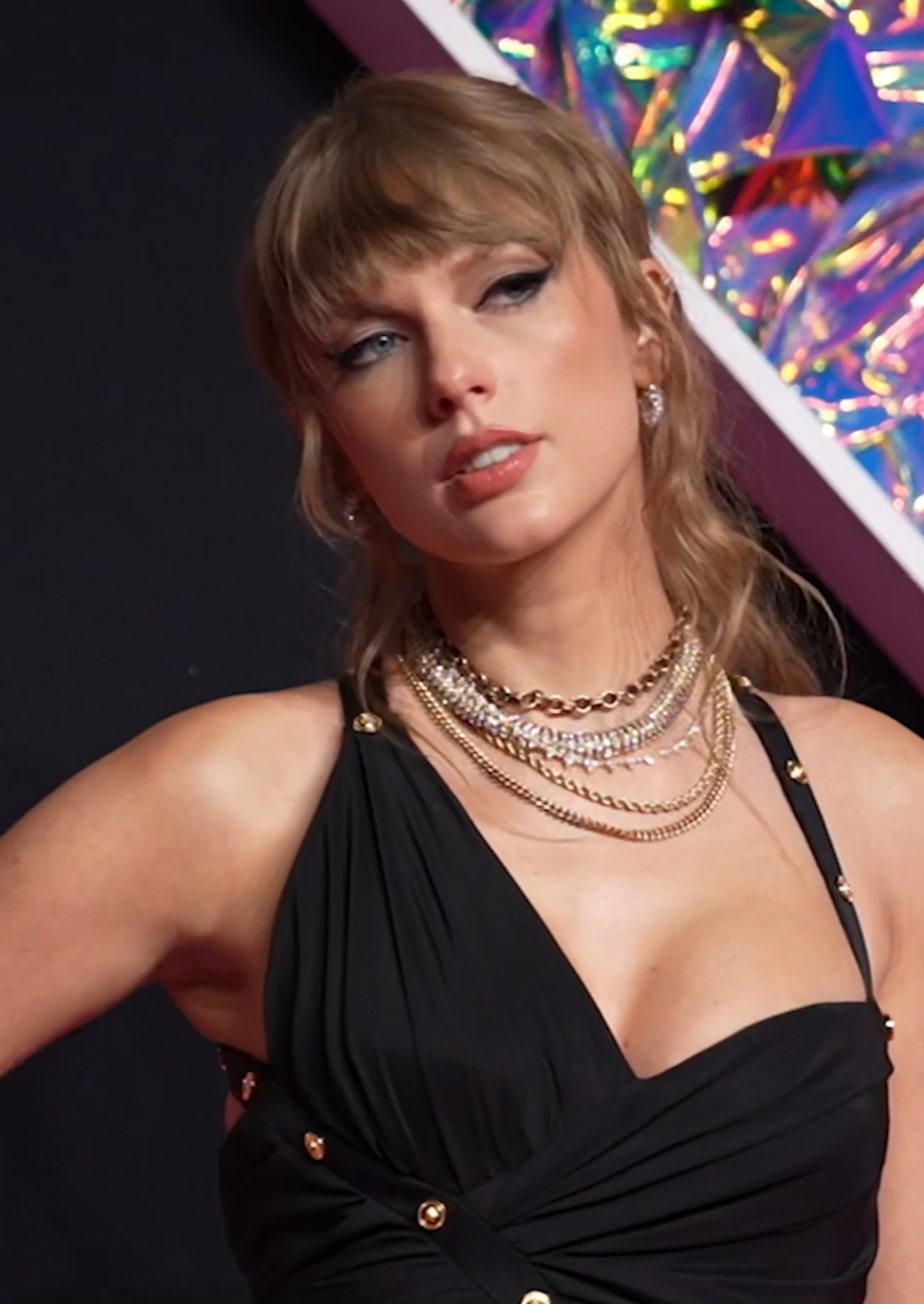
Taylor Swift é a primeira artista e a primeira mulher a ganhar este prêmio quatro vezes como artista principal. Ela ganhou o prêmio em 2010, 2016, 2021 e 2024. Ela também é a mulher com o maior número de indicações na categoria, com sete indicações.

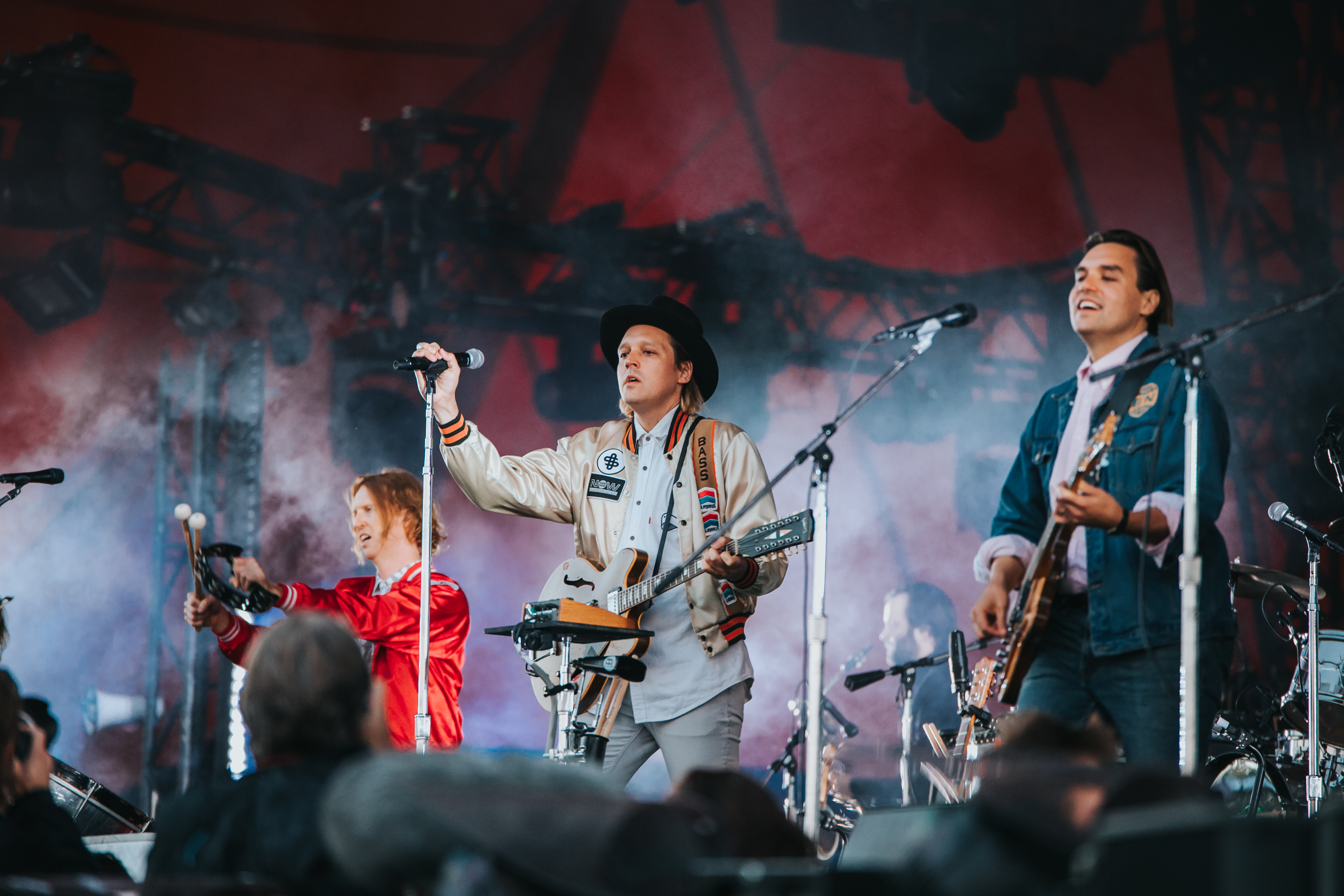
Arcade Fire venceu por The Suburbs em 2011.

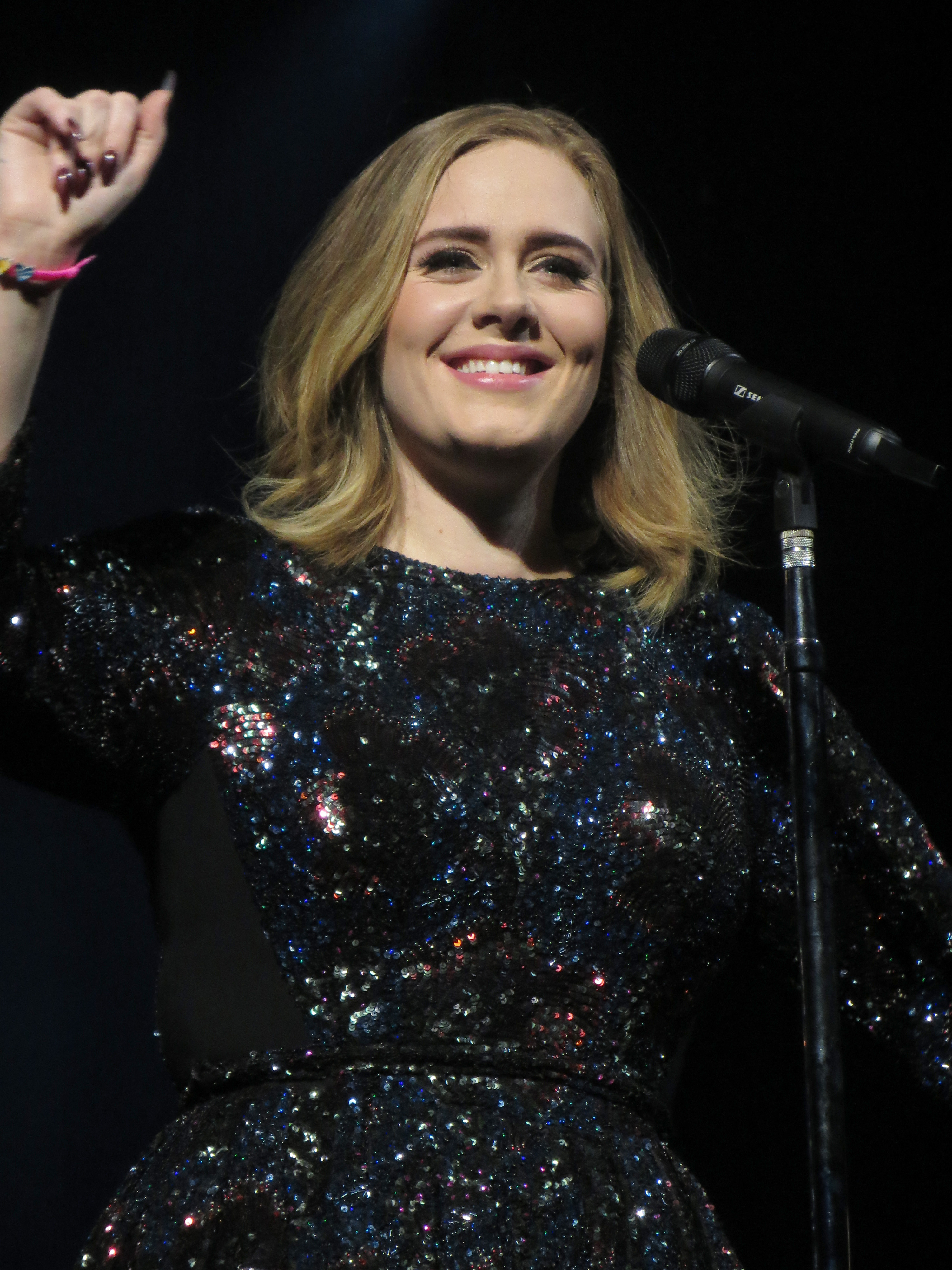
Adele venceu duas vezes, em 2012 e 2017.

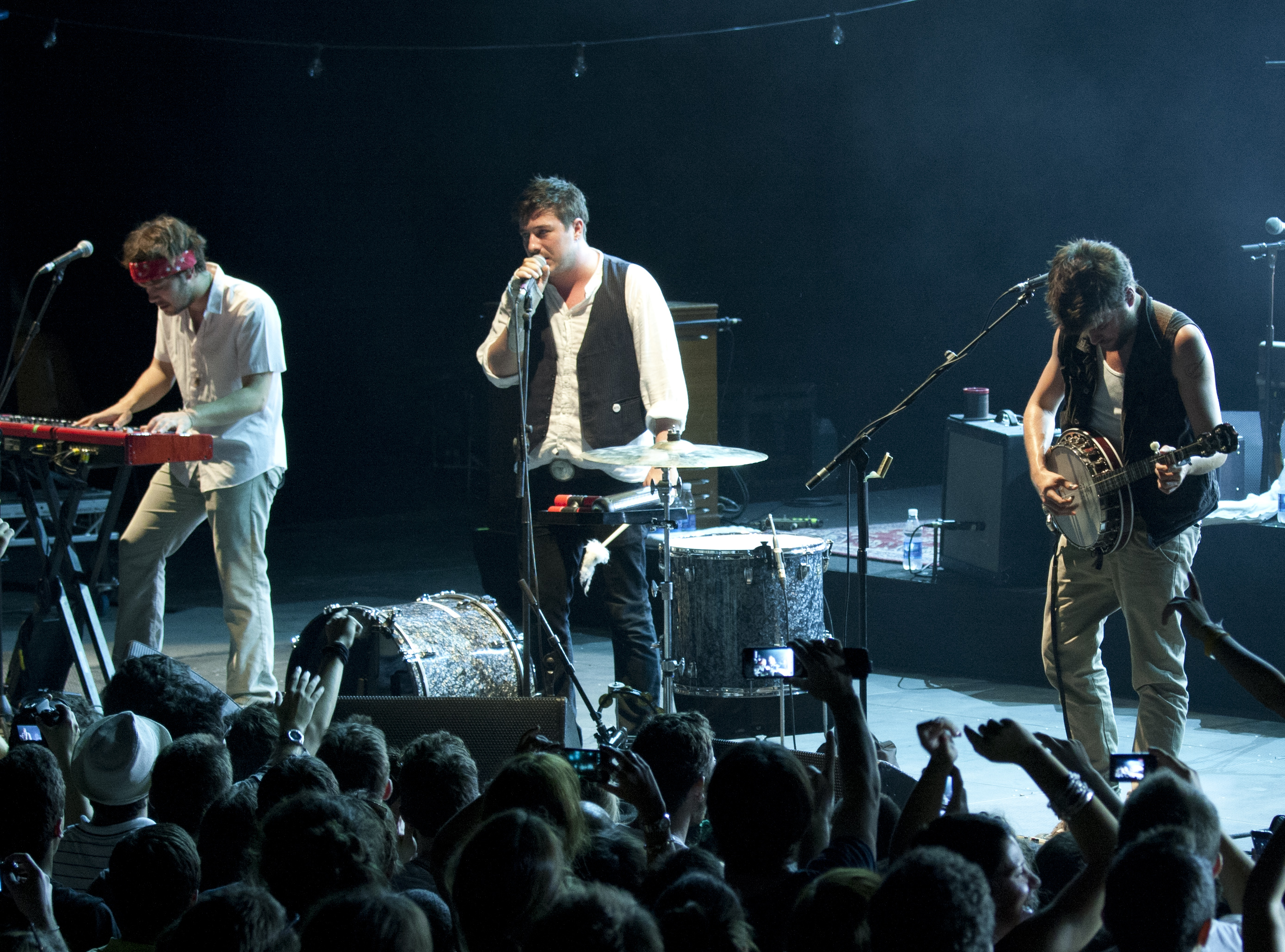
Mumford & Sons venceu por Babel em 2013.

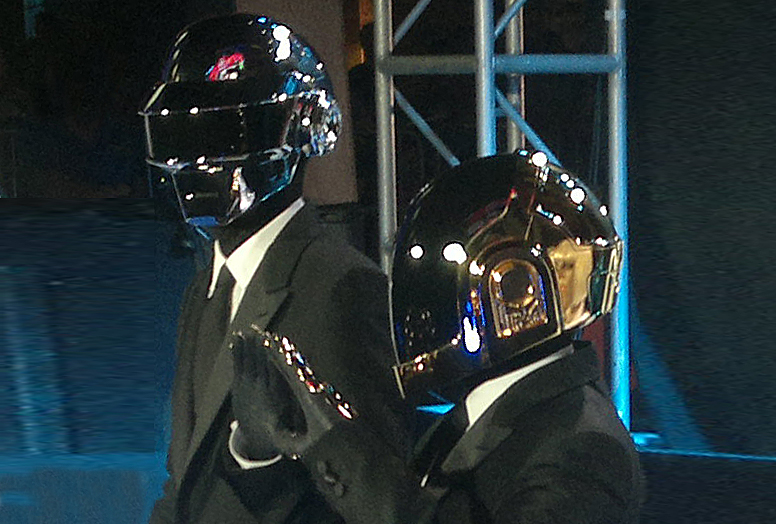
Daft Punk venceu por Random Access Memories em 2014.

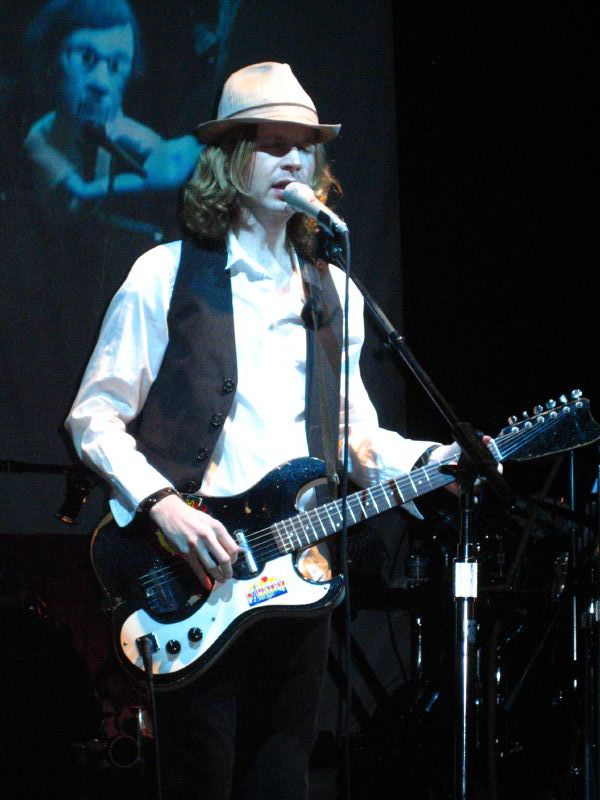
Beck venceu por Morning Phase em 2015.

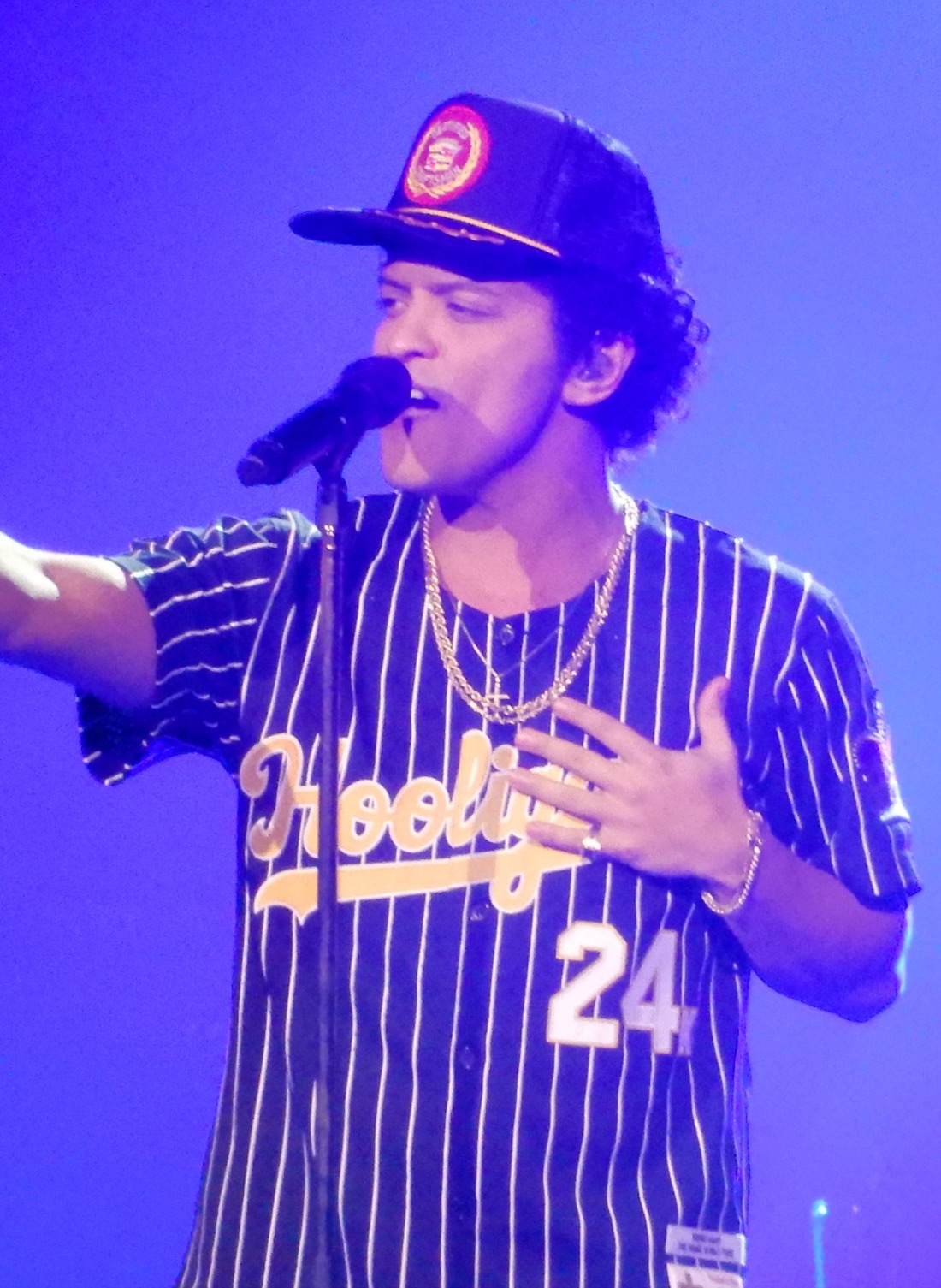
Bruno Mars venceu por 24K Magic em 2018.

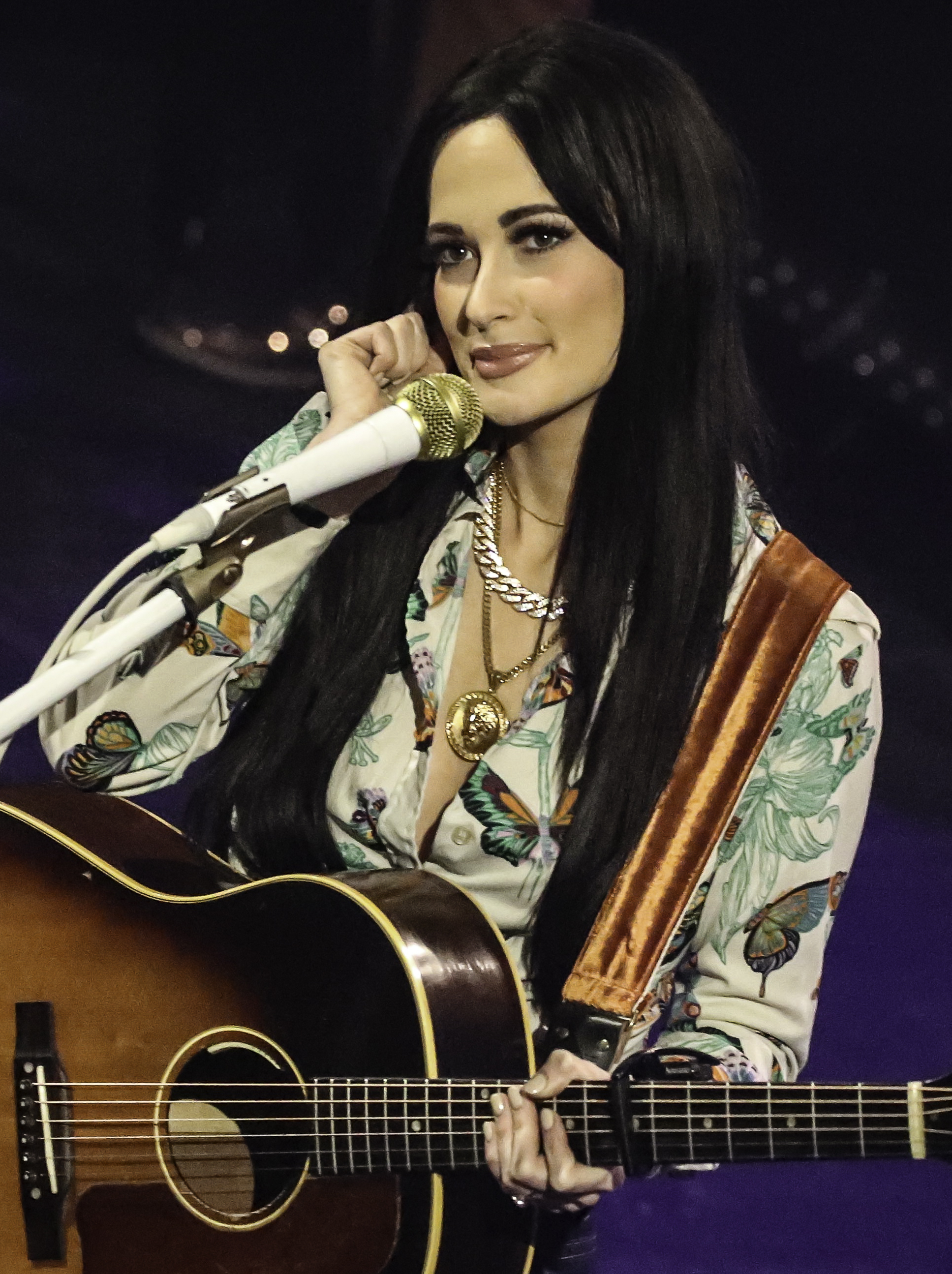
Kacey Musgraves venceu por Golden Hour em 2019.

| Ano  | Álbum                                                | Artista(s)              | Equipe de produção | Ref.   |
| ---- | ---------------------------------------------------- | ----------------------- | --- | ------ |
| 2010 | Fearless                                             | Taylor Swift            | Colbie Caillat, artista participante; Nathan Chapman & Taylor Swift, produtores; Chad Carlson, Nathan Chapman & Justin Niebank, engenheiros/misturadores; Hank Williams, engenheiro de masterização | [ 62 ] |
| 2010 | Big Whiskey & the GrooGrux King                      | Dave Matthews Band      | Jeff Coffin, Tim Reynolds & Rashawn Ross, artistas participantes; Rob Cavallo, produtor; Chris Lord-Alge & Doug McKean, engenheiros/misturadores; Ted Jensen, engenheiro de masterização | [ 62 ] |
| 2010 | The E.N.D.                                           | The Black Eyed Peas     | Apl.de.ap, Jean Baptiste, Printz Board, DJ Replay, Funkagenda, David Guetta, Keith Harris, Mark Knight, Poet Name Life, Frederick Riesterer & will.i.am, produtores; Dylan "3D" Dresdow, Padraic "Padlock" Kerin & will.i.am, engenheiros/misturadores; Chris Bellman, engenheiro de masterização | [ 62 ] |
| 2010 | The Fame                                             | Lady Gaga               | Flo Rida, Colby O'Donis & Space Cowboy, artistas participantes; Brian & Josh, Rob Fusari, Martin Kierszenbaum, RedOne & Space Cowboy, produtores; 4Mil, Robert Orton, RedOne, Dave Russell & Tony Ugval, engenheiros/misturadores; Gene Grimaldi, engenheiro de masterização | [ 62 ] |
| 2010 | I Am... Sasha Fierce                                 | Beyoncé                 | Shondrae "Mr. Bangledesh" Crawford, Ian Dench, D-Town, Toby Gad, Sean Garrett, Amanda Ghost, Jim Jonsin, Beyoncé Knowles, Rico Love, Dave McCracken, Terius Nash, Radio Killa, Stargate, Christopher "Tricky" Stewart, Ryan Tedder & Wayne Wilkins, produtores; Jim Caruana, Mikkel S. Eriksen, Toby Gad, Kuk Harrell, Jim Jonsin, Jaycen Joshua, Dave Pensado, Radio Killa, Mark "Spike" Stent, Ryan Tedder, Brian "B-LUV" Thomas, Marcos Tovar, Miles Walker & Wayne Wilkins, engenheiros/misturadores; Tom Coyne, engenheiro de masterização | [ 62 ] |
| 2011 | The Suburbs                                          | Arcade Fire             | Arcade Fire & Markus Dravs, produtores; Arcade Fire, Mark Lawson & Craig Silvey, engenheiros/misturadores; Mark Lawson, engenheiro de masterização | [ 63 ] |
| 2011 | The Fame Monster                                     | Lady Gaga               | Beyoncé, artista participante; Ron Fair, Fernando Garibay, Tal Herzberg, Rodney Jerkins, Lady Gaga, RedOne, Teddy Riley & Space Cowboy, produtores; Eelco Bakker, Christian Delano, Mike Donaldson, Paul Foley, Tal Herzberg, Rodney Jerkins, Hisashi Mizoguchi, Robert Orton, Dan Parry, Jack Joseph Puig, RedOne, Teddy Riley, Dave Russel, Johnny Severin, Space Cowboy, Mark Stent, Jonas Wetling & Frank Wolff, engenheiros/misturadores; Gene Grimaldi, engenheiro de masterização | [ 63 ] |
| 2011 | Need You Now                                         | Lady Antebellum         | Lady Antebellum & Paul Worley, produtores; Clarke Schleicher, engenheiro/misturador; Andrew Mendelson, engenheiro de masterização | [ 63 ] |
| 2011 | Recovery                                             | Eminem                  | Kobe, Lil Wayne, Pink & Rihanna, artistas participantes; Alex Da Kid, Victor Alexander, Boi-1da, Nick Brongers, Dwayne “Supa Dups” Chin-Quee, DJ Khalil, Dr. Dre, Eminem, Jason Gilbert, Havoc, Emile Haynie, Jim Jonsin, Just Blaze, Magnedo7, Mr. Porter, Robert Reyes, Makeba Riddick & Script Shepherd, produtores; Alex Da Kid, Dwayne “Supa Dups” Chin-Quee, Kal “Boogie” Dellaportas, Dr. Dre, Eminem, Mauricio “Veto” Iragorri, Just Blaze, Robert Marks, Alex Merzin, Matthew Samuels, Joe Strange, Mike Strange & Ryan West, engenheiros/misturadores; Brian “Big Bass” Gardner, engenheiro de masterização | [ 63 ] |
| 2011 | Teenage Dream                                        | Katy Perry              | Snoop Dogg, artista participante; Ammo, Benny Blanco, Dr. Luke, Kuk Harrell, Max Martin, Stargate, C. “Tricky” Stewart, Sandy Vee & Greg Wells, produtores; Steve Churchyard, Mikkel S. Eriksen, Serban Ghenea, John Hanes, Sam Holland, Jaycen Joshua, Damien Lewis, Chris O'Ryan, Carlos Oyanedel, Paris, Phil Tan, Brain Thomas, Lewis Tozour, Miles Walker, Emily Wright & Andrew Wuepper, engenheiros/misturadores; Brian Gardner, engenheiro de masterização | [ 63 ] |
| 2012 | 21                                                   | Adele                   | Jim Abbiss, Adele Adkins, Paul Epworth, Rick Rubin, Fraser T Smith, Ryan Tedder & Dan Wilson, produtores; Jim Abbiss, Philip Allen, Beatriz Artola, Ian Dowling, Tom Elmhirst, Greg Fidelman, Dan Parry, Steve Price, Mark Rankin, Andrew Scheps, Fraser T. Smith & Ryan Tedder, engenheiros/misturadores; Tom Coyne, engenheiro de masterização | [ 64 ] |
| 2012 | Born This Way                                        | Lady Gaga               | Paul Blair, DJ Snake, Fernando Garibay, Lady Gaga, Robert John "Mutt" Lange, Jeppe Laursen, RedOne & Clinton Sparks, produtores; Fernando Garibay, Lady Gaga, Bill Malina, Trevor Muzzy, RedOne, Dave Russell, Justin Shirley Smith, Horace Ward & Tom Ware, engenheiros/misturadores; Gene Grimaldi, engenheiro de masterização | [ 64 ] |
| 2012 | Doo-Wops & Hooligans                                 | Bruno Mars              | B.o.B, Cee Lo Green & Damian Marley, artistas participantes; Dwayne "Supa Dups" Chin-Quee, Needlz & The Smeezingtons, produtores; Ari Levine & Manny Marroquin, engenheiros/misturadores; Stephen Marcussen, engenheiro de masterização | [ 64 ] |
| 2012 | Loud                                                 | Rihanna                 | Drake, Eminem & Nicki Minaj, artistas participantes; Ester Dean, Alex Da Kid, Kuk Harrell, Mel & Mus, Awesome Jones, Makeba Riddick, The Runners, Sham, Soundz, Stargate, Chris "Tricky" Stewart, Sandy Vee & Willy Will, produtores; Ariel Chobaz, Cary Clark, Mikkel S. Eriksen, Alex Da Kid, Josh Gudwin, Kuk Harrell, Jaycen Joshua, Manny Marroquin, Dana Nielsen, Chad "C-Note" Roper, Noah "40" Shebib, Corey Shoemaker, Jay Stevenson, Mike Strange, Phil Tan, Brian "B-Luv" Thomas, Marcos Tovar, Sandy Vee, Jeff "Supa Jeff" Villanueva, Miles Walker & Andrew Wuepper, engenheiros/misturadores; Chris Gehringer, engenheiro de masterização | [ 64 ] |
| 2012 | Wasting Light                                        | Foo Fighters            | Butch Vig, produtor; James Brown & Alan Moulder, engenheiros/misturadores; Joe LaPorta & Emily Lazar, engenheiro de masterizaçãos | [ 64 ] |
| 2013 | Babel                                                | Mumford & Sons          | Markus Dravs, produtor; Robin Baynton & Ruadhri Cushnan, engenheiros/misturadores; Bob Ludwig, engenheiro de masterização | [ 65 ] |
| 2013 | Blunderbuss                                          | Jack White              | Jack White, produtor; Vance Powell & Jack White, engenheiros/misturadores; Bob Ludwig, engenheiro de masterização | [ 65 ] |
| 2013 | Channel Orange                                       | Frank Ocean             | André 3000, John Mayer & Earl Sweatshirt, artistas participantes; Om'Mas Keith, Malay, Frank Ocean & Pharrell Williams, produtores; Calvin Bailif, Andrew Coleman, Jeff Ellis, Doug Fenske, Om'Mas Keith, Malay, Frank Ocean, Philip Scott, Mark "Spike" Stent, Pat Thrall, Marcos Tovar & Vic Wainstein, engenheiros/misturadores; Vlado Meller, engenheiro de masterização | [ 65 ] |
| 2013 | El Camino                                            | The Black Keys          | The Black Keys & Danger Mouse, produtores; Tchad Blake, Tom Elmhirst & Kennie Takahashi, engenheiros/misturadores; Brian Lucey, engenheiro de masterização | [ 65 ] |
| 2013 | Some Nights                                          | Fun.                    | Janelle Monáe, artista participante; Jeff Bhasker, Emile Haynie, Jake One & TommyD, produtores; Jeff Bhasker, Pete Bischoff, Jeff Chestek, Andrew Dawson, Emile Haynie, Manny Marroquin, Sonny Pinnar & Stuart White, engenheiros/misturadores; Chris Gehringer, engenheiro de masterização | [ 65 ] |
| 2014 | Random Access Memories                               | Daft Punk               | Julian Casablancas, DJ Falcon, Todd Edwards, Chilly Gonzales, Giorgio Moroder, Panda Bear, Nile Rodgers, Paul Williams & Pharrell Williams, artistas participantes; Thomas Bangalter, Julian Casablancas, Guy-Manuel De Homem-Christo, DJ Falcon & Todd Edwards, produtores; Peter Franco, Mick Guzauski, Florian Lagatta, Guillaume Le Braz & Daniel Lerner, engenheiros/misturadores; Bob Ludwig, engenheiro de masterização | [ 66 ] |
| 2014 | The Blessed Unrest                                   | Sara Bareilles          | Sara Bareilles, Mark Endert & John O'Mahony, produtores; Jeremy Darby, Mark Endert & John O'Mahony, engenheiros/misturadores; Greg Calbi, engenheiro de masterização | [ 66 ] |
| 2014 | Good Kid, M.A.A.D City                               | Kendrick Lamar          | Mary J. Blige, Dr. Dre, Drake, Jay Rock, Jay-Z, MC Eiht & Anna Wise, artistas participantes; DJ Dahi, Hit-Boy, Skhye Hutch, Just Blaze, Like, Terrace Martin, Dawaun Parker, Pharrell Williams, Rahki, Scoop DeVille, Sounwave, Jack Splash, Tabu, Tha Bizness & T-Minus, produtores; Derek Ali, Dee Brown, Dr. Dre, James Hunt, Mauricio "Veto" Iragorri, Mike Larson, Jared Scott, Jack Splash & Andrew Wright, engenheiros/misturadores; Mike Bozzi & Brian Gardner, engenheiro de masterizaçãos | [ 66 ] |
| 2014 | The Heist                                            | Macklemore & Ryan Lewis | Ab-Soul, Ben Bridwell, Ray Dalton, Eighty4 Fly, Hollis, Mary Lambert, Buffalo Madonna, Evan Roman, Schoolboy Q, Allen Stone, The Teaching & Wanz, artistas participantes; Ryan Lewis, produtor; Ben Haggerty, Ryan Lewis, Amos Miller, Reed Ruddy & Pete Stewart, engenheiros/misturadores; Brian Gardner, engenheiro de masterização | [ 66 ] |
| 2014 | Red                                                  | Taylor Swift            | Gary Lightbody & Ed Sheeran, artistas participantes; Jeff Bhasker, Nathan Chapman, Dann Huff, Jacknife Lee, Max Martin, Shellback, Taylor Swift, Butch Walker & Dan Wilson, produtores; Joe Baldridge, Sam Bell, Matt Bishop, Chad Carlson, Nathan Chapman, Serban Ghenea, John Hanes, Sam Holland, Michael Ilbert, Taylor Johnson, Jacknife Lee, Steve Marcantonio, Manny Marroquin, Justin Niebank, John Rausch, Eric Robinson, Pawel Sek, Jake Sinclair, Mark "Spike" Stent & Andy Thompson, engenheiros/misturadores; Tom Coyne & Hank Williams, engenheiro de masterizaçãos | [ 66 ] |
| 2015 | Morning Phase                                        | Beck                    | Beck Hansen, produtor; Tom Elmhirst, David Greenbaum, Florian Lagatta, Cole Marsden Greif-Neill, Robbie Nelson, Darrell Thorp, Cassidy Turbin & Joe Visciano, engenheiros/misturadores; Bob Ludwig, engenheiro de masterização | [ 67 ] |
| 2015 | Beyoncé                                              | Beyoncé                 | Chimamanda Ngozi Adichie, Drake, Jay-Z & Frank Ocean, artistas participantes; Ammo, Boots, James Fauntleroy, Noel "Detail" Fisher, Jerome Harmon, Hit-Boy, Beyoncé Knowles, Terius "The-Dream" Nash, Caroline Polachek, Rey Reel, Noah "40" Shebib, Ryan Tedder, Timbaland, Justin Timberlake, Key Wane, Pharrell Williams & Patrick Wimberly, produtores; Boots, Noel Cadastre, Noel "Gadget" Campbell, Rob Cohen, Andrew Coleman, Chris Godbey, Justin Hergett, James Krausse, Mike Larson, Jonathan Lee, Tony Maserati, Ann Mincieli, Caroline Polachek, Andrew Scheps, Bart Schoudel, Noah "40" Shebib, Ryan Tedder, Stuart White & Jordan "DJ Swivel" Young, engenheiros/misturadores; Tom Coyne, James Krausse & Aya Merrill, (engenheiro de masterizaçãos); Justin Timberlake, Justin Timbaland, Pharrell Williams, Sia, Frank Ocean, The-Dream, Miguel, and James Fauntleroy, compositores | [ 67 ] |
| 2015 | Girl                                                 | Pharrell Williams       | Alicia Keys & Justin Timberlake, artistas participantes; Pharrell Williams, produtor; Leslie Brathwaite, Adrian Breakspear, Andrew Coleman, Jimmy Douglas, Hart Gunther, Mick Guzauski, Florian Lagatta, Mike Larson, Stephanie McNally, Alan Meyerson, Ann Mincieli & Kenta Yonesaka, engenheiros/misturadores; Bob Ludwig, engenheiro de masterização | [ 67 ] |
| 2015 | In the Lonely Hour                                   | Sam Smith               | Steve Fitzmaurice, Komi, Howard Lawrence, Zane Lowe, Mojam, Jimmy Napes, Naughty Boy, Fraser T. Smith, Two Inch Punch & Eg White, produtores; Michael Angelo, Graham Archer, Steve Fitzmaurice, Simon Hale, Darren Heelis, James Murray, Jimmy Napes, Mustafa Omer, Dan Parry, Steve Price & Eg White, engenheiros/misturadores; Tom Coyne & Stuart Hawkes, engenheiro de masterizaçãos | [ 67 ] |
| 2015 | x                                                    | Ed Sheeran              | Jeff Bhasker, Benny Blanco, Jake Gosling, Johnny McDaid, Rick Rubin & Pharrell Williams, produtores; Andrew Coleman, Jake Gosling, Matty Green, William Hicks, Tyler Sam Johnson, Jason Lader, Johnny McDaid, Chris Sclafani, Mark Stent & Geoff Swan, engenheiros/misturadores; Stuart Hawkes, engenheiro de masterização | [ 67 ] |
| 2016 | 1989                                                 | Taylor Swift            | Jack Antonoff, Nathan Chapman, Imogen Heap, Max Martin, Mattman & Robin, Ali Payami, Shellback, Taylor Swift, Ryan Tedder & Noel Zancanella, produtores; Jack Antonoff, Mattias Bylund, Smith Carlson, Nathan Chapman, Serban Ghenea, John Hanes, Imogen Heap, Sam Holland, Michael Ilbert, Brendan Morawski, Laura Sisk & Ryan Tedder, engenheiros/misturadores; Tom Coyne, engenheiro de masterização | [ 68 ] |
| 2016 | Beauty Behind the Madness                            | The Weeknd              | Lana Del Rey, Labrinth & Ed Sheeran, artistas participantes; DannyBoyStyles, Ben Diehl, Labrinth, Mano, Max Martin, Stephan Moccio, Carlo Montagnese, Ali Payami, Che Pope, Jason Quenneville, Peter Svensson, Abel Tesfaye & Kanye West, produtores; Jay Paul Bicknell, Mattias Bylund, Serban Ghenea, Noah Goldstein, John Hanes, Sam Holland, Jean Marie Horvat, Carlo Montagnese, Jason Quenneville & Dave Reitzas, engenheiros/misturadores; Tom Coyne & Dave Kutch, engenheiro de masterizaçãos | [ 68 ] |
| 2016 | Sound & Color                                        | Alabama Shakes          | Alabama Shakes & Blake Mills, produtores; Shawn Everett, engenheiro/misturador; Bob Ludwig, engenheiro de masterização | [ 68 ] |
| 2016 | To Pimp a Butterfly                                  | Kendrick Lamar          | Bilal, George Clinton, James Fauntleroy, Ronald Isley, Rapsody, Snoop Dogg, Thundercat & Anna Wise, artistas participantes; Taz Arnold, Boi-1da, Ronald Colson, Larrance Dopson, Flying Lotus, Fredrik "Tommy Black" Halldin, Knxwledge, Koz, Lovedragon, Terrace Martin, Rahki, Sounwave, Tae Beast, Thundercat, Whoarei & Pharrell Williams, produtores; Derek "MixedByAli" Ali, Thomas Burns, James "The White Black Man" Hunt, 9th Wonder & Matt Schaeffer, engenheiros/misturadores; Mike Bozzi, engenheiro de masterização | [ 68 ] |
| 2016 | Traveller                                            | Chris Stapleton         | Dave Cobb & Chris Stapleton, produtores; Vance Powell, engenheiro/misturador; Pete Lyman, engenheiro de masterização | [ 68 ] |
| 2017 | 25                                                   | Adele                   | Danger Mouse, Samuel Dixon, Paul Epworth, Greg Kurstin, Max Martin, Ariel Rechtshaid, Shellback, The Smeezingtons & Ryan Tedder, produtores; Julian Burg, Austen Jux Chandler, Cameron Craig, Samuel Dixon, Tom Elmhirst, Declan Gaffney, Serban Ghenea, John Hanes, Emile Haynie, Jan Holzner, Michael Ilbert, Chris Kasych, Greg Kurstin, Charles Moniz, Liam Nolan, Alex Pasco, Mike Piersante, Ariel Rechtshaid, Rich Rich, Dave Schiffman, Joe Visciano & Matt Wiggins, engenheiros/misturadores; Tom Coyne & Randy Merrill, engenheiro de masterizaçãos | [ 69 ] |
| 2017 | Lemonade                                             | Beyoncé                 | James Blake, Kendrick Lamar, The Weeknd & Jack White, artistas participantes; Vincent Berry II, Ben Billions, James Blake, BOOTS, Jonny Coffer, DannyBoyStyles, Mike Dean, Alex Delicata, Diplo, Derek Dixie, Kevin Garrett, Diana Gordon, HazeBanga, Hit-Boy, Just Blaze, King Henry, Beyoncé Knowles, Ezra Koenig, Jeremy McDonald, MeLo-X, Mike Will Made-It, Pluss & Jack White, produtores; Mike Dean, Jaycen Joshua, Greg Koller, Tony Maserati, Lester Mendoza, Vance Powell, Joshua V. Smith & Stuart White, engenheiros/misturadores; Dave Kutch, engenheiro de masterização | [ 69 ] |
| 2017 | Purpose                                              | Justin Bieber           | Big Sean, Diplo, Halsey, Travis Scott & Skrillex, artistas participantes; The Audibles, Axident, Justin Bieber, Big Taste, Benny Blanco, Blood, Jason "Poo Bear" Boyd, Scott "Scooter" Braun, Mike Dean, Diplo, Gladius, Nico Hartikainen, Mark "The Mogul" Jackson, Steve James, Ian Kirkpatrick, Maejor, MdL, Skrillex, Jeremy Snyder & Soundz, produtores; Simon Cohen, Diplo, Mark "Exit" Goodchild, Josh Gudwin, Jaycen Joshua, Manny Marroquin, Chris 'Tek' O'Ryan, Johannes Rassina, Gregg Rominiecki, Chris Sclafani, Skrillex, Dylan William & Andrew Wuepper, engenheiros/misturadores; Tom Coyne & Randy Merrill, engenheiro de masterizaçãos | [ 69 ] |
| 2017 | A Sailor's Guide to Earth                            | Sturgill Simpson        | Sturgill Simpson, produtor; Geoff Allan, David Ferguson & Sean Sullivan, engenheiros/misturadores; Gavin Lurssen, engenheiro de masterização | [ 69 ] |
| 2017 | Views                                                | Drake                   | Dvsn, Future, Kyla, PartyNextDoor, Rihanna & Wizkid, artistas participantes; Brian Alexander Morgan, Axlfolie, Beat Bully, Boi-1da, Cardo, Dwayne "Supa Dups" Chin-Quee, Daxz, DJ Dahi, Frank Dukes, Maneesh, Murda Beatz, Nineteen85, Ricci Riera, Allen Ritter, Noah "40" Shebib, Southside, Sevn Thomas, Jordan Ullman, Kanye West, Wizkid & Young Exclusive, produtores; Noel Cadastre, Noel "Gadget" Campbell, Seth Firkins, David "Prep" Bijan Huges & Noah "40" Shebib, engenheiros/misturadores; Chris Athens, engenheiro de masterização | [ 69 ] |
| 2018 | 24K Magic                                            | Bruno Mars              | Shampoo Press & Curl, produtores; Serban Ghenea, John Hanes & Charles Moniz, engenheiros/misturadores; Christopher Brody Brown, James Fauntleroy, Philip Lawrence & Bruno Mars, compositores; Tom Coyne, engenheiro de masterização | [ 70 ] |
| 2018 | "Awaken, My Love!"                                   | Childish Gambino        | Donald Glover & Ludwig Göransson, produtores; Bryan Carrigan, Chris Fogel, Donald Glover, Ludwig Göransson, Riley Mackin & Ruben Rivera, engenheiros/misturadores; Donald Glover & Ludwig Göransson, compositores; Bernie Grundman, engenheiro de masterização | [ 70 ] |
| 2018 | Damn                                                 | Kendrick Lamar          | DJ Dahi, Sounwave & Anthony Tiffith, produtores; Derek "MixedByAli" Ali, James Hunt & Matt Schaeffer, engenheiros/misturadores; Kendrick Duckworth, Dacoury Natche, Mark Spears & Anthony Tiffith, compositores; Mike Bozzi, engenheiro de masterização | [ 70 ] |
| 2018 | 4:44                                                 | Jay-Z                   | Jay-Z & No I.D., produtores; Jimmy Douglass & Gimel "Young Guru" Keaton, engenheiros/misturadores; Shawn Carter & Dion Wilson, compositores; Dave Kutch, engenheiro de masterização | [ 70 ] |
| 2018 | Melodrama                                            | Lorde                   | Jack Antonoff & Lorde, produtores; Serban Ghenea, John Hanes & Laura Sisk, engenheiros/misturadores; Jack Antonoff & Ella Yelich-O'Connor, compositores; Randy Merrill, engenheiro de masterização | [ 70 ] |
| 2019 | Golden Hour                                          | Kacey Musgraves         | Ian Fitchuk, Kacey Musgraves & Daniel Tashian, produtores; Craig Alvin & Shawn Everett, engenheiros/misturadores; Ian Fitchuk, Kacey Musgraves & Daniel Tashian, compositores; Greg Calbi & Steve Fallone, engenheiro de masterizaçãos | [ 71 ] |
| 2019 | Beerbongs & Bentleys                                 | Post Malone             | Louis Bell & Post Malone, produtores; Louis Bell & Manny Marroquin, engenheiros/misturadores; Louis Bell & Austin Post, compositores; Mike Bozzi, engenheiro de masterização | [ 71 ] |
| 2019 | Black Panther: The Album, Music from and Inspired By | Vários artistas         | Kendrick Lamar, artista participante; Kendrick Duckworth & Sounwave, produtores; Matt Schaeffer, engenheiro/misturador; Kendrick Duckworth & Mark Spears, compositores; Mike Bozzi, engenheiro de masterização | [ 71 ] |
| 2019 | By the Way, I Forgive You                            | Brandi Carlile          | Dave Cobb & Shooter Jennings, produtores; Dave Cobb & Eddie Spear, engenheiros/misturadores; Brandi Carlile, Phil Hanseroth & Tim Hanseroth, compositores; Pete Lyman, engenheiro de masterização | [ 71 ] |
| 2019 | Dirty Computer                                       | Janelle Monáe           | Chuck Lightning & Janelle Monáe Robinson & Nate "Rocket" Wonder, produtores; Mick Guzauski, Janelle Monáe Robinson & Nate "Rocket" Wonder, engenheiros/misturadores; Nathaniel Irvin III, Charles Joseph II, Taylor Parks & Janelle Monáe Robinson, compositores; Dave Kutch, engenheiro de masterização | [ 71 ] |
| 2019 | H.E.R.                                               | H.E.R.                  | Darhyl "Hey DJ" Camper Jr., David 'Swagg R'Celious' Harris, H.E.R., Walter Jones & Jeff Robinson, produtores; Miki Tsutsumi, engenheiro/misturador; Darhyl Camper Jr. & H.E.R., compositores; Dave Kutch, engenheiro de masterização | [ 71 ] |
| 2019 | Invasion of Privacy                                  | Cardi B                 | Leslie Brathwaite & Evan LaRay, engenheiros/misturadores; Belcalis Almanzar & Jorden Thorpe, compositores; Colin Leonard, engenheiro de masterização | [ 71 ] |
| 2019 | Scorpion                                             | Drake                   | Noel Cadastre, Noel "Gadget" Campbell & Noah Shebib, engenheiros/misturadores; Aubrey Graham & Noah Shebib, compositores; Chris Athens, engenheiro de masterização | [ 71 ] |

### Década de 2020

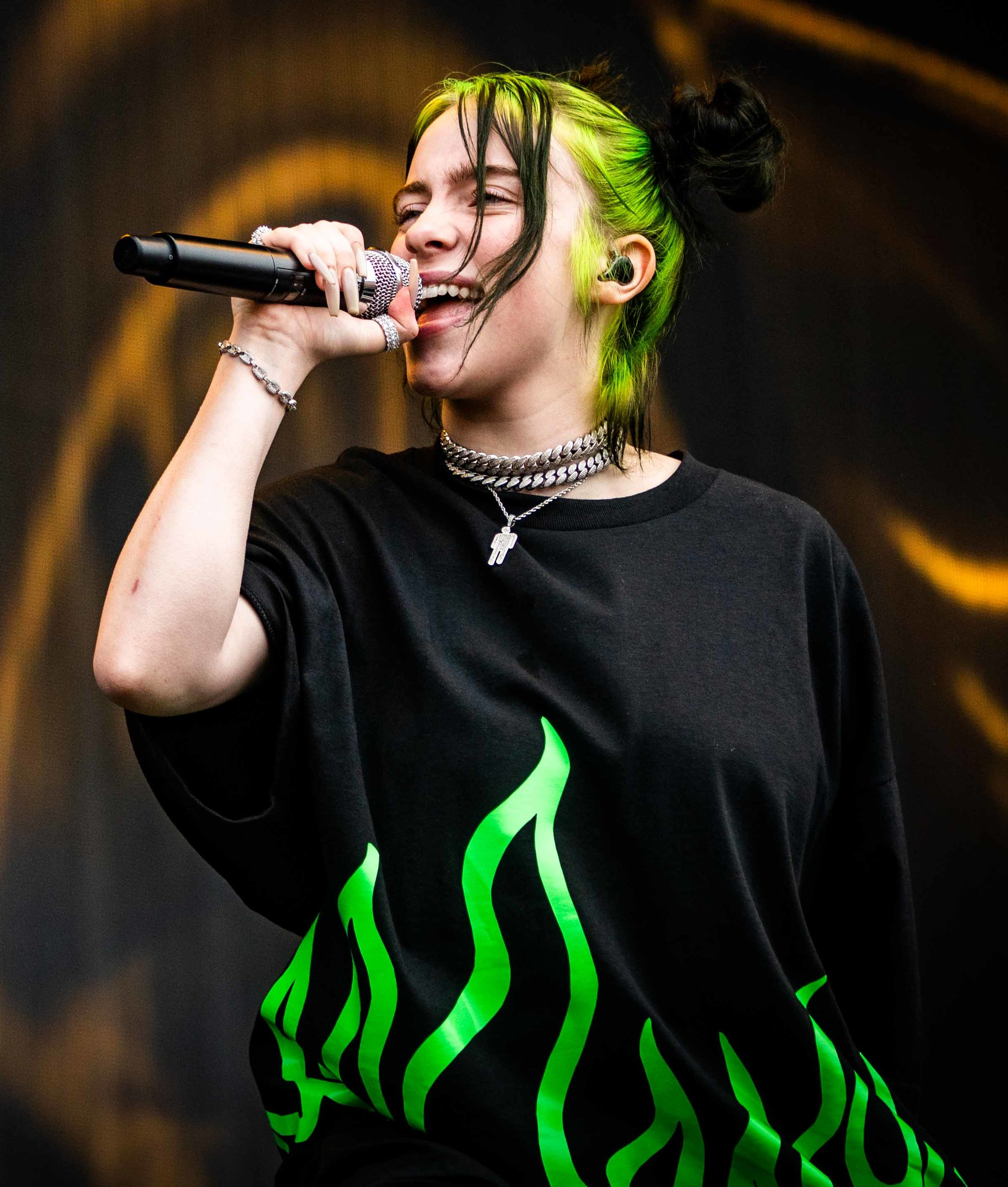
Billie Eilish é a artista principal mais jovem a vencer na categoria, vencendo com seu álbum de estreia When We All Fall Asleep, Where Do We Go? em 2020, aos 18 anos.

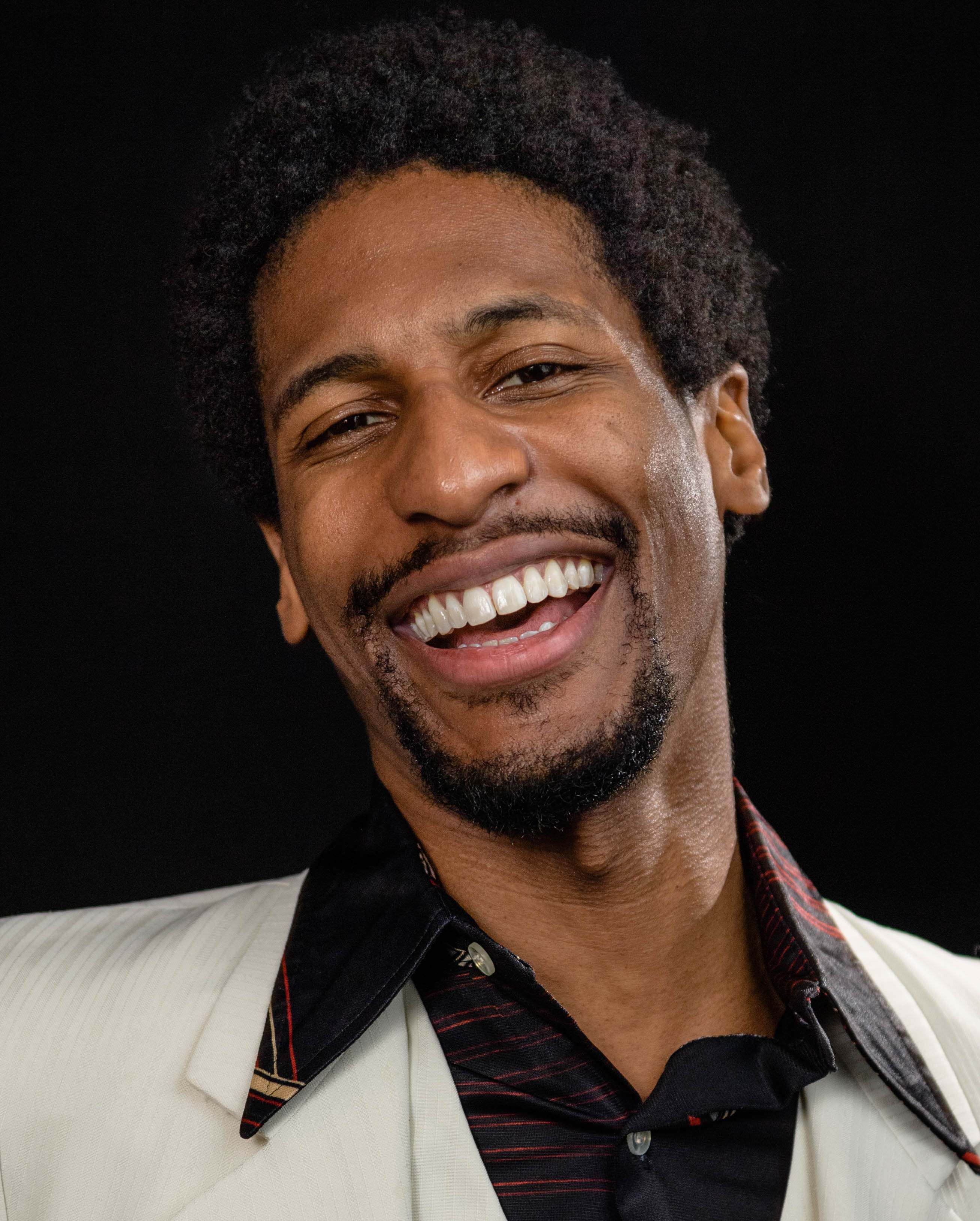
Jon Batiste venceu por We Are em 2022.

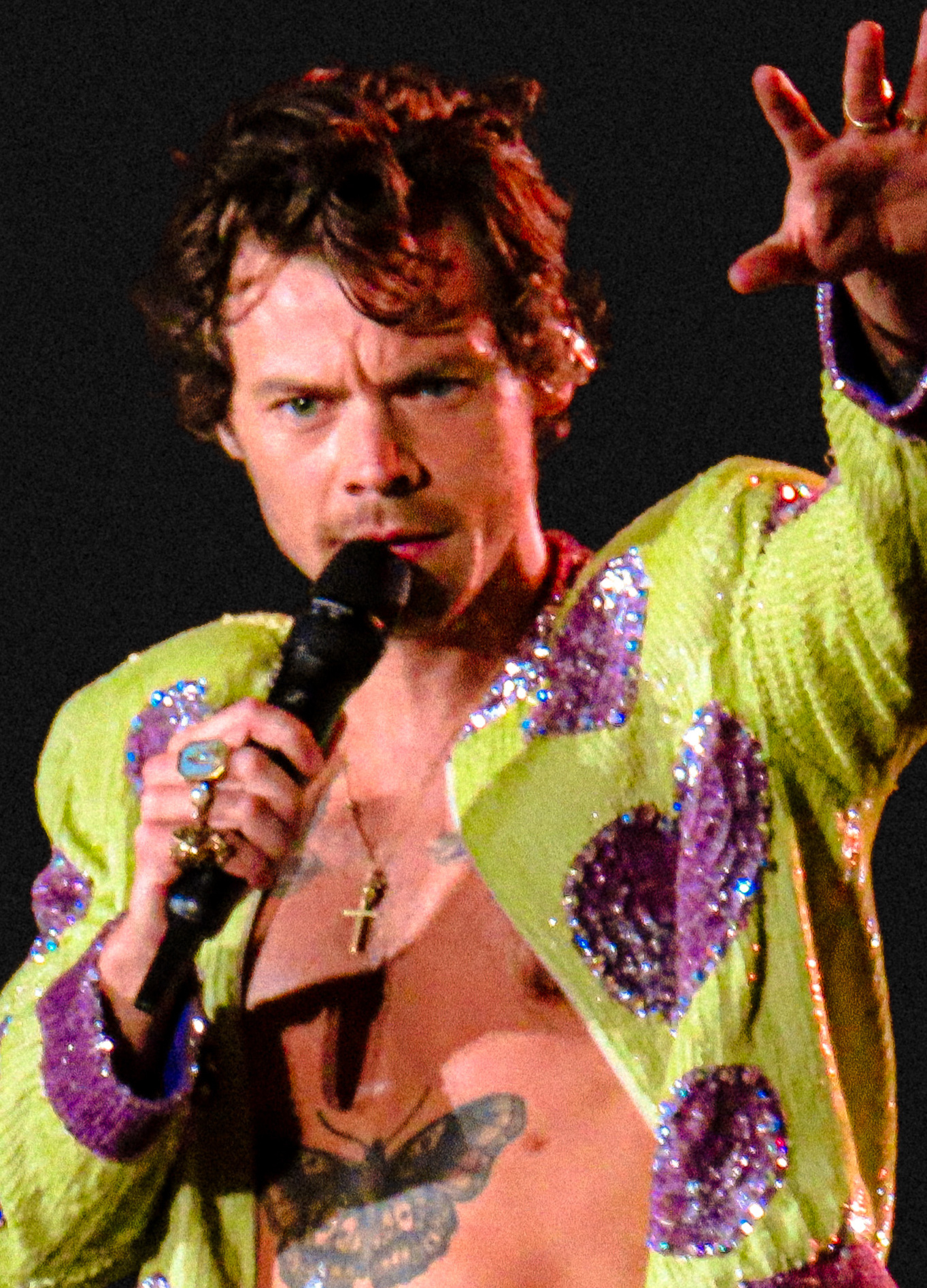
Harry Styles venceu por Harry's House em 2023.

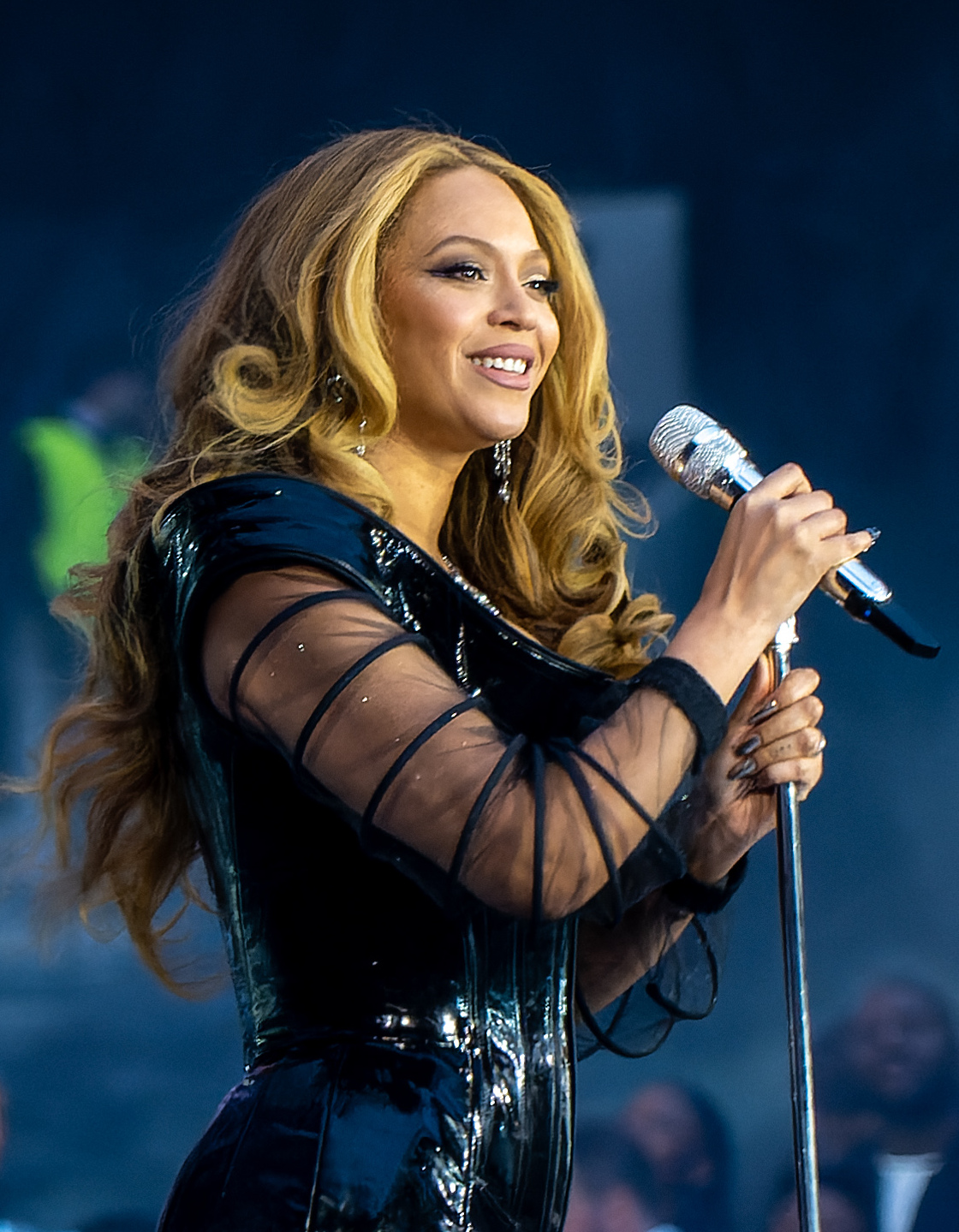
Beyoncé venceu por Cowboy Carter em 2025.

| Ano  | Álbum                                               | Artista(s)               | Equipe de produção | Ref.   |
| ---- | --------------------------------------------------- | ------------------------ | --- | ------ |
| 2020 | When We All Fall Asleep, Where Do We Go?            | Billie Eilish            | Finneas O'Connell, produtor; Rob Kinelski & Finneas O'Connell, engenheiros/misturadores; Billie Eilish O'Connell & Finneas O'Connell, compositores; John Greenham, engenheiro de masterização | [ 72 ] |
| 2020 | Cuz I Love You (Deluxe)                             | Lizzo                    | Ricky Reed, produtor; Manny Marroquin & Ethan Shumaker, engenheiros/misturadores; Eric Frederic & Melissa Jefferson, compositores; Chris Gehringer, engenheiro de masterização | [ 72 ] |
| 2020 | Father of the Bride                                 | Vampire Weekend          | Ezra Koenig & Ariel Rechtshaid, produtores; John DeBold, Chris Kasych, Takemasa Kosaka, Ariel Rechtshaid & Hiroya Takayama, engenheiros/misturadores; Ezra Koenig, compositor; Emily Lazar, engenheiro de masterização | [ 72 ] |
| 2020 | I, I                                                | Bon Iver                 | Brad Cook, Chris Messina & Justin Vernon, produtores; Zach Hansen & Chris Messina, engenheiros/misturadores; BJ Burton, Brad Cook & Justin Vernon, compositores; Greg Calbi, engenheiro de masterização | [ 72 ] |
| 2020 | I Used to Know Her                                  | H.E.R.                   | David "Swagg R'Celious" Harris, H.E.R., Walter Jones & Jeff Robinson, produtores; Miki Tsutsumi, engenheiro/misturador; Sam Ashworth, Jeff "Gitty" Gitelman, David "Swagg R'Celious" Harris & H.E.R., compositores; Colin Leonard, engenheiro de masterização | [ 72 ] |
| 2020 | Norman Fucking Rockwell!                            | Lana Del Rey             | Jack Antonoff & Lana Del Rey, produtores; Jack Antonoff & Laura Sisk, engenheiros/misturadores; Jack Antonoff & Lana Del Rey, compositores; Chris Gehringer, engenheiro de masterização | [ 72 ] |
| 2020 | 7                                                   | Lil Nas X                | Joe Grasso, engenheiro/misturador; Montero Lamar Hill, compositor; Eric Lagg, engenheiro de masterização | [ 72 ] |
| 2020 | Thank U, Next                                       | Ariana Grande            | Tommy Brown, Ilya, Max Martin & Victoria Monet, produtores; Serban Ghenea & Brendan Morawski, engenheiros/misturadores; Tommy Brown, Ariana Grande, Savan Kotecha, Max Martin, Victoria Monet, Tayla Parx & Ilya Salmanzadeh, compositores; Randy Merrill, engenheiro de masterização | [ 72 ] |
| 2021 | Folklore                                            | Taylor Swift             | Joe Alwyn, Jack Antonoff, Aaron Dessner & Taylor Swift, produtores; Jack Antonoff, Aaron Dessner, Serban Ghenea, John Hanes, Jonathan Low & Laura Sisk, engenheiros/misturadores; Aaron Dessner & Taylor Swift, compositores; Randy Merrill, engenheiro de masterização | [ 73 ] |
| 2021 | Black Pumas (Deluxe Edition)                        | Black Pumas              | Jon Kaplan & Adrian Quesada, produtores; Adrian Quesada, Jacob Sciba, Stuart Sikes & Erik Wofford, engenheiros/misturadores; Eric Burton & Adrian Quesada, compositores; JJ Golden, engenheiro de masterização | [ 73 ] |
| 2021 | Chilombo                                            | Jhené Aiko               | Fisticuffs & Julian-Quán Việt Lê, produtores; Fisticuffs, Julian-Quán Việt Lê, Zeke Mishanec, Christian Plata & Gregg Rominiecki, engenheiros/misturadores; Jhené Aiko Efuru Chilombo, Julian-Quán Việt Lê, Maclean Robinson & Brian Keith Warfield, compositores; Dave Kutch, engenheiro de masterização | [ 73 ] |
| 2021 | Djesse Vol. 3                                       | Jacob Collier            | Jacob Collier, produtor; Ben Bloomberg & Jacob Collier, engenheiros/misturadores; Jacob Collier, compositor; Chris Allgood & Emily Lazar, engenheiros de masterização | [ 73 ] |
| 2021 | Everyday Life                                       | Coldplay                 | Daniel Green, Bill Rahko & Rik Simpson, produtores; Mark “Spike” Stent, engenheiro/misturador; Guy Berryman, Jonny Buckland, Will Champion & Chris Martin, compositores; Emily Lazar, engenheiro de masterização | [ 73 ] |
| 2021 | Future Nostalgia                                    | Dua Lipa                 | Koz, produtor; Josh Gudwin & Cameron Gower Poole, engenheiros/misturadores; Clarence Coffee Jr. & Dua Lipa, compositores; Chris Gehringer, engenheiro de masterização | [ 73 ] |
| 2021 | Hollywood's Bleeding                                | Post Malone              | Louis Bell & Frank Dukes, produtores; Louis Bell & Manny Marroquin, engenheiros/misturadores; Louis Bell, Adam Feeney, Austin Post & Billy Walsh, compositores; Mike Bozzi, engenheiro de masterização | [ 73 ] |
| 2021 | Women in Music Pt. III                              | Haim                     | Rostam Batmanglij, Danielle Haim & Ariel Rechtshaid, produtores; Rostam Batmanglij, Jasmine Chen, John DeBold, Matt DiMona, Tom Elmhirst, Joey Messina-Doerning & Ariel Rechtshaid, engenheiros/misturadores; Rostam Batmanglij, Alana Haim, Danielle Haim, Este Haim & Ariel Rechtshaid, compositores; Emily Lazar, engenheiro de masterização | [ 73 ] |
| 2022 | We Are                                              | Jon Batiste              | Craig Adams, David Gauthier, Braedon Gautier, Brennon Gautier, Gospel Soul Children Choir, Hot 8 Brass Band, PJ Morton, Autumn Rowe, Zadie Smith, St. Augustine High School Marching 100 & Trombone Shorty, artistas participantes; Jon Batiste, Mikey Freedom Hart, King Garbage, Kizzo, Sunny Levine, Nate Mercereau, David Pimentel, Ricky Reed, Autumn Rowe, Jahaan Sweet & Nick Waterhouse, produtores; Batiste, Russ Elevado, Mischa Kachkachishvili, Kizzo, Joseph Lorge, Manny Marroquin, Pimentel, Reed, Jaclyn Sanchez, Matt Vertere, Marc Whitmore & Alex Williams, engenheiros/misturadores; Andrae Alexander, Troy Andrews, Batiste, Zach Cooper, Vic Dimotsis, Eric Frederic, Kizzo, Levine, Steve McEwan, Morton, Rowe & Mavis Staples, compositores; Emerson Mancini, engenheiro de masterização | [ 74 ] |
| 2022 | Back of My Mind                                     | H.E.R.                   | Chris Brown, Cordae, DJ Khaled, Lil Baby, Thundercat, Bryson Tiller, Ty Dolla $ign, YG & Yung Bleu, artistas participantes; Tarik Azzouz, Bordeaux, Nelson Bridges, DJ Camper, Cardiak, Cardo, Chi Chi, Steven J. Collins, Flip, Jeff "Gitty" Gitelman, Grades, H.E.R., Hit-Boy, Rodney "Darkchild" Jerkins, Walter Jones, Kaytranada, DJ Khaled, Mario Luciano, Mike Will Made-It, NonNative, Nova Wav, Scribz Riley, Jeff Robinson, Streetrunner, Hue Strother, Asa Taccone, Thundercat, Thurdi & Wu10, produtores; Rafael Fai Bautista, Luis Bordeaux, Dee Brown, Anthony Cruz, Ayanna Depas, Morning Estrada, Chris Galland, H.E.R., Jaycen Joshua, Kaytranada, Derek Keota, Omar Loya, Manny Marroquin, Tim McClain, Juan "AyoJuan" Peña, Micah Petit, Patrizio Pigliapoco, Alex Pyle, Jaclyn Sanchez, Miki Tsutsumi & Tito "Earcandy" Vasquez, engenheiros/misturadores; Denisia “Blu June” Andrews, Nasri Atweh, Tarik Azzouz, Stacy Barthe, Jeremy Biddle, Nelson “Keyz” Bridges, Chris Brown, Stephen Bruner, Darhyl Camper Jr., Luis Campozano, Louis Kevin Celestin, Anthony Clemons Jr., Steven J. Collins, Ronald “Flip” Colson, Brittany “Chi” Coney, Elijah Dias, Cordae Dunston, Jeff Gitelman, Tyrone Griffin Jr., Priscilla “Priscilla Renea” Hamilton, H.E.R., Charles A. Hinshaw, Chauncey Hollis, Latisha Twana Hyman, Keenon Daequan Ray Jackson, Rodney Jerkins, Dominique Jones, Khaled Khaled, Ron Latour, Gamal “Lunchmoney” Lewis, Mario Luciano, Carl McCormick, Leon McQuay III, Julia Michaels, Maxx Moore, Vurdell “V. Script” Muller, Chidi Osondu, Karriem Riggins, Mike “Scribz” Riley, Seandrea Sledge, Hue Strother, Asa Taccone, Tiara Thomas, Bryson Tiller, Daniel James Traynor, Brendan Walsh, Nicholas Warwar, Jabrile Hashim Willliams, Michael L. Williams II, Robert Williams & Kelvin Wooten, compositores; Dave Kutch & Colin Leonard, engenheiros de masterização | [ 74 ] |
| 2022 | Donda                                               | Kanye West               | Baby Keem, Chris Brown, Conway The Machine, DaBaby, Jay Electronica, Fivio Foreign, Westside Gunn, JAY-Z, Syleena Johnson, Kid Cudi, Lil Baby, Lil Durk, Lil Yachty, The LOX, Marilyn Manson, Playboi Carti, Pop Smoke, Roddy Ricch, Rooga, Travis Scott, Shenseea, Swizz Beatz, Young Thug, Don Toliver, Ty Dolla $ign, Vory & The Weeknd, artistas participantes; Allday, Audi, AyoAA, Roark Bailey, Louis Bell, Jeff Bhasker, Boi-1da, BoogzDaBeast, Warryn Campbell, Cubeatz, David & Eli, Mike Dean, Dem Jointz, Digital Nas, DJ Khalil, DrtWrk, 88-Keys, E*vax, FnZ, Gesaffelstein, Nikki Grier, Cory Henry, Ronny J, DJ Khalil, Wallis Lane, Digital Nas, Nascent, Ojivolta, Shuko, Sloane, Sean Solymar, Sucuki, Arron “Arrow” Sunday, Swizz Beatz, Zen Tachi, 30 Roc, Bastian Völkel, Mia Wallis, Kanye West, Wheezy & Jason White, produtores; Josh Berg, Todd Bergman, Rashade Benani Bevel Sr., Will Chason, Dem Jointz, Irko, Jess Jackson, Nagaris Johnson, Shin Kamiyama, Gimel "Young Guru" Keaton, James Kelso, Scott McDowell, Kalam Ali Muttalib, Jonathan Pfarr, Jonathan Pfzar, Drrique Rendeer, Alejandro Rodriguez-Dawson, Mikalai Skrobat, Devon Wilson & Lorenzo Wolff, engenheiros/misturadores; Dwayne Abernathy Jr., Elpadaro F. Electronica Allah, Aswad Asif, Roark Bailey, Durk Banks, Sam Barsh, Christoph Bauss, Louis Bell, Jeff Bhasker, Isaac De Boni, Christopher Brown, Jahshua Brown, Tahrence Brown, Aaron Butts, Warryn Campbell, Hykeem Carter Jr., Jordan Terrell Carter, Shawn Carter, Denzel Charles, Raul Cubina, Isaac De Boni, Kasseem Dean, Michael Dean, Tim Friedrich, Wesley Glass, Samuel Gloade, Kevin Gomringer, Tim Gomringer, Tyrone Griffin Jr., Jahmal Gwin, Cory Henry, Tavoris Javon Hollins Jr., Larry Hoover Jr., Bashar Jackson, Sean Jacob, Nima Jahanbin, Paimon Jahanbin, Syleena Johnson, Dominique Armani Jones, Eli Klughammer, Chinsea Lee, Mike Lévy, Evan Mast, Mark Mbogo, Miles McCollum, Josh Mease, Scott Medcudi, Brian Miller, Rodrick Wayne Moore Jr., Michael Mulé, Mark Myrie, Charles M. Njapa, Nasir Pemberton, Carlos St. John Phillips, Jason Phillips, Khalil Abdul Rahman, Laraya Ashlee Robinson, Christopher Ruelas, David Ruoff, Maxie Lee Ryles III, Matthew Samuels, Daniel Seeff, Eric Sloan Jr., Sean Solymar, Ronald O’Neill Spence Jr., David Styles, Michael Suski, Aqeel Tate, Abel Makkonen Tesfaye, Caleb Zackery Toliver, Bastian Völkel, Brian Hugh Warner, Jacques Webster II, Kanye West, Orlando Wilder, Jeffery Williams & Mark Williams, compositores; Irko, engenheiro de masterização | [ 74 ] |
| 2022 | Evermore                                            | Taylor Swift             | Bon Iver, Haim & The National, artistas participantes; Jack Antonoff, Aaron Dessner, Bryce Dessner & Taylor Swift, produtores; Thomas Bartlett, JT Bates, Robin Baynton, Stuart Bogie, Gabriel Cabezas, CJ Camerieri, Aaron Dessner, Bryce Dessner, Scott Devendorf, Matt DiMona, Jon Gautier, Trevor Hagen, Mikey Freedom Hart, Sean Hutchinson, Josh Kaufman, Benjamin Lanz, Nick Lloyd, Jonathan Low, James McAlister, Dave Nelson, Sean O'Brien, Ryan Olson, Ariel Rechtshaid, Kyle Resnick, Laura Sisk, Evan Smith, Alex Sopp & Justin Vernon, engenheiros/misturadores; Jack Antonoff, William Bowery, Aaron Dessner, Bryce Dessner, Taylor Swift & Justin Vernon, compositores; Greg Calbi & Steve Fallone, engenheiros de masterização | [ 74 ] |
| 2022 | Happier Than Ever                                   | Billie Eilish            | Finneas, produtor; Billie Eilish, Finneas & Rob Kinelski, engenheiros/misturadores; Eilish & Finneas, compositores; John Greenham & Dave Kutch, engenheiros de masterização | [ 74 ] |
| 2022 | Justice (Triple Chucks Deluxe)                      | Justin Bieber            | Beam, Benny Blanco, Burna Boy, Daniel Caesar, Chance The Rapper, DaBaby, Dominic Fike, Giveon, Jaden, Tori Kelly, Khalid, The Kid Laroi, Lil Uzi Vert & Quavo, artistas participantes; Amy Allen, Louis Bell, Jon Bellion, Bieber, Blanco, BMW Kenny, Capi, Dreamlab, DVLP, Jason Evigan, Finneas, The Futuristics, German, Josh Gudwin, Jimmie Gutch, Harv, Marvin "Tony" Hemmings, Ilya, Rodney "Darkchild" Jerkins, Stefan Johnson, KCdaproducer, Denis Kosiak, The Monsters & Strangerz, Jorgen Odegard, Michael Pollack, Poo Bear, Shndo, Skrillex, Jake Torrey, Trackz, Andrew Watt & Ido Zmishlany, produtores; Cory Bice, Blanco, Kevin "Capi" Carbo, Edwin Diaz, DJ Durel, Dreamlab, Finneas, Josh Gudwin, Sam Holland, Daniel James, Antonio Kearney, Denis Kosiak, Paul LaMalfa, Jeremy Lertola, Devin Nakao, Chris "Tek" O'Ryan, Andres Osorio, Micah Pettit & Benjamin Thomas, engenheiros/misturadores; Allen, Delacey (Brittany Amaradio), Bell, Jonathan Bellion, Chancelor Johnathon Bennett, Bieber, David Bowden, Jason Boyd, Scott Braun, Tommy Lee Brown, Valentin Brunn, Kevin Carbo, Kenneth Coby, Kevin Coby, Raul Cubina, Jordan Douglas, Giveon Dezmann Evans, Jason Evigan, Dominic David Fike, Kameron Glasper, Jacob Greenspan, Josh Gudwin, James Gutch, Scott Harris, Bernard Harvey, Leah Haywood, Gregory Aldae Hein, Marvin Hemmings, Jeffrey Howard, Alexander Izquierdo, Daniel James, Jace Logan Jennings, Rodney Jerkins, Jordan K. Johnson, Stefan Johnson, Anthony M. Jones, Antonio Kearney, Charlton Kenneth, Joe Khajadourian, Felisha "Fury" King, Jonathan Lyndale Kirk, Matthew Sean Leon, Benjamin Levin, Marcus Lomax, Quavious Keyate Marshall, Luis Manuel Martinez Jr., Sonny Moore, Finneas O’Connell, Jorgen Odegard, Damini Ebunoluwa Ogulu, Tayla Parx, Oliver Peterhof, Whitney Phillips, Michael Pollack, Khalid Donnel Robinson, Ilya Salmanzadeh, Alex Schwartz, Tia Scola, Aaron Simmonds, Ashton Simmonds, Gian Stone, Ali Tamposi, Ryan Tedder, Tyshane Thompson, Jake Torrey, Billy Walsh, Freddy Wexler, Symere Woods, Andrew Wotman, Rami Yacoub, Keavan Yazdani, Bigram Zayas & Ido Zmishlany, compositores; Colin Leonard, engenheiro de masterização | [ 74 ] |
| 2022 | Love for Sale                                       | Tony Bennett & Lady Gaga | Dae Bennett, produtor; Bennett, Josh Coleman & Billy Cumella, engenheiros/misturadores; Greg Calbi & Steve Fallone, engenheiros de masterização | [ 74 ] |
| 2022 | Montero                                             | Lil Nas X                | Miley Cyrus, Doja Cat, Jack Harlow, Elton John & Megan Thee Stallion, artistas participantes; Take a Daytrip, John Cunningham, Omer Fedi, Kuk Harrell, Jasper Harris, KBeaZy, Carter Lang, Nick Lee, Roy Lenzo, Tom Levesque, Jasper Sheff, Blake Slatkin, Drew Sliger, Take A Daytrip, Ryan Tedder & Kanye West, produtores; Denzel Baptiste, David Biral, Jon Castelli, John Cunningham, Jelli Dorman, Tom Elmhirst, Serban Ghenea, Kuk Harrell, Roy Lenzo, Manny Marroquin, Nickie Jon Pabon, Patrizio 'Teezio' Pigliapoco, Blake Slatkin, Drew Sliger, Ryan Tedder & Joe Visciano, engenheiros/misturadores; Keegan Bach, Denzel Baptiste, David Biral, John Cunningham, Miley Cyrus, Amala Zandile Dlamini, Omer Fedi, Vincent Goodyer, Jack Harlow, Jasper Harris, Montero Hill, Isley Juber, Carter Lang, Nick Lee, Roy Lenzo, Thomas James Levesque, Andrew Luce, Michael Olmo, Jasper Sheff, Blake Slatkin, Ryan Tedder, William K. Ward & Kanye West, compositores; Chris Gehringer, Eric Lagg & Randy Merrill, engenheiros de masterização | [ 74 ] |
| 2022 | Planet Her (Deluxe)                                 | Doja Cat                 | Eve, Ariana Grande, Gunna, JID, SZA, The Weeknd & Young Thug, artistas participantes; Aaron Bow, Rogét Chahayed, Crate Classics, Digi, Dr. Luke, Fallen, Mayer Hawthorne, Mike Hector, Linden Jay, Aynzli Jones, Kurtis McKenzie, Jason Quenneville, Reef, Khaled Rohaim, Al Shux, Sully, tizhimself, Yeti Beats & Y2K, produtores; Rob Bisel, Jesse Ray Ernster, Serban Ghenea, Clint Gibbs, Rian Lewis, NealHPogue, Tyler Sheppard, Kalani Thompson, Joe Visciano & Jeff Ellis Worldwide, engenheiros/misturadores; Ilana Armida, Aaron Bow, Rogét Chahayed, Jamil Chammas, Sheldon Yu-Ting Cheung, Antwoine Collins, Amala Zandile Dlamini, Lukasz Gottwald, Ariana Grande, Mayer Hawthorne, Mike Hector, Aaron Horn, Taneisha Damielle Jackson, Linden Jay, Eve Jihan Jeffers, Aynzli Jones, Sergio Kitchens, Carter Lang, Siddharth Mallick, Maciej Margol-Gromada, Kurtis McKenzie, Jidenna Mobisson, Gerard A. Powell II, Geordan Reid-Campbell, Khaled Rohaim, Destin Route, Solána Rowe, Laura Roy, Al Shuckburgh, David Sprecher, Ari Starace, Lee Stashenko, Abel Tesfaye, Rob Tewlow & Jeffery Lamar Williams, compositores; Dale Becker & Mike Bozzi, engenheiros de masterização | [ 74 ] |
| 2022 | Sour                                                | Olivia Rodrigo           | Alexander 23, Daniel Nigro & Olivia Rodrigo, produtores; Ryan Linvill, Mitch McCarthy & Daniel Nigro, engenheiros/misturadores; Daniel Nigro, Olivia Rodrigo & Casey Smith, compositores; Randy Merrill, engenheiro de masterização | [ 74 ] |
| 2023 | Harry's House                                       | Harry Styles             | Tyler Johnson, Kid Harpoon & Sammy Witte, produtores; Jeremy Hatcher, Oli Jacobs, Nick Lobel, Spike Stent & Sammy Witte, engenheiros/misturadores; Amy Allen, Tobias Jesso, Jr., Tyler Johnson, Kid Harpoon, Mitch Rowland, Harry Styles & Sammy Witte, compositores; Randy Merrill, engenheiro de masterização | [ 75 ] |
| 2023 | 30                                                  | Adele                    | Shawn Everett, Ludwig Göransson, Inflo, Tobias Jesso, Jr., Greg Kurstin, Max Martin, Joey Pecoraro & Shellback, produtores; Julian Burg, Steve Churchyard, Tom Elmhirst, Shawn Everett, Serban Ghenea, John Hanes, Sam Holland, Michael Ilbert, Inflo, Greg Kurstin, Riley Mackin & Lasse Mårtén, engenheiros/misturadores; Adele Adkins, Ludwig Göransson, Dean Josiah Cover, Tobias Jesso, Jr., Greg Kurstin, Max Martin & Shellback, compositores; Randy Merrill, engenheiro de masterização | [ 75 ] |
| 2023 | Good Morning Gorgeous                               | Mary J. Blige            | DJ Khaled, Dave East, Fabolous, Fivio Foreign, Griselda, H.E.R., Jadakiss, Moneybagg Yo, Ne-Yo, Anderson .Paak, Remy Ma & Usher, artistas participantes; Alissia, Tarik Azzouz, Bengineer, Blacka Din Me, Rogét Chahayed, Cool & Dre, Ben Billions, DJ Cassidy, DJ Khaled, D'Mile, Wonda, BongoBytheway, H.E.R., Hostile Beats, Eric Hudson, London on da Track, Leon Michels, Nova Wav, Anderson.Paak, Sl!Mwav, Streetrunner, Swizz Beatz & J. White Did It, produtores; Derek Ali, Ben Chang, Luis Bordeaux, Bryce Bordone, Lauren D'Elia, Chris Galland, Serban Ghenea, Akeel Henry, Jaycen Joshua, Pat Kelly, Jhair Lazo, Shamele Mackie, Manny Marroquin, Dave Medrano, Ari Morris, Parks, Juan Peña, Ben Sedano, Kev Spencer, Julio Ulloa & Jodie Grayson Williams, engenheiros/misturadores; Alissia Beneviste, Denisia "Blu June" Andrews, Archer, Bianca Atterberry, Tarik Azzouz, Mary J. Blige, David Brewster, David Brown, Shawn Butler, Rogét Chahayed, Ant Clemons, Brittany "Chi" Coney, Kasseem Dean, Benjamin Diehl, DJ Cassidy, Jocelyn Donald, Jerry Duplessis, Uforo Ebong, Dernst Emile II, John Jackson, Gabriella Wilson, Shawn Hibbler, Charles A. Hinshaw, Jamie Hurton, Eric Hudson, Jason Phillips, Khaled Khaled, London Holmes, Andre "Dre" Christopher Lyon, Reminisce Mackie, Leon Michels, Jerome Monroe, Jr., Kim Owens, Brandon Anderson, Jeremie "Benny The Butcher" Pennick, Demond "Conway The Machine" Price, Peter Skellern, Shaffer Smith, Nicholas Warwar, Deforrest Taylor, Tiara Thomas, Marcello "Cool" Valenzano, Alvin "Westside Gunn" Worthy, Anthony Jermaine White & Leon Youngblood, compositores | [ 75 ] |
| 2023 | In These Silent Days                                | Brandi Carlile           | Lucius, artista participante; Dave Cobb & Shooter Jennings, produtores; Brandon Bell, Dave Cobb, Tom Elmhirst, Michael Harris & Shooter Jennings, engenheiros/misturadores; Brandi Carlile, Dave Cobb, Phil Hanseroth & Tim Hanseroth, compositores; Pete Lyman, engenheiro de masterização | [ 75 ] |
| 2023 | Mr. Morale & the Big Steppers                       | Kendrick Lamar           | Baby Keem, Blxst, Sam Dew, Ghostface Killah, Beth Gibbons, Kodak Black, Tanna Leone, Taylour Paige, Amanda Reifer, Sampha & Summer Walker, artistas participantes; The Alchemist, Baby Keem, Craig Balmoris, Beach Noise, Bekon, Boi-1da, Cardo, Dahi, DJ Khalil, FnZ, Frano, Sergiu Gherman, Emile Haynie, Johnny Juliano, J.LBS, Mario Luciano, OKLAMA, Timothy Maxie, Rascal, Sounwave, Jahaan Sweet, Tae Beast, Duval Timothy & Pharrell Williams, produtores; Derek Ali, Matt Anthony, Beach Noise, Rob Bisel, David Bishop, Troy Bourgeois, Andrew Boyd, Ray Charles Brown Jr., Derek Garcia, Chad Gordon, James Hunt, Johnny Kosich, Mike Larson, Manny Marroquin, Erwing Olivares, Tyler Reese, Raymond J Scavo III, Matt Schaeffer, Cyrus Taghipour, Johnathan Turner & Joe Visciano, engenheiros/misturadores; Khalil Abdul-Rahman, Hykeem Carter, Craig Balmoris, Beach Noise, Daniel Tannenbaum, Daniel Tannenbaum, Stephen Lee Bruner, Matthew Burdette, Isaac John De Boni, Sam Dew, Anthony Dixson, Victor Ekpo, Sergiu Gherman, Dennis Coles, Beth Gibbons, Frano Huett, Stuart Johnson, John Julian, Bill K. Kapri, Jake Kosich, Johnny Kosich, Daniel Krieger, Kendrick Lamar, Ronald LaTour, Mario Luciano, Daniel Alan Maman, Timothy Maxie, Danny McKinney, Michael John Mulé, D. Natche, OKLAMA, Jason Pounds, Rascal, Tyler Reese, Amanda Reifer, Ely Rise, Matthew Samuels, Avante Santana, Matt Schaeffer, Sampha Sisay, Mark Spears, Homer Steinweiss, Jahaan Akil Sweet, Donte Lamar Perkins, Duval Timothy, Summer Walker & Pharrell Williams, compositores; Emerson Mancini, engenheiro de masterização | [ 75 ] |
| 2023 | Music of the Spheres                                | Coldplay                 | BTS, Jacob Collier, Selena Gomez & We Are KING, artistas participantes; Jacob Collier, Daniel Green, Oscar Holter, Jon Hopkins, Max Martin, Metro Boomin, Kang Hyo-Won, Bill Rahko, Bart Schoudel, Rik Simpson, Paris Strother & We Are KING, produtores; Guy Berryman, Jonny Buckland, Will Champion, Jacob Collier, The Dream Team, Duncan Fuller, Serban Ghenea, Daniel Green, John Hanes, Jon Hopkins, Michael Ilbert, Max Martin, Bill Rahko, Bart Schoudel, Rik Simpson & Paris Strother, engenheiros/misturadores; Guy Berryman, Jonny Buckland, Denise Carite, Will Champion, Jacob Collier, Derek Dixie, Sam Falson, Stephen Fry, Daniel Green, Oscar Holter, Jon Hopkins, Jung Ho-Seok, Chris Martin, Max Martin, John Metcalfe, Leland Tyler Wayne, Bill Rahko, Kim Nam-Joon, Jesse Rogg, Davide Rossi, Rik Simpson, Amber Strother, Paris Strother, Min Yoon-Gi, Federico Vindver & Olivia Waithe, compositores; Randy Merrill, engenheiro de masterização | [ 75 ] |
| 2023 | Renaissance                                         | Beyoncé                  | Beam, Grace Jones & Tems, artistas participantes; Jameil Aossey, Bah, Beam, Beyoncé, BloodPop, Boi-1da, Cadenza, Al Cres, Mike Dean, Honey Dijon, Kelman Duran, Harry Edwards, Terius "The-Dream" Gesteelde-Diamant, Ivor Guest, GuiltyBeatz, Hit-Boy, Jens Christian Isaksen, Leven Kali, Lil Ju, MeLo-X, No I.D., Nova Wav, Chris Penny, P2J, Rissi, S1a0, Raphael Saadiq, Neenyo, Skrillex, Luke Solomon, Christopher "Tricky" Stewart, Jahaan Sweet, Syd, Sevn Thomas, Sol Was & Stuart White, produtores; Chi Coney, Russell Graham, Guiltybeatz, Brandon Harding, Hotae Alexander Jang, Chris McLaughlin, Delroy "Phatta" Pottinger, Andrea Roberts, Steve Rusch, Jabbar Stevens & Stuart White, engenheiros/misturadores; Denisia "@Blu June" Andrews, Danielle Balbuena, Tyshane Thompson, Kevin Marquis Bellmon, Sydney Bennett, Beyoncé, Michael Tucker, Atia Boggs p/k/a Ink, Dustin Bowie, David Debrandon Brown, S. Carter, Nija Charles, Sabrina Claudio, Solomon Fagenson Cole, Brittany "@Chi_Coney" Coney, Alexander Guy Cook, Lavar Coppin, Almando Cresso, Mike Dean, Saliou Diagne, Darius Dixson, Jocelyn Donald, Jordan Douglas, Aubrey Drake Graham, Kelman Duran, Terius "The-Dream" Gesteelde-Diamant, Dave Giles II, Derrick Carrington Gray, Nick Green, Larry Griffin Jr, Ronald Banful, Dave Hamelin, Aviel Calev Hirschfield, Chauncey Hollis, Jr., Ariowa Irosogie, Leven Kali, Ricky Lawson, Tizita Makuria, Julian Martrel Mason, Daniel Memmi, Cherdericka Nichols, Ernest "No I.D." Wilson, Temilade Openiyi, Patrick Paige II, Christopher Lawrence Penny, Michael Pollack, Richard Isong, Honey Redmond, Derek Renfroe, Morten Ristorp, Nile Rodgers, Oliver Rodigan, Raphael Saadiq, Matthew Samuels, Sean Seaton, Skrillex, Corece Smith, Luke Francis Matthew Solomon, Jabbar Stevens, Christopher A. Stewart, Jahaan Sweet, Rupert Thomas, Jr. & Jesse Wilson, compositores; Colin Leonard, engenheiro de masterização | [ 75 ] |
| 2023 | Special                                             | Lizzo                    | Benny Blanco, Quelle Chris, Daoud, Omer Fedi, ILYA, Kid Harpoon, Ian Kirkpatrick, Max Martin, Nate Mercereau, The Monsters & Strangerz, Phoelix, Ricky Reed, Mark Ronson, Blake Slatkin & Pop Wansel, produtores; Benny Blanco, Bryce Bordone, Jeff Chestek, Jacob Ferguson, Serban Ghenea, Jeremy Hatcher, Andrew Hey, Sam Holland, ILYA, Stefan Johnson, Jens Jungkurth, Patrick Kehrier, Ian Kirkpatrick, Damien Lewis, Bill Malina, Manny Marroquin & Ricky Reed, engenheiros/misturadores; Amy Allen, Daoud Anthony, Jonathan Bellion, Benjamin Levin, Thomas Brenneck, Christian Devivo, Omer Fedi, Eric Frederic, Ilya Salmanzadeh, Melissa Jefferson, Jordan K Johnson, Stefan Johnson, Kid Harpoon, Ian Kirkpatrick, Savan Kotecha, Max Martin, Nate Mercereau, Leon Michels, Nick Movshon, Michael Neil, Michael Pollack, Mark Ronson, Blake Slatkin, Peter Svensson, Gavin Chris Tennille, Theron Makiel Thomas, Andrew Wansel & Emily Warren, compositores; Emerson Mancini, engenheiro de masterização | [ 75 ] |
| 2023 | Un Verano Sin Ti                                    | Bad Bunny                | Rauw Alejandro, Buscabulla, Chencho Corleone, Jhay Cortez, Tony Dize, Bomba Estéreo & The Marías, artistas participantes; BYRD, De La Cruz, Demy & Clipz, Elikai, Hassi, HAZE, Albert Hype, La Paciencia, Cheo Legendary, Richie Lopez, MAG, MagicEnElBeat, Masis, MICK, Jesus Alberto Molina, Mora, Jota Rosa, SCOTT, Subelo Neo, Tainy & ZULIA, produtores; Josh Gudwin & Roberto Rosado, engenheiros/misturadores; Raul Alejandro Ocasio Ruiz, Kamil Assad, Benito Antonio Martinez Ocasio, Julian Quiles Betancourt, Leutrim Bequiri, Raquel Berrios, Abner Jose Cordero Boria, Marco Daniel Borrero, Joaquin Calderon Bravo, Harry Alexis Ramos Cabrera, Joshua Conway, Martin Coogan, Kaled Elikai Cordova, Orlando Javier Valle Vega, Jesus Nieves Cortes, Jose Cruz, Misael De La Cruz, Luis Del Valle, Scott Dittrich, Etienne Gagnon, Jason Garcia, Juan Diego Linares Gonzalez, Nicolas Jara, Ritchie Lopez, Steve Martinez-Funes, Marcos Masis, Michael Masis, Adrian McKinnon, Alberto Carlos Melendez, Jesus Alberto Molina, Freddy Montalvo, Gabriel Mora, Hector Pagan, Darwin Cordale Quinn, Tony Felician Rivera, Jose Raphael Arce Rodriguez, Joel Hernandez Rodriguez, Egbert Rosa, Roberto Rosado, Joselly Rosario, Elena Rose, Liliana Margarita Saumet & Maria Zardoya, compositores; Colin Leonard, engenheiro de masterização | [ 75 ] |
| 2023 | Voyage                                              | ABBA                     | Benny Andersson, produtor; Benny Andersson & Bernard Löhr, engenheiros/misturadores; Benny Andersson & Björn Ulvaeus, compositores; Björn Engelmann, engenheiro de masterização | [ 75 ] |
| 2024 | Midnights                                           | Taylor Swift             | Lana del Rey artista participante; Jack Antonoff & Taylor Swift, produtores; Jack Antonoff, Zem Audu, Serban Ghenea, David Hart, Mikey Freedom Hart, Sean Hutchinson, Ken Lewis, Michael Riddleberger, Laura Sisk & Evan Smith, engenheiros/misturadores; Jack Antonoff & Taylor Swift, compositores; Randy Merrill, engenheiro de masterização | [ 76 ] |
| 2024 | The Age of Pleasure                                 | Janelle Monáe            | Sensei Bueno, Nate "Rocket" Wonder & Nana Kwabena, produtores; Mick Guzauski, Nate "Rocket" Wonder, Jayda Love, Janelle Monáe & Yáng Tan, engenheiros/misturadores; Jarrett Goodly, Nathaniel Irvin III, Janelle Monáe Robinson & Nana Kwabena Tuffuor, compositores; Dave Kutch, engenheiro de masterização | [ 76 ] |
| 2024 | Did You Know That There's a Tunnel Under Ocean Blvd | Lana Del Rey             | Jack Antonoff, Zach Dawes, Lana Del Rey & Drew Erickson, produtores; Jack Antonoff, Michael Harris, Dean Reid & Laura Sisk, engenheiros/misturadores; Jack Antonoff, Lana Del Rey & Mike Hermosa, compositores; Ruairi O'Flaherty, engenheiro de masterização | [ 76 ] |
| 2024 | Endless Summer Vacation                             | Miley Cyrus              | Kid Harpoon, Tyler Johnson & Mike Will Made-It, produtores; Pièce Eatah, Craig Frank, Paul David Hager, Stacy Jones, Brian Rajaratnam & Mark "Spike" Stent, engenheiros/misturadores; Miley Cyrus, Gregory Aldae Hein, Thomas Hull, Tyler Johnson, Michael Len Williams II & Michael Pollack, compositores; Joe LaPorta, engenheiro de masterização | [ 76 ] |
| 2024 | Guts                                                | Olivia Rodrigo           | Dan Nigro, produtor; Serban Ghenea, Sterling Laws, Mitch McCarthy, Dan Nigro, Dave Schiffman, Mark "Spike" Stent, Sam Stewart & Dan Viafore, engenheiros/misturadores; Dan Nigro & Olivia Rodrigo, compositores; Randy Merrill, engenheiro de masterização | [ 76 ] |
| 2024 | The Record                                          | Boygenius                | boygenius & Catherine Marks, produtores; Owen Lantz, Will Maclellan, Catherine Marks, Mike Mogis, Bobby Mota, Kaushlesh "Garry" Purohit & Sarah Tudzin, engenheiros/misturadores; Julien Baker, Phoebe Bridgers & Lucy Dacus, compositores; Pat Sullivan, engenheiro de masterização | [ 76 ] |
| 2024 | SOS                                                 | SZA                      | Rob Bisel, ThankGod4Cody & Carter Lang, produtores; Rob Bisel, engineer/mixer; Rob Bisel, Cody Fayne, Carter Lang & Solána Rowe, compositores; Dale Becker, engenheiro de masterização | [ 76 ] |
| 2024 | World Music Radio                                   | Jon Batiste              | Jon Batiste, Jon Bellion, Nick Cooper, Pete Nappi & Tenroc, produtores; Jon Batiste, Pete Nappi, Kaleb Rollins, Laura Sisk & Marc Whitmore, engenheiros/misturadores; Jon Batiste, Jon Bellion, Jason Cornet & Pete Nappi, compositores; Chris Gehringer, engenheiro de masterização | [ 76 ] |
| 2025 | Cowboy Carter                                       | Beyoncé                  | Beyoncé, Terius “The-Dream” Gesteelde-Diamant & Dave Hamelin, produtores; Matheus Braz, Brandon Harding, Hotae Alexander Jang, Dani Pampuri & Stuart White, engenheiros/misturadores; Ryan Beatty, Beyoncé, Camaron Ochs, Terius “The-Dream” Gesteelde-Diamant, Dave Hamelin, Shawn Carter & Raphael Saadiq, compositores; Colin Leonard, engenheiro de masterização | [ 77 ] |
| 2025 | New Blue Sun                                        | André 3000               | André 3000 & Carlos Niño, produtores; André 3000, Carlos Niño & Ken Oriole, engenheiros/misturadores; André 3000, Surya Botofasina, Nate Mercereau & Carlos Niño, compositores; Andy Kravitz, engenheiro de masterização | [ 77 ] |
| 2025 | Short n' Sweet                                      | Sabrina Carpenter        | Jack Antonoff, Julian Bunetta, Ian Kirkpatrick & John Ryan, produtores; Bryce Bordone, Julian Bunetta, Serban Ghenea, Jeff Gunnell, Oli Jacobs, Manny Marroquin, John Ryan & Laura Sisk, engenheiros/misturadores; Amy Allen, Jack Antonoff, Julian Bunetta, Sabrina Carpenter, Ian Kirkpatrick, Julia Michaels & John Ryan, compositores; Nathan Dantzler & Ruairi O’Flaherty, engenheiros de masterização | [ 77 ] |
| 2025 | Brat                                                | Charli xcx               | Charli XCX, Cirkut & A. G. Cook, produtores; A. G. Cook, Tom Norris & Geoff Swan, engenheiros/misturadores; Charlotte Aitchison, Henry Walter, Alexander Guy Cook, Finn Keane & Jonathan Christopher Shave, compositores; Idania Valencia, engenheira de masterização | [ 77 ] |
| 2025 | Djesse Vol. 4                                       | Jacob Collier            | Jacob Collier, produtor; Ben Bloomberg, Jacob Collier & Paul Pouwer, engenheiros/misturadores; Jacob Collier, compositor; Chris Allgood & Emily Lazar, engenheiros de masterização | [ 77 ] |
| 2025 | Hit Me Hard and Soft                                | Billie Eilish            | Billie Eilish & Finneas, produtores; Thom Beemer, Jon Castelli, Billie Eilish, Finneas, Aron Forbes, Brad Lauchert & Chaz Sexton, engenheiros/misturadores; Billie Eilish O’Connell & Finneas O'Connell, compositores; Dale Becker, engenheiro de masterização | [ 77 ] |
| 2025 | The Rise and Fall of a Midwest Princess             | Chappell Roan            | Daniel Nigro, produtor; Mitch McCarthy & Daniel Nigro, engenheiros/misturadores; Daniel Nigro & Kayleigh Rose Amstutz, compositores; Randy Merrill, engenheiro de masterização | [ 77 ] |
| 2025 | The Tortured Poets Department                       | Taylor Swift             | Jack Antonoff, Aaron Dessner & Taylor Swift, produtores; Zem Audu, Bella Blasko, Bryce Bordone, Serban Ghenea, David Hart, Mikey Freedom Hart, Sean Hutchinson, Oli Jacobs, Jonathan Low, Michael Riddleberger, Christopher Rowe, Laura Sisk & Evan Smith, engenheiros/misturadores; Jack Antonoff, Aaron Dessner & Taylor Swift, compositores; Randy Merrill, engenheiro de masterização | [ 77 ] |